# Lille
Vous lisez un « bon article » labellisé en 2009.
Pour les articles homonymes, voir Lille (homonymie).
Pour la métropole, voir Métropole européenne de Lille.
Lille (prononciation : /lil/ ), Rijsel en néerlandais, Rysel en flamand, est une ville du nord de la France, préfecture du département du Nord et chef-lieu de la région Hauts-de-France.
Avec 238 695 habitants intra-muros au dernier recensement en 2022, Lille est la dixième commune la plus peuplée de France, mais aussi la principale commune de la Métropole européenne de Lille, qui rassemble 94 autres communes dont Roubaix, Tourcoing et Villeneuve-d'Ascq, et compte près de 1,2 million d’habitants.
Dans sa partie française, son unité urbaine et ses 1 063 491 habitants en 2022 font de Lille la cinquième agglomération de France derrière Paris, Lyon, Marseille et  Toulouse. Plus largement, elle appartient à une vaste conurbation transfrontalière formée avec les villes belges de Mouscron, Courtrai, Tournai et Menin, qui a donné naissance en janvier 2008 à l'Eurométropole Lille-Kortrijk-Tournai, premier Groupement européen de coopération territoriale (GECT), qui totalise plus de 2,1 millions d'habitants. Elle exerce également une influence importante sur un territoire de plus de 3,8 millions d'habitants appelé « aire métropolitaine de Lille », fortement urbanisé et dense, comprenant notamment l'ancien bassin minier du Nord-Pas-de-Calais et les agglomérations d'Arras et Cambrai.
Centre culturel important au croisement des aires picarde et flamande, son nom en ancien français est L'Isle et se réfèrerait à sa localisation primitive supposée près d'une île des marécages de la vallée de la Deûle où elle a été fondée. Son nom en flamand français est Ryssel (/riːsəl/) et en flamand occidental, Rijsel.
Surnommée encore aujourd'hui, en France, la « Capitale des Flandres », Lille et ses environs appartiennent à la région historique de la Flandre romane, ancien territoire du comté de Flandre ne faisant pas partie de l'aire linguistique du flamand occidental. Ville de garnison (en témoigne sa Citadelle), Lille a connu une histoire mouvementée du Moyen Âge à la Révolution française. Très souvent assiégée au cours de son histoire, elle a appartenu successivement au royaume de France, à l'État bourguignon, au Saint-Empire romain germanique, aux Pays-Bas espagnols avant d'être définitivement rattachée à la France de Louis XIV à la suite de la guerre de succession d'Espagne en même temps que tout le territoire composant la province historique de la Flandre française. Lille est encore assiégée en 1792 lors de la guerre franco-autrichienne, en 1914 et en 1940. Elle a été durement éprouvée par les deux conflits mondiaux du XXe siècle au cours desquels elle est occupée et subit des destructions.
Cité marchande depuis ses origines, manufacturière depuis le XVIe siècle, la révolution industrielle en fait une grande capitale industrielle, principalement autour des industries textiles et mécaniques. Leur déclin, à partir des années 1960, ouvre une longue période de crise et ce n'est qu'à partir des années 1990 que la reconversion vers le secteur tertiaire et la réhabilitation des quartiers sinistrés donnent un autre visage à la ville. La création du métro automatique en 1983, la construction du nouveau quartier d'affaires Euralille à partir de 1988 (aujourd'hui le 3e de France derrière La Défense et Lyon Part-Dieu), l'arrivée du TGV en 1993 et de l'Eurostar en 1994 plaçant Lille au cœur des grandes capitales européennes, le développement de son aéroport international, des événements annuels de renom comme la Braderie de Lille qui a lieu début septembre (deux à trois millions de visiteurs), le développement d'un pôle étudiant et universitaire (aujourd'hui, avec plus de 110 000 étudiants, le 3e de France derrière Paris et Lyon), le classement Ville d'art et d'histoire en 2004 et les manifestations de Lille 2004 (capitale européenne de la culture) et de Lille 3000 constituent les principaux symboles de ce renouveau.

## Géographie

### Situation
Lille est située dans le nord de la France, au centre du département du Nord, à une vingtaine de kilomètres du centre de gravité du département.
Lille est située à une quinzaine de kilomètres de la frontière entre la France et la Belgique et se trouve également toute proche de la frontière administrative et linguistique qui sépare la région flamande de la région wallonne. Ainsi, par exemple, le poste-frontière de Menin, situé à 17 km au nord de Lille est flamand et néerlandophone, tandis que celui de Mouscron situé à 15 km au nord-est est wallon et francophone.
Lille s'est établie dans la vallée de la Deûle dont plusieurs bras, aujourd'hui recouverts ou comblés, parcouraient la ville. Naviguée depuis l'époque gallo-romaine, la rivière, aménagée récemment en canal à grand gabarit, traverse la ville du sud-ouest au nord pour rejoindre la Lys.
Dès le milieu du IVe siècle, au déclin de l'empire romain d'Occident, des peuples Germains se sont installés au nord de la route Boulogne-sur-Mer-Cologne : la frontière linguistique passait alors au sud de Lille comme le signale la toponymie en hem de Wazemmes, Esquermes, Hellemmes, etc.. Pourtant, Lille et ses environs appartiennent à la région historique de la Flandre romane, c'est-à-dire aux anciens territoires du comté de Flandre ne faisant pas partie de l'aire linguistique du flamand occidental, contrairement à Dunkerque ou Bailleul. Au XIe siècle, lors de la naissance de Lille, la frontière linguistique passait déjà à l'ouest de la ville. Ainsi, à l'opposé d'une idée assez répandue, Lille n'a jamais été une ville de langue néerlandaise, mais de dialectes romans.
Lille est à la croisée de grands itinéraires européens, routiers, mais aussi ferroviaires ou maritimes, Est/Ouest entre l'Allemagne, le Luxembourg, la Belgique et le Royaume-Uni, Nord/Sud entre les Pays-Bas, la Belgique, la France et l'Espagne.
À vol d'oiseau, Lille se situe à 93 km de Calais, 100 km de Bruxelles, 205 km de Paris, 230 km d'Amsterdam, 242 km du centre de Londres, 405 km de Francfort, 408 km de Strasbourg et 796 km de Toulouse.
Par la route, Lille est distante de 36,8 km de Lens, de 51,4 km de Valenciennes, de 80 km de Dunkerque, de 90 km d'Ostende, de 117 km d'Amiens, de 129 km d'Abbeville, et de Bruxelles, de 125 km d'Anvers, de 225 km de Londres (+ 55 km en shuttle), de 230 km de Paris, de 300 km d'Amsterdam et de Cologne, de 305 km de Luxembourg, et de 345 km de Bonn.

### Communes limitrophes
Lille est située au centre de la Métropole européenne de Lille. Toutes les communes limitrophes en font partie. Il n'y a aucune rupture du tissu urbain entre Lille et ces communes, sauf à l'ouest entre la commune associée de Lomme et les communes limitrophes d'Ennetières-en-Weppes, Capinghem, Prémesques, Pérenchies et Lompret qui restent assez largement rurales.
| Lambersart Lompret                                   | Saint-André-lez-Lille La Madeleine | Marcq-en-Barœul Mons-en-Barœul |
| Pérenchies Prémesques Capinghem Ennetières-en-Weppes | Lille                              | Villeneuve-d'Ascq              |
| Englos Sequedin Loos                                 | Faches-Thumesnil Wattignies        | Lezennes Ronchin               |

### Relief et géologie

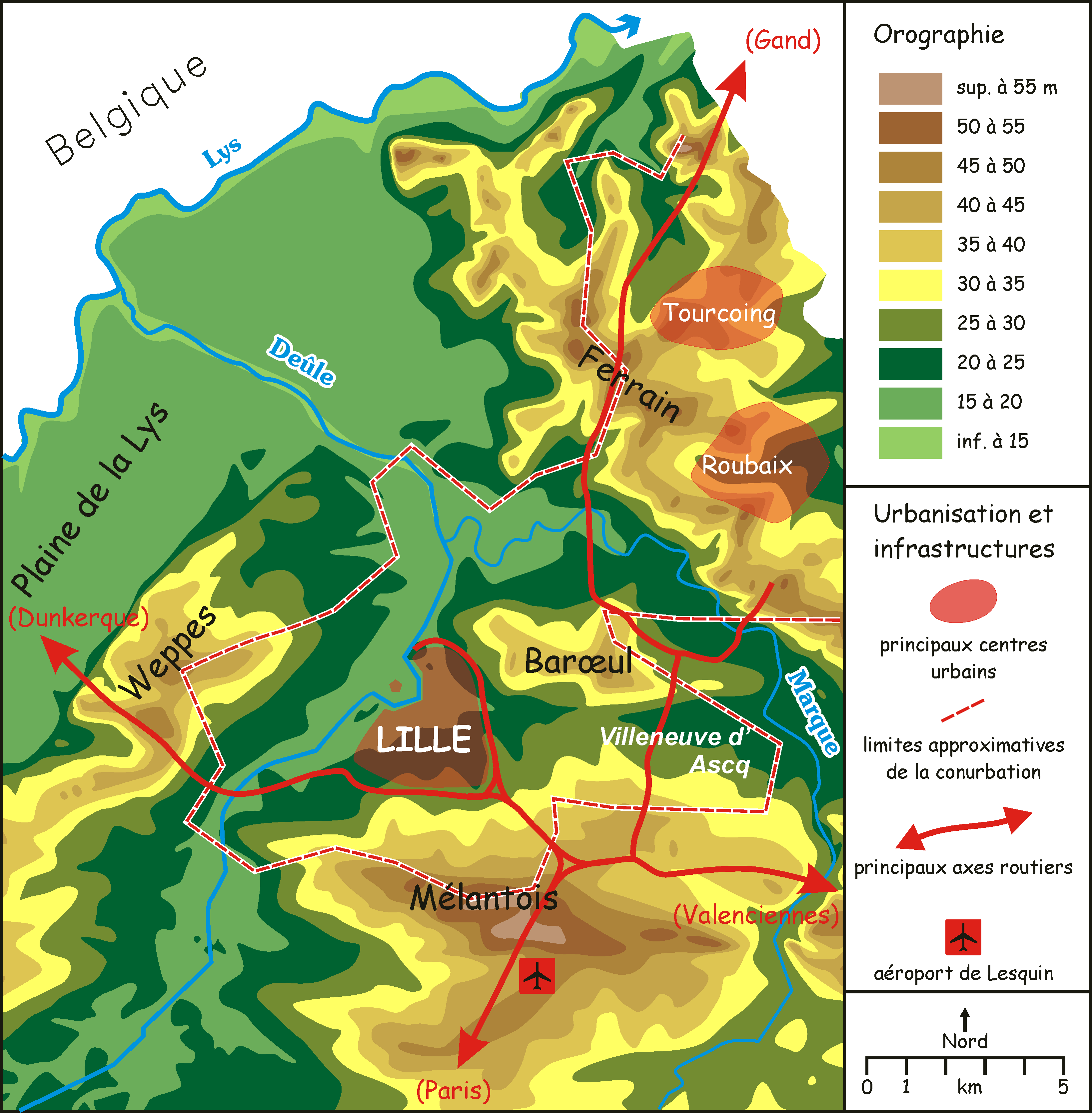
Topographie de la ville de Lille.

La ville de Lille est située à environ 20 mètres d'altitude dans un élargissement de la vallée de la Deûle. À cet endroit, les derniers affleurements crayeux (Sénonien et Turonien) de la région naturelle du Mélantois plongent à l’ouest sous les Weppes, et, au nord, sous le Barœul, deux régions de reliefs modérés développés dans le sable landénien et l’argile yprésienne. En raison du dôme du Mélantois (anticlinal E-W entre le bassin tertiaires des Flandres au Nord et d'Orchies au Sud) qui subit une érosion plus importante, cette assise crayeuse se présente à faible profondeur sous un revêtement quaternaire. La couverture sédimentaire récente (pléistocène) est omniprésente, sous forme de lœss sur les versants ou d’alluvions limono-argileux en fond de vallées.

### Hydrographie

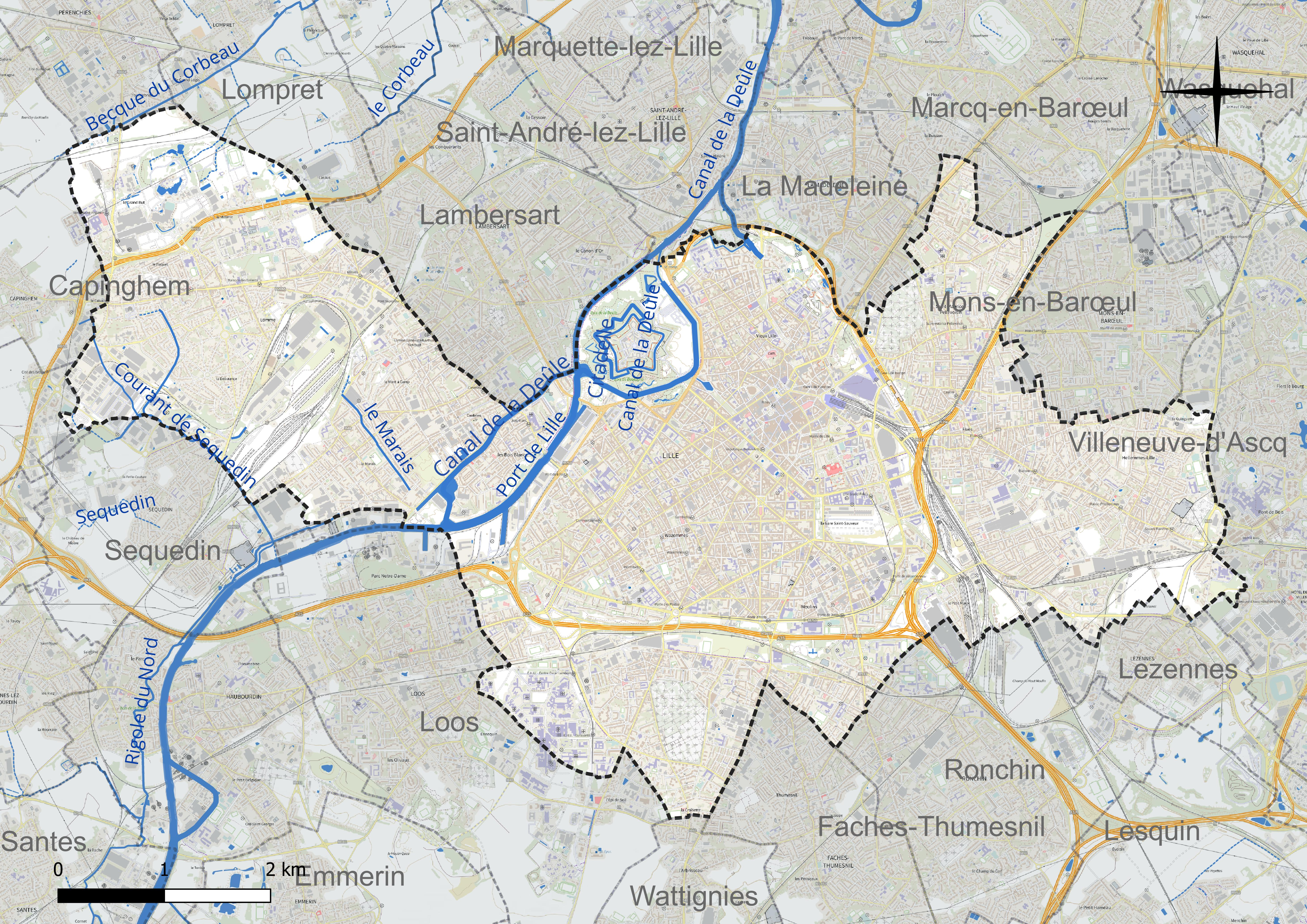
Réseau hydrographique de Lille.

Le nom de la ville Illa mentionné dans la Charte de dotation de la collégiale Saint-Pierre de 1066, Insula en 1060, puis en français  Lile en 1224 et Lisle en 1259, ferait référence à une île fluviale primitive sans certitude sur sa localisation,.
La Deûle est une rivière au débit faible perdue dans une large vallée. Très fortement anthropisée dès le Moyen Âge, les multiples états de ses canalisations et aménagements, dans un contexte de relief très peu marqué, rendent difficile la perception de son tracé originel.
La ville se serait développée initialement sur un point de rupture de charge de la Deûle, nécessitant le déchargement des bateaux jusqu'à une section plus navigable de la rivière. Avant le creusement du canal de l'Esplanade en 1751, les marchandises transitaient par voie de terre entre le port de la « Haute Deûle » (quai du Wault) et celui de la Basse Deûle (emplacement de l'avenue du Peuple Belge).
La ville ancienne était traversée par de nombreux canaux, pour certains issus du cours originel des petites rivières qui convergeaient vers la Deûle (les nombreux bras du Fourchon ou Arbonnoise, le Bucquet, ses affluents la Riviérette, le ruisseau de Fives, pour d'autres issus des fossés des enceintes successives ou creusés pour des besoins spécifiques. Soumis à un fort envasement et considérés comme des agents infectieux, la plupart ont été asséchés et comblés, transformés en égouts ou recouverts au cours de la deuxième moitié du XIXe siècle. Le dernier canal important, le canal de la Basse-Deûle, où était établi l'un des deux ports historiques de la ville, a été comblé au début des années 1930 pour devenir l'avenue du Peuple-Belge.
En 2009, trois bras anciens de la Deûle subsistent en partie :
- le bras de Canteleu ou de la « Haute Deûle » dans le quartier des Bois-Blancs, tronçon de l'ancien canal à gabarit Freycinet subsistant après la construction du port de Lille ;
- le bras de la Barre et de la « Moyenne Deûle » qui passe à proximité du quai du Wault puis entre la citadelle et le Vieux-Lille ;
- le bras de la « Basse Deûle » qui émerge à l'extrémité nord de l'avenue du Peuple-Belge et se jette dans la canal à grand gabarit actuel au pont Sainte Hélène à La Madeleine. Dans le cadre du plan bleu métropolitain, ce bras pourrait être prolongé jusqu'à l'ancien hospice général de Lille ou jusqu'à la place Louise-Bettignies d'après une proposition plus ambitieuse[9].

L'eau a disparu du centre historique mais le bras de Canteleu, le canal de la Moyenne Deûle, le port de Lille et la liaison à grand gabarit qui passe entre la Citadelle et la ville de Lambersart forment, à l'ouest de la ville, un grand 8 entourant deux îles, le quartier des Bois Blancs et la Citadelle.

### Climat
Pour des articles plus généraux, voir Climat des Hauts-de-France et Climat du Nord-Pas-de-Calais.
En 2010, le climat de la commune est de type climat océanique dégradé des plaines du Centre et du Nord, selon une étude du CNRS s'appuyant sur une série de données couvrant la période 1971–2000. En 2020, Météo-France publie une typologie des climats de la France métropolitaine dans laquelle la commune est exposée à un climat océanique et est dans la région climatique  Nord-est du bassin Parisien, caractérisée par un ensoleillement médiocre, une pluviométrie moyenne régulièrement répartie au cours de l'année et un hiver froid (3 °C).
Pour la période 1971-2000, la température annuelle moyenne est de 10,6 °C, avec une amplitude thermique annuelle de 14,5 °C. Le cumul annuel moyen de précipitations est de 687 mm, avec 11,9 jours de précipitations en janvier et 8,9 jours en juillet. Pour la période 1991–2020, la température moyenne annuelle observée sur la station météorologique la plus proche, située sur la commune de Lesquin à 6 km à vol d'oiseau, est de 11,3 °C et le cumul annuel moyen de précipitations est de 740,0 mm,. Pour l'avenir, les paramètres climatiques de la commune estimés pour 2050 selon différents scénarios d'émission de gaz à effet de serre sont consultables sur un site dédié publié par Météo-France en novembre 2022.
| Mois                                             | jan.          | fév.          | mars          | avril        | mai          | juin         | jui.         | août         | sep.         | oct.         | nov.         | déc.          | année      |
| ------------------------------------------------ | ------------- | ------------- | ------------- | ------------ | ------------ | ------------ | ------------ | ------------ | ------------ | ------------ | ------------ | ------------- | ---------- |
| Température minimale moyenne (°C)                | 1,7           | 1,9           | 3,8           | 5,9          | 9,3          | 12,1         | 14,2         | 14           | 11,4         | 8,4          | 4,9          | 2,3           | 7,5        |
| Température moyenne (°C)                         | 4,1           | 4,7           | 7,5           | 10,5         | 13,8         | 16,7         | 18,9         | 18,8         | 15,8         | 11,9         | 7,6          | 4,7           | 11,3       |
| Température maximale moyenne (°C)                | 6,6           | 7,5           | 11,2          | 15           | 18,4         | 21,3         | 23,7         | 23,7         | 20,2         | 15,4         | 10,3         | 7             | 15         |
| Record de froid (°C) date du record              | −19,5 14.1982 | −17,8 21.1956 | −10,5 13.2013 | −4,7 09.1968 | −2,3 03.1967 | 0 02.1962    | 3,4 05.1964  | 3,9 31.1956  | 1,2 23.1979  | −4,4 28.1950 | −7,8 24.1998 | −17,3 29.1964 | −19,5 1982 |
| Record de chaleur (°C) date du record            | 15,2 18.2007  | 19 24.2021    | 24,8 31.2021  | 27,9 15.2007 | 31,7 27.2005 | 34,8 28.1947 | 41,5 25.2019 | 37,1 08.2020 | 35,1 15.2020 | 27,8 01.2011 | 20,3 06.2018 | 16,1 31.2022  | 41,5 2019  |
| Ensoleillement (h)                               | 62,2          | 73,6          | 127,3         | 175,9        | 195,7        | 201,5        | 209,7        | 196,8        | 155,3        | 115,3        | 61,7         | 52,5          | 1 627,4    |
| Précipitations (mm)                              | 58,2          | 50,8          | 52,1          | 45,3         | 61,6         | 63,7         | 67,8         | 71,3         | 56,8         | 64,1         | 75           | 73,3          | 740        |
| dont nombre de jours avec précipitations ≥ 1 mm  | 11,2          | 10,6          | 10,1          | 9,2          | 9,5          | 9,8          | 9,9          | 9,9          | 9,7          | 10,8         | 13,3         | 12,2          | 126,2      |
| dont nombre de jours avec précipitations ≥ 5 mm  | 4,4           | 3,7           | 3,5           | 3,2          | 4,3          | 4,3          | 4,2          | 4,5          | 3,7          | 4,5          | 5,2          | 5,3           | 50,8       |
| dont nombre de jours avec précipitations ≥ 10 mm | 1,4           | 0,8           | 1,2           | 0,8          | 1,7          | 2,1          | 2,2          | 2,2          | 1,4          | 1,7          | 2,2          | 2,1           | 19,9       |

## Urbanisme

### Typologie
Au 1er janvier 2024, Lille est catégorisée grand centre urbain, selon la nouvelle grille communale de densité à sept niveaux définie par l'Insee en 2022.
Elle appartient à l'unité urbaine de Lille (partie française), une agglomération internationale regroupant 60  communes, dont elle est ville-centre,,. 
Par ailleurs la commune fait partie de l'aire d'attraction de Lille (partie française), dont elle est la commune-centre,. Cette aire, qui regroupe 201 communes, est catégorisée dans les aires de 700 000 habitants ou plus (hors Paris),.

### Occupation des sols

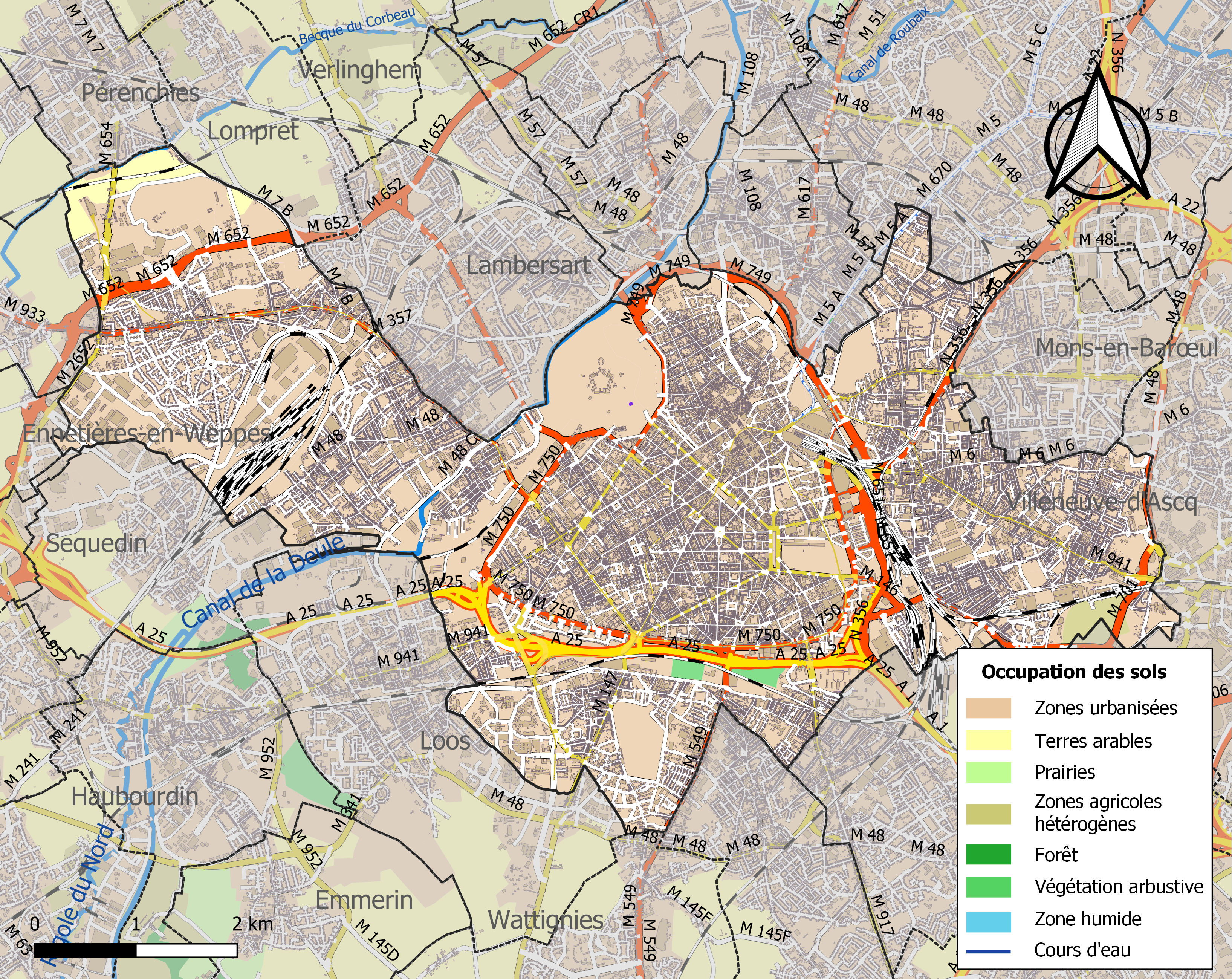
Carte de l'occupation des sols de la commune en 2018 (CLC).

L'occupation des sols de la commune, telle qu'elle ressort de la base de données européenne d'occupation biophysique des sols Corine Land Cover (CLC), est marquée par l'importance des territoires artificialisés (97,5 % en 2018), en augmentation par rapport à 1990 (92,9 %). 
La répartition détaillée en 2018 est la suivante : zones urbanisées (64,5 %), zones industrielles ou commerciales et réseaux de communication (26,5 %), espaces verts artificialisés, non agricoles (6,5 %), terres arables (1,2 %), milieux à végétation arbustive et/ou herbacée (0,7 %), zones agricoles hétérogènes (0,6 %).
L'IGN met par ailleurs à disposition un outil en ligne permettant de comparer l’évolution dans le temps de l’occupation des sols de la commune (ou de territoires à des échelles différentes). Plusieurs époques sont accessibles sous forme de cartes ou photos aériennes : la carte de Cassini (XVIIIe siècle), la carte d'état-major (1820-1866) et la période actuelle (1950 à aujourd'hui).

### Morphologie urbaine

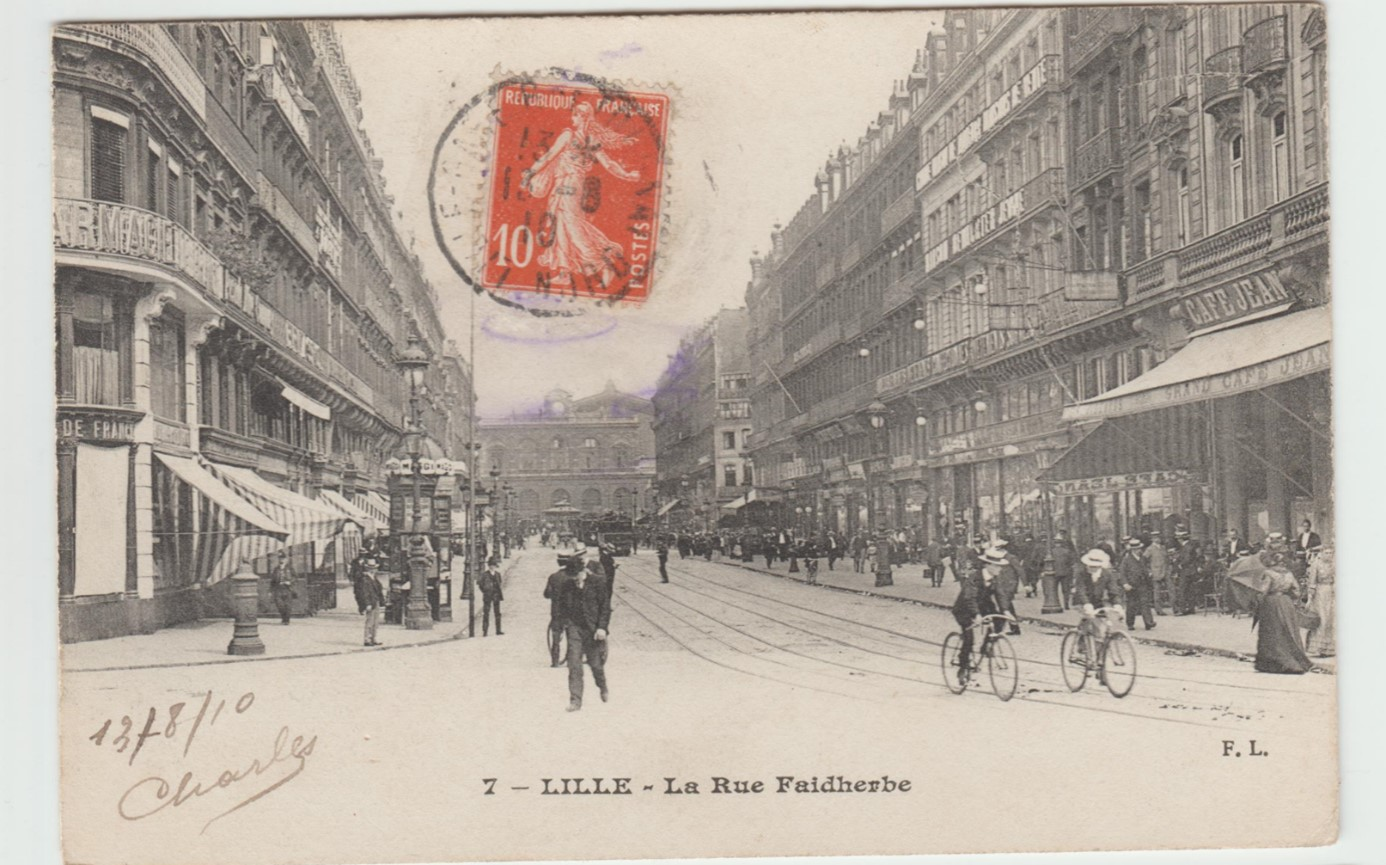
La rue Faidherbe de Lille à la Belle Époque.

Trois dimensions principales ont contribué, souvent conjointement, à façonner le tissu urbain de la ville actuelle : 
- les extensions successives de la place forte, depuis les origines de la cité jusqu'au lendemain de la Première Guerre mondiale, lorsque les fortifications ont été déclassées ;
- les destructions survenues lors des principaux conflits qu’elle a connu au cours de son histoire ;
- les restructurations volontaires de l'espace urbain, à l'initiative des entrepreneurs lors de son industrialisation ou des pouvoirs publics dans le cadre de sa modernisation.

#### Extensions de la place forte

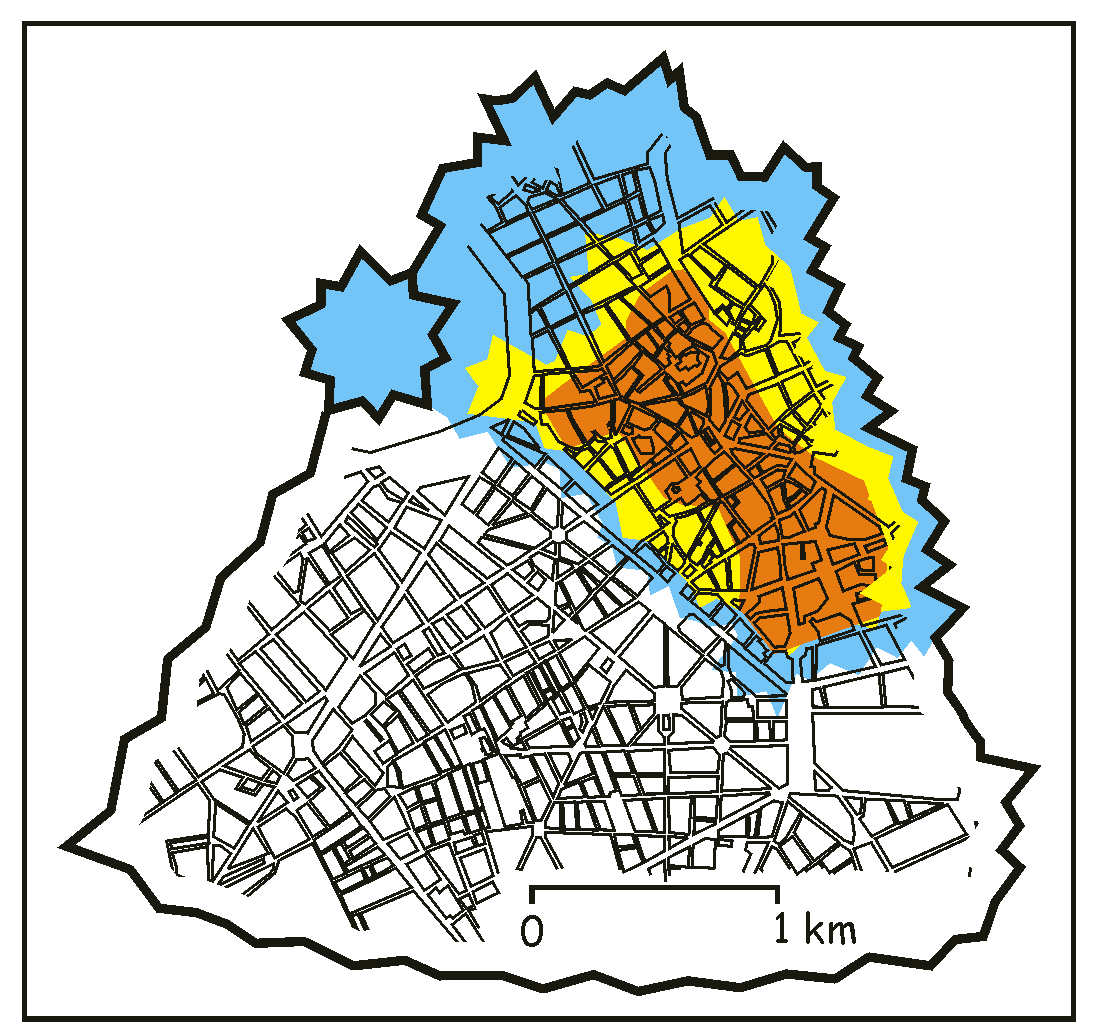
L'enceinte du Second Empire et les enceintes précédentes depuis le XIIIe siècle.

L'enceinte fortifiée de Lille a connu sept extensions successives qui ont fait passer l'espace intra-muros de dix à 1 000 hectares sur une période de 800 ans. 
Les trois principales surviennent : au XIIIe siècle, lors de l'annexion des paroisses Saint-Maurice et Saint-Sauveur ; en 1670, lors de la construction de la citadelle et du renforcement du système de défense de la ville par Vauban, lequel s’est accompagné de l’annexion des faubourgs de Saint-André et de la Madeleine ; en 1858, à la suite de l'annexion de Wazemmes, Moulins, Esquermes, Fives et du faubourg Saint-Maurice, au terme de laquelle les trois premières communes se trouvent largement inscrites dans le nouveau périmètre fortifié. 
La première extension définit un périmètre d'urbanisation dense d’origine moyenâgeuse sous influence flamande ; la seconde une adjonction d’époque classique française et une infrastructure militaire particulièrement prégnante ; la troisième l'inscription d'une véritable ville nouvelle, déjà marquée par l'industrialisation naissante, et une emprise de plus en plus considérable des fortifications. 
Déclassées en 1919, ces fortifications et les terrains militaires qui les entouraient ont offert une réserve foncière à l'implantation d’infrastructures modernes depuis l'entre-deux guerres jusqu'aux années 1990 (nouvelle faculté de Droit, cité administrative, logements sociaux, voies rapides, espaces verts, cité hospitalière, Lille Grand Palais et Euralille, etc.). 
Cette césure entre la partie intra-muros de l'ancienne ville et les quartiers hors les murs reste par conséquent aujourd'hui encore très sensible.

#### Destructions militaires

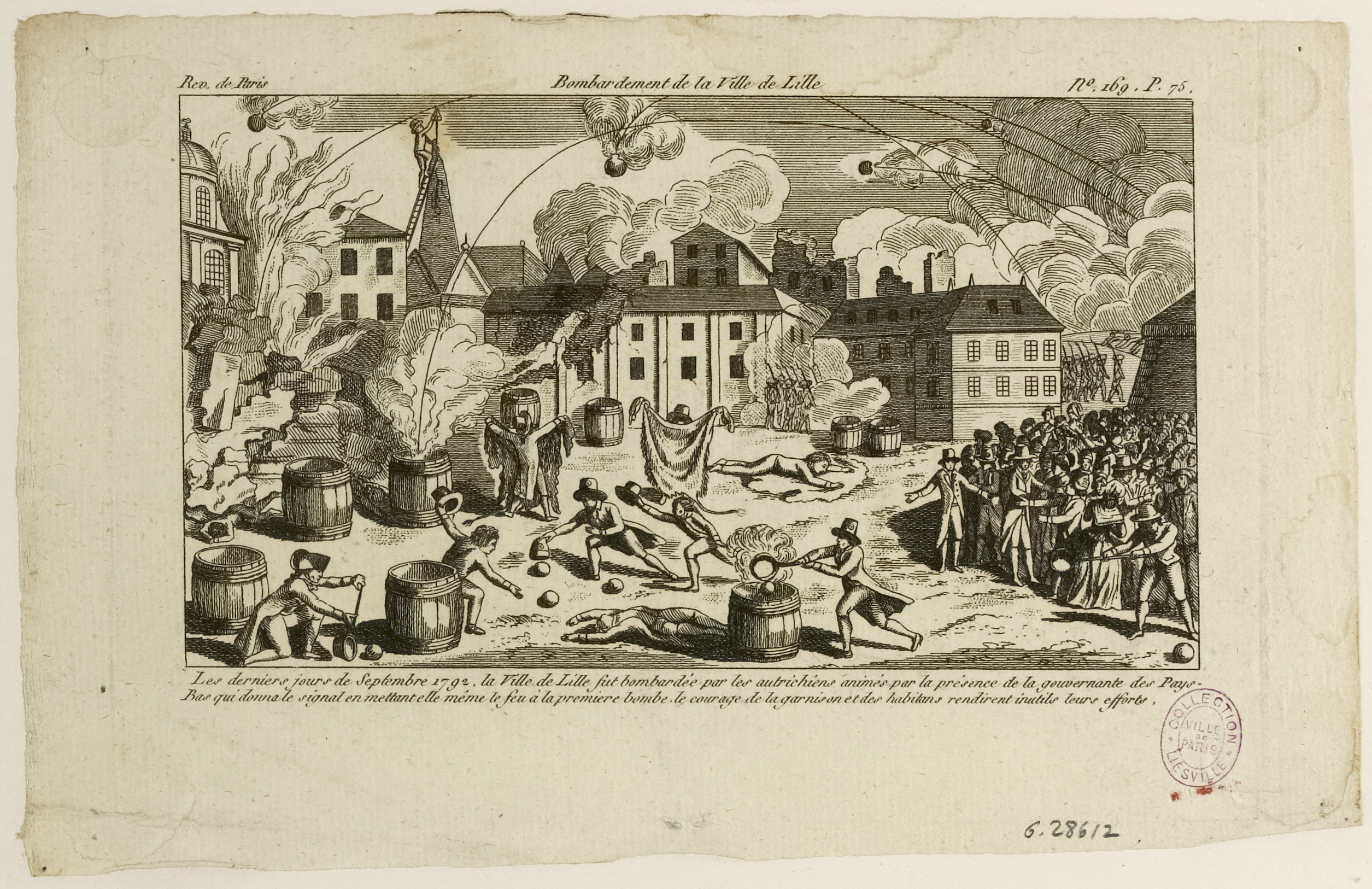
Bombardements de Lille (Nord) par les Autrichiens, 29 septembre 1792.

Régulièrement endommagée par les nombreux sièges qu'elle a subis, Lille est toujours reconstruite. 
Les destructions les plus massives sont aussi les plus récentes. D'abord au cours de la Révolution française et du siège de la ville de 1792. À la destruction de plusieurs couvents vendus comme biens nationaux, s'ajoute les dégâts du siège autrichien au cours duquel un grand nombre d'édifices publics ou religieux, parmi lesquels l'église Saint-Étienne et 2 000 maisons sont endommagés tandis que 500 sont complètement détruites, en particulier dans le quartier populaire de Saint-Sauveur. 
La Première Guerre mondiale, dont la ville sort exsangue après quatre années d'occupation, laisse à son tour des traces indélébiles. Les bombardements de 1914, l'explosion de 1916, les réquisitions et la destruction des infrastructures par l'occupant laissent une ville en ruine et les baraquements dans les zones sinistrées ne disparaîtront que lentement entre 1924 et 1930. 
La Seconde Guerre mondiale se révèle moins dramatique sur le plan des infrastructures industrielles, mais les dommages sont néanmoins considérables : 1 675 immeubles et édifices publics ont été totalement détruits, 1 709 gravement endommagés, 2 208 plus ou moins touchés.

#### Architecture et urbanisme
L'administration municipale, le Magistrat, qui fixe des règles de construction est un acteur majeur de l'urbanisme depuis le XIIIe siècle. Une loi de 1287 qui limite le droit de chaque contribuable à une bâtir une seule demeure est à l'origine de la maison de ville. Ces premiers règlements et la surveillance des constructions par la municipalité sont à l'origine de la forme d'urbanisme d'une ville dense de maisons jointives alignées le long des rues sur des parcelles étroites. Les maisons de bois à pignon sur rue de cette époque ont cependant disparu.
À quelques exception près datant de la fin du XVIe siècle, les plus anciennes maisons subsistant dans le Centre et dans le Vieux Lille, les maisons à arcures, ont été édifiées pour l'essentiel au début du XVIIe siècle à la suite d'une ordonnance du 14 février 1566 qui impose la construction en maçonnerie et des toitures au faîtage parallèle à la rue (et non plus perpendiculaire).
Les constructions inspirées de l'architecture de la Renaissance flamande datent de la deuxième moitié du XVIIe siècle (période précédant et succédant à l'intégration de la ville au royaume de France en 1667), la Vieille Bourse, le rang de Beauregard et les maisons à travées dont beaucoup subsistent dans les rues aux alentours de la Grand-Place et dans le Vieux Lille. Ces immeubles étaient construits d'après un plan imposé par le Magistrat, laissant au propriétaire et aux artisans une liberté d'ornementation.
Peu après la conquête de Lille par Louis XIV, Vauban étend en 1670 l'enceinte vers le Nord et la nouvelle Citadelle, englobant le faubourg Saint-Pierre et également des espaces non construits. Un nouveau quartier, le « quartier royal », se construit à cet emplacement à partir de la fin XVIIe siècle et au cours du XVIIIe siècle, avec des hôtels particuliers semblables à ceux des quartiers aristocratiques de Paris, des maisons de premier, second et troisième rang à un étage. À la même époque, des maisons plus modestes de style classique lillois assez sobre, encore présentes principalement place aux Oignons et dans les rues avoisinantes, succèdent à l'architecture à arcures.
Une nouvelle vague, déterminante, couvre la seconde moitié du XIXe siècle après l'annexion des communes limitrophes. À la limite sud et ouest de la ville ancienne, de nouvelles avenues larges et rectilignes prennent la place des fortifications démantelées (en particulier, l’actuel boulevard de la Liberté avec la Place de la République en son centre). La ville nouvelle est par ailleurs structurée par un quadrilatère formé par la rue Nationale, le boulevard Montebello et le boulevard Victor-Hugo autour desquels se bâtissent des immeubles bourgeois. C'est l'époque de la construction de grands édifices publics (Préfecture, Palais des Beaux-Arts) et des quartiers universitaires, catholique dans le quartier Vauban, laïc dans le quartier Saint-Michel. C'est aussi l'époque du percement de l'actuelle rue Faidherbe, qui relie la gare à la Grand Place, puis de l'actuelle avenue de la République, qui relie Lille à Roubaix et Tourcoing, prolongée par le boulevard Carnot jusqu'à la Grand Place, et qui entraîneront d'importantes destructions de la ville ancienne. C'est enfin l'époque où la plupart des nombreux canaux à ciel ouvert disparaissent et où se met en place un système de voirie. En revanche, dans les quartiers qui échappent à ces opérations urbanistiques d’envergure, c'est le développement anarchique de l'habitat ouvrier qui se déploie à proximité d'usines qui ne cessent de grandir. Le XXe siècle, enfin préoccupé de salubrité publique, devra, pour faire face au problème récurrent du logement exacerbé par les destructions des deux guerres, composer avec cet état de fait, souvent en procédant à des destructions massives avant que ne s'impose l'idée de préservation du patrimoine. Ce sera le cas pour l'ancien quartier Saint-Sauveur, déjà partiellement démoli lors de l'édification du nouvel hôtel de ville dans les années 1920, et complètement rasé dans les années 1960 pour faire place à de nouvelles voies et à des ensembles immobiliers modernes.

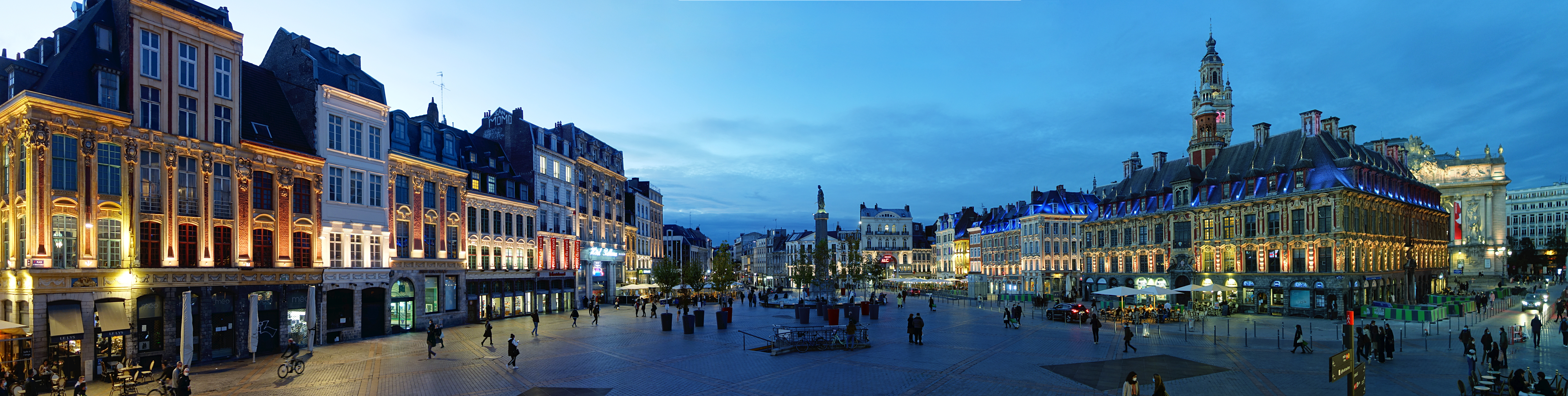
Vue panoramique de la grand-place dans le cœur de Lille, quartier Lille-Centre, la nuit.

#### Quartiers

Les quartiers de Lille et les grands axes de la trame urbaine.

Contrairement à la plupart des villes médiévales, Lille ne s'est donc pas développée de manière circulaire autour d'un hyper-centre, mais par la construction de quartiers entiers et en absorbant des villes avoisinantes. C'est pourquoi elle se présente plutôt comme une mosaïque de quartiers, avec chacun une physionomie et un dynamisme propre.
Vient d'abord le cœur historique qui constitue aujourd'hui une partie des quartiers du Vieux-Lille et de Lille-Centre. Ces deux quartiers couvrent toutefois également des extensions de la ville des XVIIe siècle au XIXe siècle. Viennent ensuite les quartiers issus des annexions du XIXe siècle, les quartiers des Bois Blancs, de Vauban Esquermes, de Wazemmes, de Lille-Moulins, du Faubourg de Béthune, de Lille-Sud, de Saint-Maurice Pellevoisin et de Fives. Viennent enfin les communes associées au XXe siècle, Hellemmes à l'est et Lomme à l'ouest.
Les quartiers défavorisés correspondent plus particulièrement à un croissant s’étendant au sud de la ville et, ponctuellement, à l'est et à l'ouest. Les quartiers de Moulins, Faubourg de Béthune et Lille-Sud sont classés zones franches urbaines et hébergent environ 15 % de la population de la ville. À l'exception de Moulins, ces quartiers peinent à se développer malgré les efforts de la municipalité.
Les quartiers du Vieux-Lille, de Wazemmes et de Saint-Maurice Pellevoisin connaissent une évolution particulièrement dynamique. Les raisons de ces évolutions sont variées. On peut citer principalement la beauté et la richesse historique pour le Vieux-Lille, la vivacité de la vie associative et artistique pour Wazemmes et la proximité de nouvelles infrastructures commerciales et de transports (Euralille, Gare de Lille-Europe) pour Saint-Maurice Pellevoisin.

#### Conurbation
Tout au long de son histoire, Lille s'est trouvée enfermée dans ses fortifications. Des communes puissantes se sont alors développées dans les environs de la place forte, en particulier au cours de la révolution industrielle : si, entre 1861 et 1931, Lille enregistre une croissance de 50 % de sa population, c'est un doublement que connaît sa banlieue tandis que les populations de Roubaix et Tourcoing se trouvent multipliées par 2,5. 
En 2009, selon l'Atlas transfrontalier de l'Insee, l'ensemble formé par l'agglomération transfrontalière lilloise comprend environ un million d'habitants côté français et 1,2 million d'habitants si l'on intègre le semis de villes frontalières côté belge telles que Mouscron, Comines-Warneton, Wervik, etc. La Métropole Européenne de Lille, agglomération multipolaire dont fait partie Lille est ainsi la quatrième agglomération française (par sa population) derrière celles de Paris, Lyon et Marseille.
Cette agglomération appartient également à une vaste conurbation qui s'étend en Belgique avec, notamment, les villes de Courtrai, Tournai, Roulers, Mouscron, Ypres et Menin, totalisant plus de 1,9 million d'habitants. Elle a donné naissance, en janvier 2008, au premier groupement européen de coopération territoriale (GECT), l'Eurométropole Lille Kortrijk Tournai.

### Ressources en matériaux de construction
L'argile yprésienne de la région a alimenté de nombreuses briqueteries qui ont fourni la ville, jusque dans la seconde partie du XXe siècle. La craie, appelée localement pierre de Lezennes, a été largement exploitée pour la construction, en carrières souterraines (à la périphérie de Lille, principalement à Loos-lez-Lille et à Emmerin, au sud, et à Lezennes, au sud-est). Ces anciennes carrières sont matérialisées dans les champs par des ouvertures clôturées (les têtes de catiches), effondrement ou fontis mettant en relation les réseaux souterrains avec la surface. La craie est une pierre à grain fin facile à tailler, traditionnellement utilisée en mélange avec la brique. Facile à sculpter, elle a permis la construction de maisons baroques et classiques très décorées, typiques du Vieux-Lille. Elle était aussi destinée à la fabrication de chaux. Mais la craie est une roche fragile face à l'érosion. Elle a donc souvent été remplacée par du calcaire lutétien importé de l'Oise pour la construction des monuments à partir du XIXe siècle. Le grès de Flandre, gris clair, très dur et étanche, issus du Douaisis et du Béthunois, est la pierre traditionnelle des rez-de-chaussée lillois appelés « gresseries ». La pierre bleue importée de Belgique (de Tournai puis de Soignies) est aussi beaucoup utilisée, dès le Moyen Âge mais surtout aux XIXe et XXe siècles, principalement pour les soubassements et les seuils des bâtiments.

### Habitat et logement
En 2021, le nombre total de logements dans la commune était de 143 551, alors qu'il était de 135 811 en 2016 et de 126 235 en 2011. 
Parmi ces logements, 87,8 % étaient des résidences principales, 3,6 % des résidences secondaires et 8,6 % des logements vacants. Ces logements étaient pour 20,1 % d'entre eux des maisons individuelles et pour 78,9 % des appartements. 
Le tableau ci-dessous présente la typologie des logements à Lille en 2021 en comparaison avec celle du Nord et de la France entière. Une caractéristique marquante du parc de logements est ainsi une proportion de résidences secondaires et logements occasionnels (3,6 %) supérieure à celle du département (1,8 %) mais inférieure à celle de la France entière (9,7 %). 
| Typologie                                               | Lille | Nord | France entière |
| ------------------------------------------------------- | ----- | ---- | -------------- |
| Résidences principales (en %)                           | 87,8  | 90,9 | 82,2           |
| Résidences secondaires et logements occasionnels (en %) | 3,6   | 1,8  | 9,7            |
| Logements vacants (en %)                                | 8,6   | 7,4  | 8,1            |

La commune respecte les obligations qui lui sont faites par l'article 55 de la loi SRU de disposer d'au moins 25 % de son parc de résidences principales constituées de logements sociaux

### Projets d'aménagements

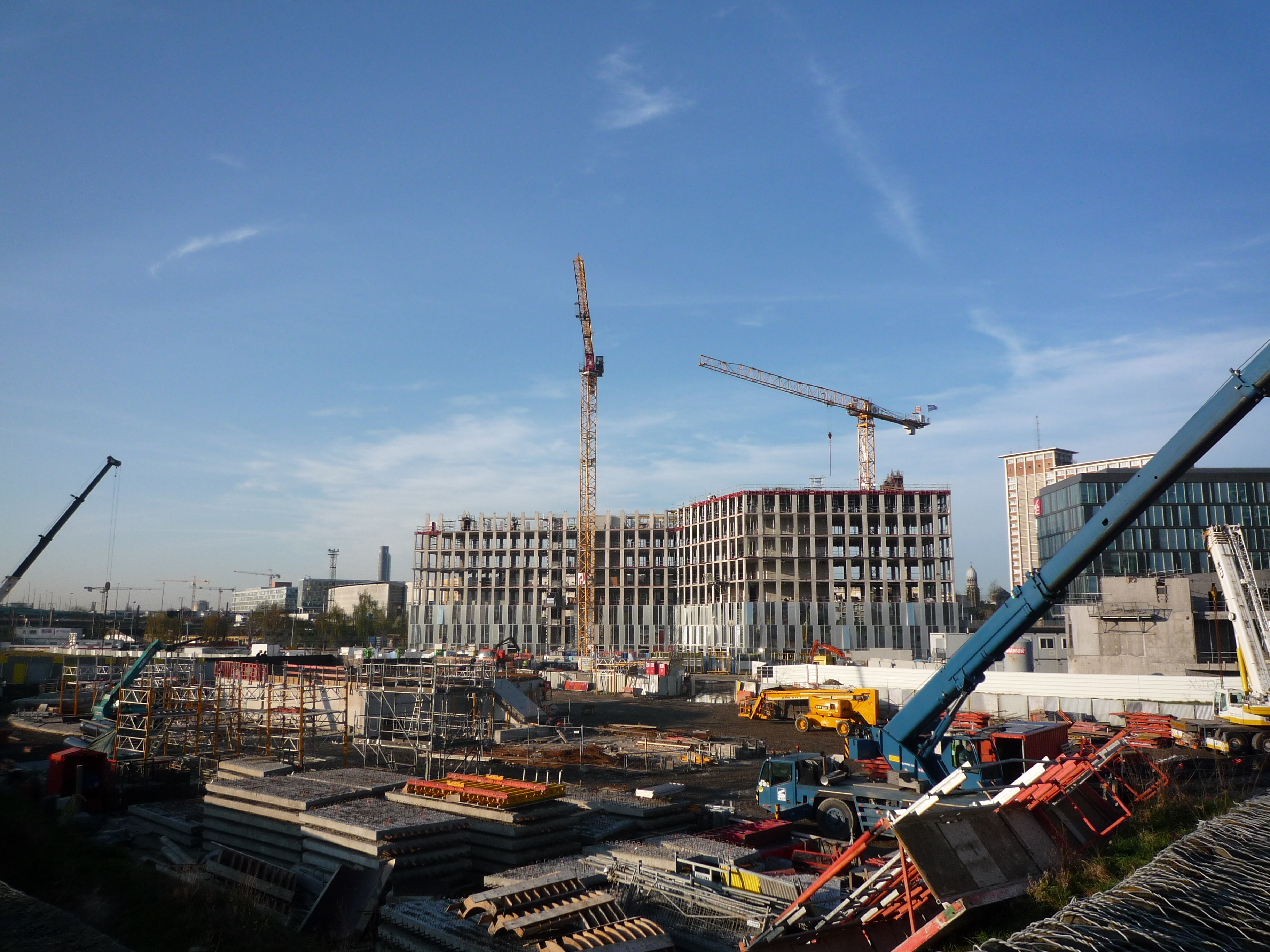
Travaux d'extension d'Euralille à Chaude Rivière en 2009.

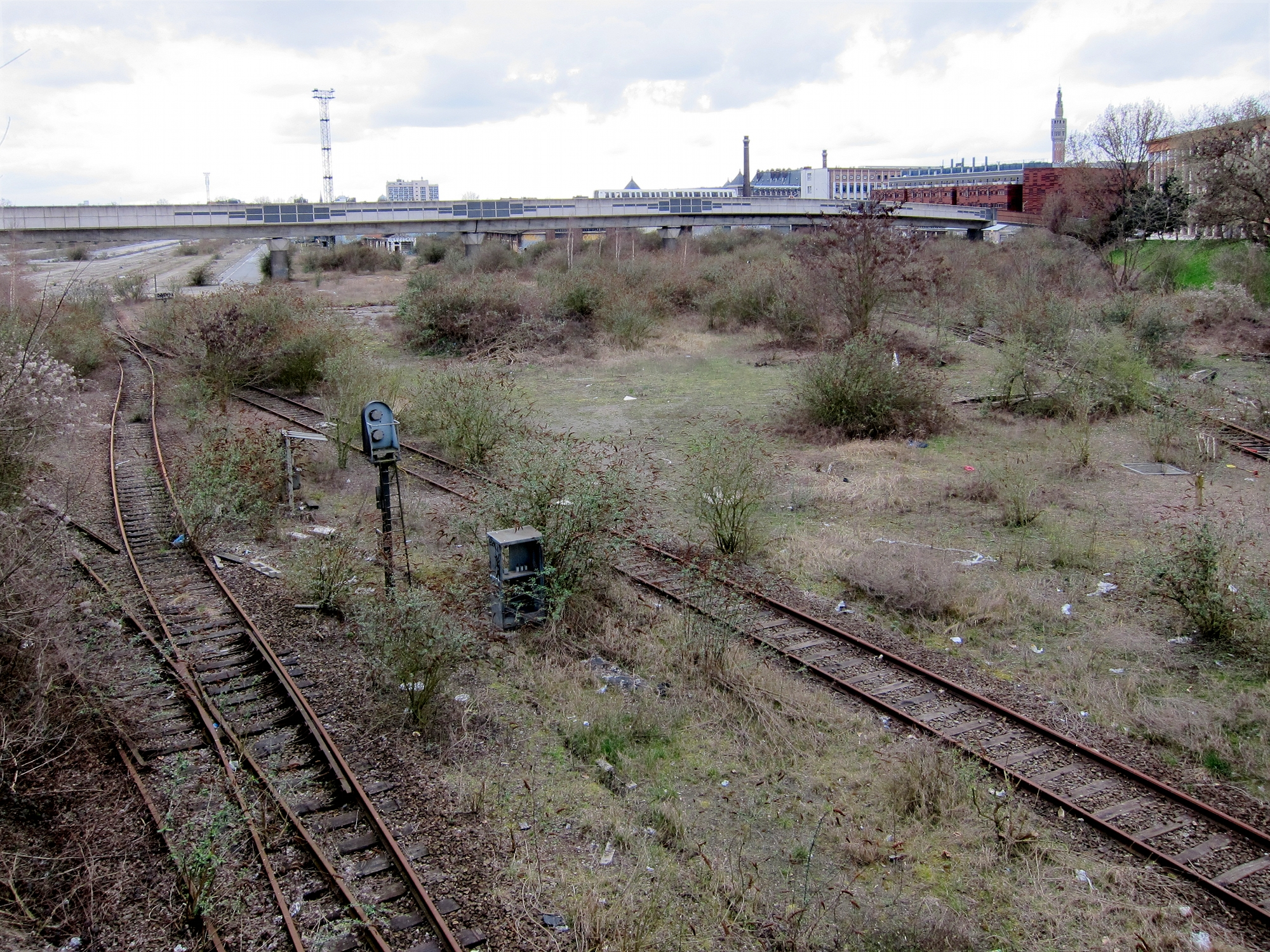
Une partie de la friche de l'ancienne gare Saint-Sauveur.

Lille est actuellement concernée par quatre grands projets d'aménagement :
- le Grand Projet Urbain (GPU)[41]. Il porte principalement sur l'aménagement de l'habitat social et de l'habitat ancien des quartiers de Lille-Sud et de la Porte de Valenciennes à Moulins. Il comprend notamment la construction de 3 400 logements neufs et la reconstruction ou la réhabilitation d'une douzaine d'équipements collectifs. Lancé en 2006, il devrait être achevé en 2015 ;
- l'aménagement des Rives de la Haute Deûle, entre Lomme et le quartier des Bois Blancs. Il couvre une superficie de cent hectares et est organisé autour de l'aménagement d’un centre d'activités consacré aux NTIC, qui accueille le pôle d'excellence EuraTechnologies, et de la création d'un parc urbain[42]. Il a été initié en 2004 par la création de la ZAC des Rives de la Haute Deûle ;
- l'extension d'Euralille, depuis le nord de la gare Lille-Europe jusqu'à la gare de fret Saint-Sauveur[43] et la porte de Valenciennes. Le programme porte notamment sur l'extension du Grand Palais tandis que la réalisation d'Euralille 2, qui accueille en particulier le nouvel Hôtel de Région et environ 800 logements (quartier du Bois habité), s'est achevée en 2010.
- le réaménagement du site de la citadelle[44], plus grand espace vert de la ville, d'une superficie d'environ 100 hectares. Engagés en 2010, les travaux ont commencé par la déconstruction du stade Grimonprez-Jooris. Ils devraient se poursuivre sur plusieurs années[45].

Un cinquième projet engagé dès 1994 se poursuit par ailleurs. Il s'agit du parc Eurasanté, destiné à accueillir des entreprises dans la filière de la biologie, des biotechnologies et de la santé. Le périmètre actuel du parc est de 130 hectares qui devraient être portés à 170 hectares d'ici à 2020. Le programme à l'horizon 2015 devrait comprendre 300 000 à 345 000 m2, de bureaux et laboratoires, mais aussi un centre de service, une résidence hôtelière et des logements.
Parmi les grands projets qui restent encore largement à définir, on peut citer :
- la reconversion de l'emprise de l'ancienne gare Saint-Sauveur dans le centre (environ 20 hectares)[47] pour lequel s'est constituée une forte contestation au projet d'aménagement[48].
- la reconversion des friches de Fives Cail Babcock à Fives (une vingtaine d'hectares également)[49].

Enfin, des études concernant la remise en eau de certains des anciens canaux ont été réalisées. Il s'agit principalement de la remise en eau de la basse Deûle dans le Vieux-Lille, actuellement avenue du Peuple-Belge. Le projet a toutefois été reporté.

### Voies de communication et transports

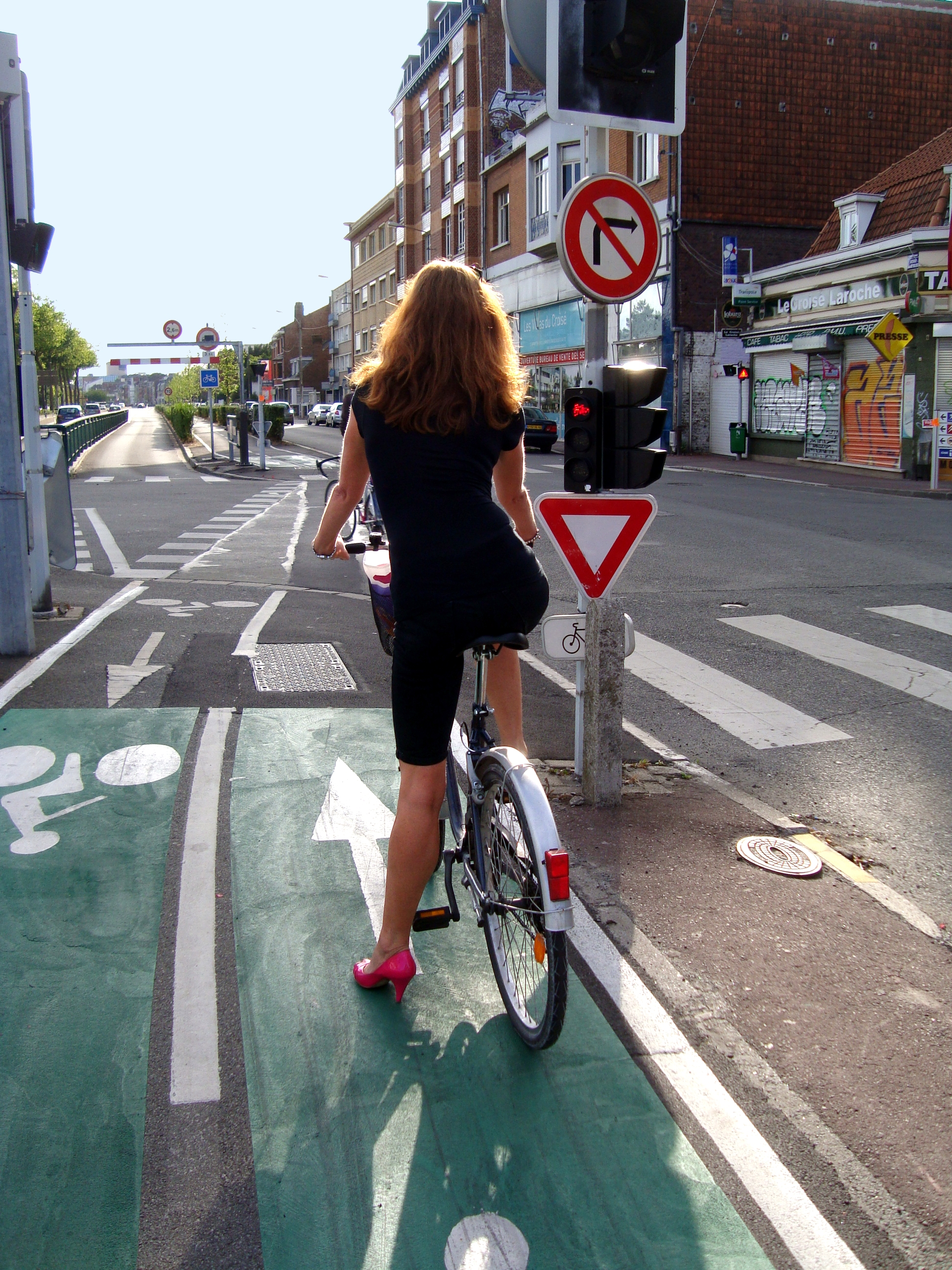
Piste cyclable avenue de la République qui relie Lille à Roubaix et Tourcoing.

Lille dispose d'une situation géographique privilégiée. Depuis une trentaine d'années, un important réseau de transports s'est développé qui en fait aujourd'hui un carrefour européen, particulièrement au niveau routier et ferroviaire et, dans une moindre mesure, portuaire et aéroportuaire.
En effet, Lille dispose de quatre gares ferroviaires en activité : 
- la gare de Lille-Flandres, affectée au transport express régional, aux InterCity pour la Belgique (Courtrai, Ostende, Anvers, Tournai, Charleroi et Liège), et aux TGV vers Paris et quelques villes de province. La façade de la gare de Lille-Flandres est la façade de la première gare du Nord qui fut démontée et remontée à Lille ;
- la gare de Lille-Europe, affectée aux TGV, avec des liaisons nationales (Lille est connectée à environ 80 villes de France grâce aux TGV) et internationales vers la Belgique (Bruxelles) et vers l'Angleterre (Londres), et, depuis 2001, des TERGV à destination de la côte maritime régionale (Dunkerque, Calais, Boulogne-sur-Mer) et d'Arras ;
- les gares de Lille-CHR et de Lille-Porte-de-Douai, affectées au transport express régional des lignes Lille - Béthune et Lille - Lens.

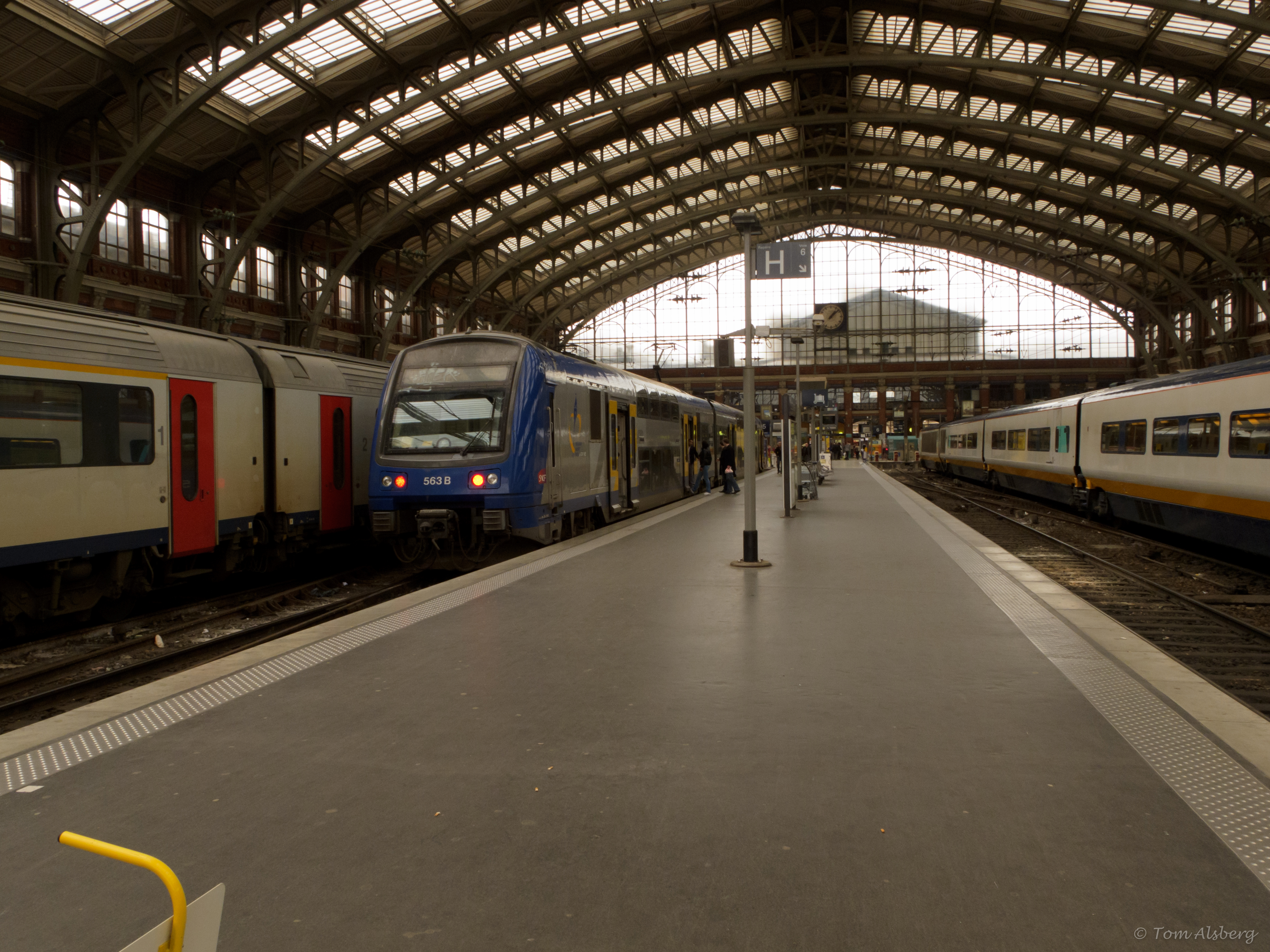
La gare de Lille-Flandre, desservie par la SNCB, les TER et les TGV.
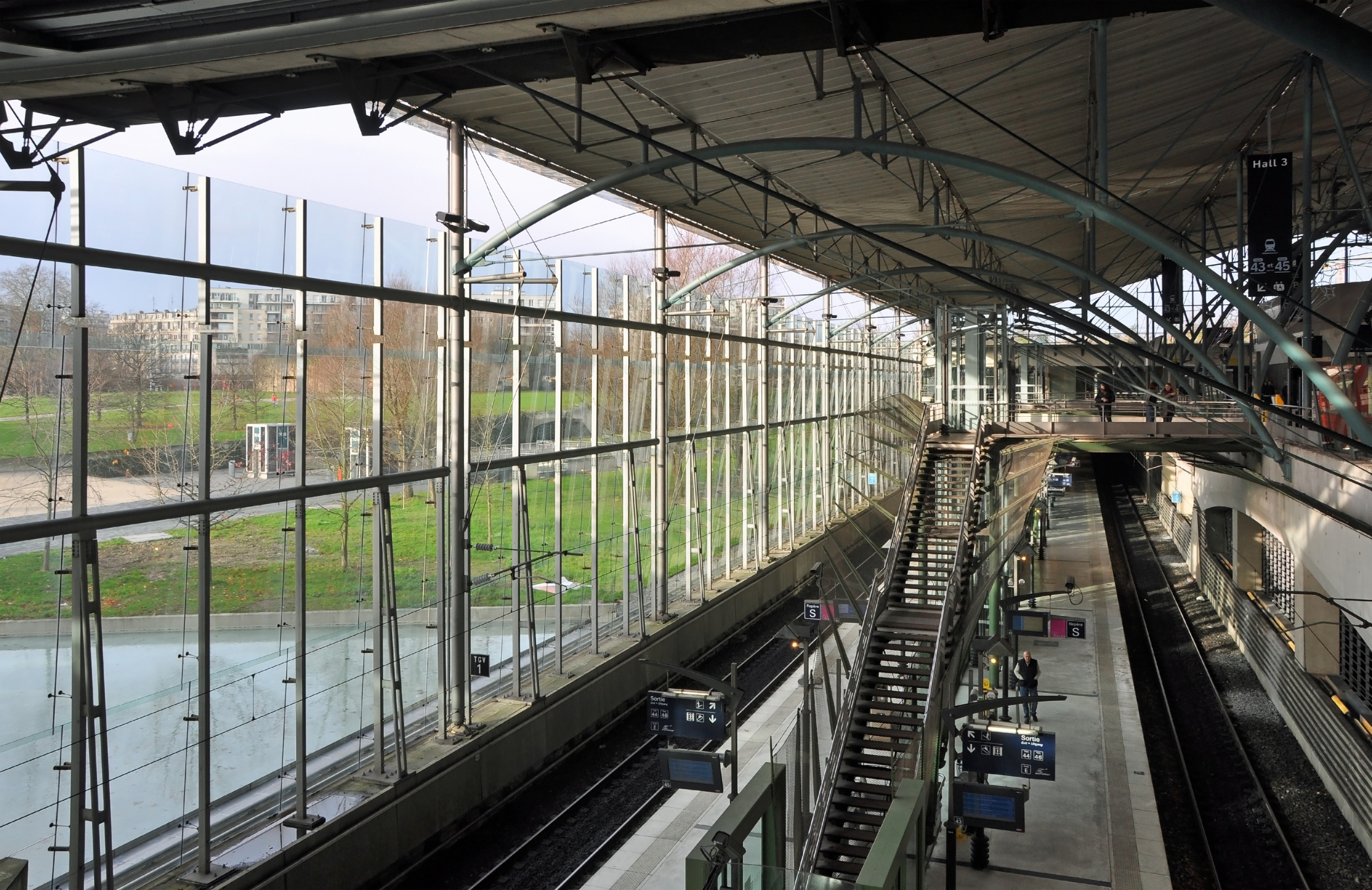
La gare de Lille-Europe, desservie par les Eurostar et les TGV.

Structure des voies autoroutières autour de Lille.

Au niveau urbain, Lille dispose d'une ceinture périphérique et d'un réseau relativement dense de voies rapides reliant la majorité des communes de l'agglomération. 
Les transports en commun (métro, bus et tramway du Grand Boulevard) exploités par Ilévia  sous l'autorité de la Métropole européenne de Lille sont bien développés mais, comme dans la plupart des métropoles, ont l'inconvénient d'être principalement en « étoile », polarisés autour de Lille.
Pour ce qui concerne la ville de Lille proprement dite (hors Hellemmes et Lomme), la dernière enquête de 2006 sur les déplacements fait apparaître une mobilité par habitant plutôt élevée (3,99) par rapport à la moyenne de la Métropole. Le premier mode de déplacement est la marche à pied qui représente 47 % des déplacements. Le second reste l'automobile avec 33 % des déplacements. Mais les Lillois se déplacent relativement moins en voiture et de moins en moins (-18 % de déplacements par personne en tant que conducteur entre 1998 et 2006). De fait, 41 % des Lillois appartiennent à un ménage qui ne possède pas de voiture. En revanche, ils se déplacent plus en transports collectifs urbains (17 % des déplacements) et à vélo (2 % des déplacements), ces deux modes de transport marquant par ailleurs une nette progression depuis la dernière enquête (+ 46 % pour les transports collectifs et + 39 % pour le vélo).
Depuis le début des années 2000, un effort relativement important de promotion des déplacements à vélo a été entrepris. Le réseau des pistes cyclables totalise ainsi un peu plus de 450 km à l'échelle de la métropole et un maillage complet est prévu à l'horizon 2012. Depuis le 16 septembre 2011, Lille est doté d'un système de vélos en libre service, le V'Lille, qui propose 2 000 vélos en libre service répartis sur 220 stations sur la Métropole Européenne de Lille, dont 150 situées à Lille. Le service offre également 3 000 vélos en location longue durée.
Ces dernières années, Lille s'est ouvert à de nouvelles formes de mobilités ainsi qu'en attestent les projets Happymoov et EcoTa.co.
Au 23 octobre 2019, vingt-quatre stations Citiz sont en place dans la commune, pour effectuer de l'autopartage.
Lille est le troisième port fluvial français après ceux de Paris et Strasbourg.

## Toponymie

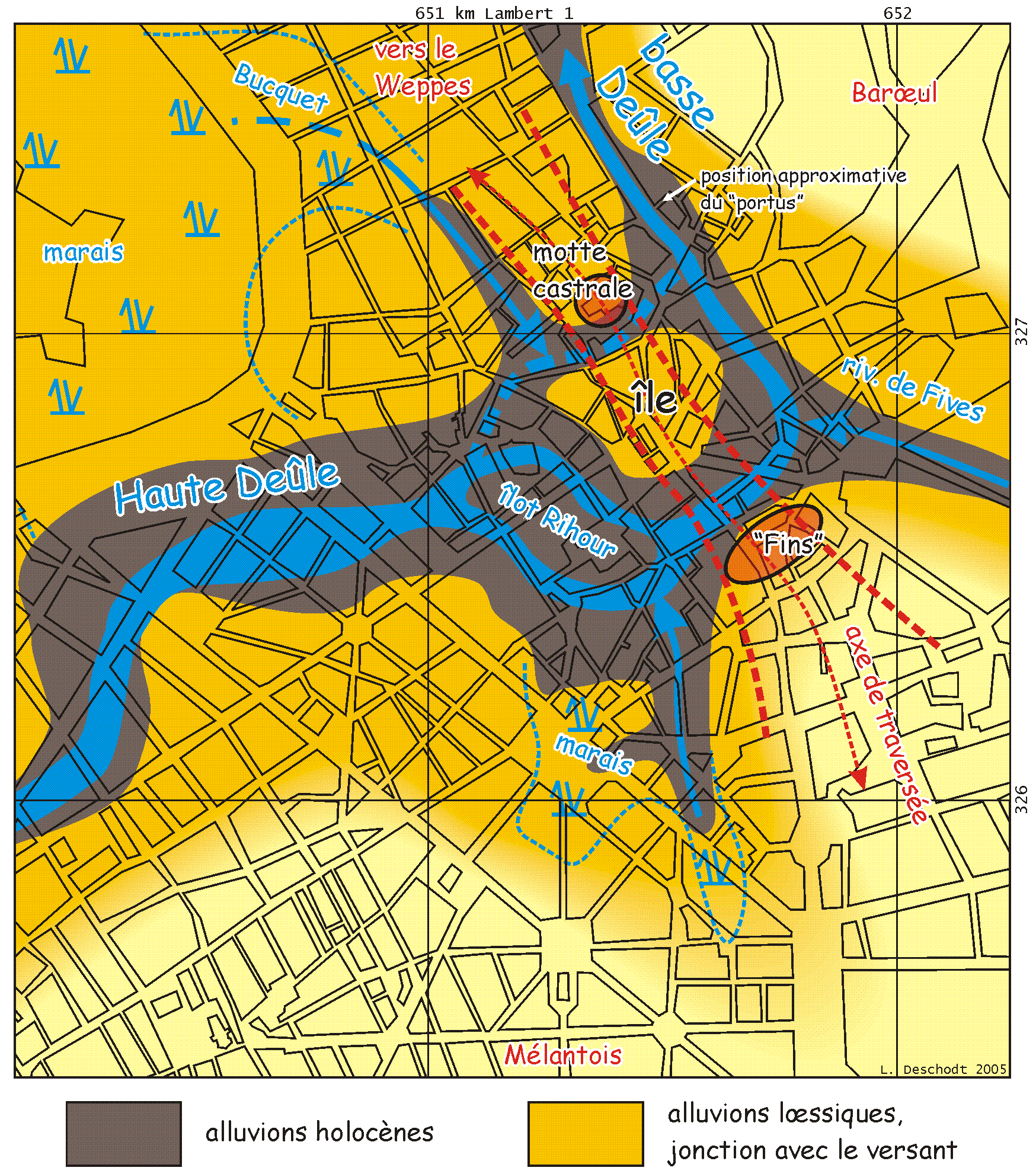
Le site originel de Lille établi dans la vallée de la Deûle. L'étymologie du toponyme urbain fait référence à l'insularité d'un lieu marqué par la présence de marécages et de cette vallée.

Le nom de la localité est successivement attesté sous les formes latinisées [in castellana] Ylensi en 967; [apud] Insulam en 1063,; Islae et [in loco progenitoribus] Illa [nominoto] en 1066; Insula en 1070, 1076, 1081, 1104; Isla en 1096; [castro] Insulano en 1177 et enfin françaises Lile en 1224; Lysle en 1259.
Il s'agit d'une formation toponymique médiévale basée sur l'appellatif roman isle,. En français, le terme isle « île » est attesté dès le XIIe siècle et est issu du gallo-roman ISULA, issu lui-même du latin i[n]sula « île, îlot de maisons ». Les formes de 1224 et 1259 montrent un ajout précoce de l'article défini la et son agglutination.
Raymond Schmittlein avait vu dans Lille, en partant de la forme néerlandaise Rijsel, un nom de personne germanique tel Rizili, pris absolument. Il suggère par là que les attestations latines nombreuses et régulières qui impliquent toutes le mot isle > île sont le produit d'une réinterprétation postérieure ou une mauvaise traduction. Albert Dauzat qui cite uniquement cette hypothèse ne se prononce pas sur la question, signe de sa perplexité. En revanche Maurits Gysseling considère que la forme Rijsel résulte également d'une agglutination dans l'expression ter (te + der) « la » + ijsel (comprendre forme germanisée du mot latin i[n]sula ou roman isle), devenu ensuite Rijsel par aphérèse du premier élément te-.
Remarque : le mot latin insula pouvait également avoir le sens d'« îlot de maisons », sens relevé en moyen français dans une traduction de Suétone en 1520. On note aussi un mot islel vers 1155, terme ayant le sens d'îlot et vraisemblablement celui d'« ensemble de maisons ».

## Histoire

### Origines

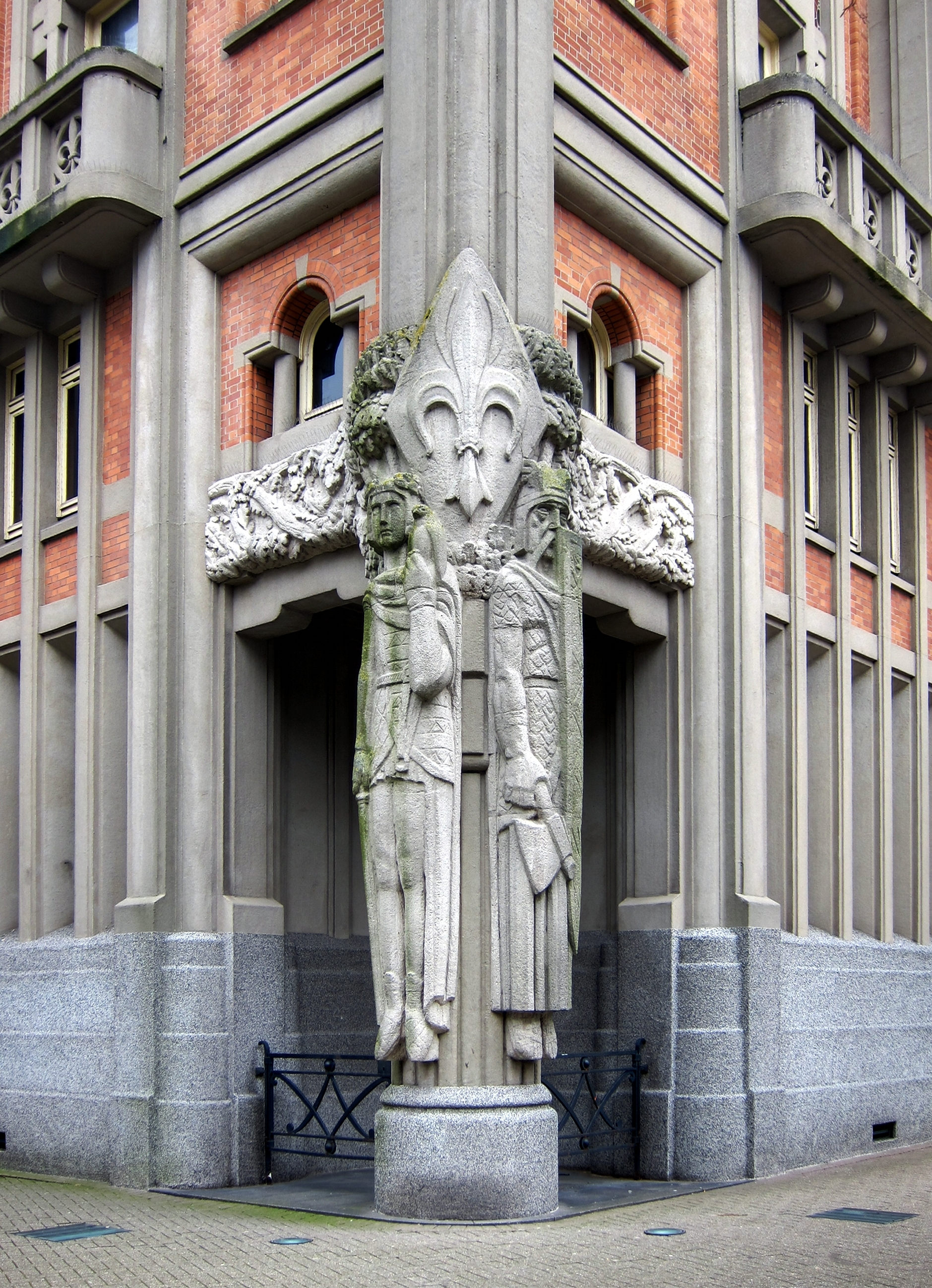
Au pied du beffroi, Lydéric avec son épervier sur l'épaule (symbole de son titre de grand forestier des Flandres), et Phinaert, géant vaincu à l'endroit où sera plus tard élevé le pont de Phin.

Selon une légende élaborée entre les XIe et XVIe siècle dans le contexte de crises successorales à des fins la légitimation de la continuité successorale des Comtes de Flandre, Lille aurait été fondée en 640 par Lydéric,.
Le site actuel de la ville recèle des traces d’occupation antérieure (préhistoire, époque gallo-romaine, mérovingienne, carolingienne) mais les vestiges retrouvés ne disent rien de l'urbanisation à ces époques, même s'il semble probable qu'un hameau existait au moins à l'époque romaine en territoire Ménapiens. Il porta peut-être le nom de Treola (Treille en latin), domaine viticole mentionné à l'époque carolingienne et vocable sous lequel la Vierge est honorée à Lille. Des traces d’un premier port seraient par ailleurs probables dès le milieu du VIIIe siècle. Située à la rencontre des bras de la Deûle, du Becquerel et du Bucquet, où celle-ci connait une légère rupture de pente, la ville aurait alors été constituée autour d'un castrum (site de la Treille), d’un premier port, et du forum. Les conditions de la naissance de la ville restent toutefois un sujet controversé, création ex nihilo de Baudouin V de Flandre pour certains, lente évolution d'un domaine rural de l'époque carolingienne pour d'autres.

### Moyen Âge

#### Périodes du comté de Flandres

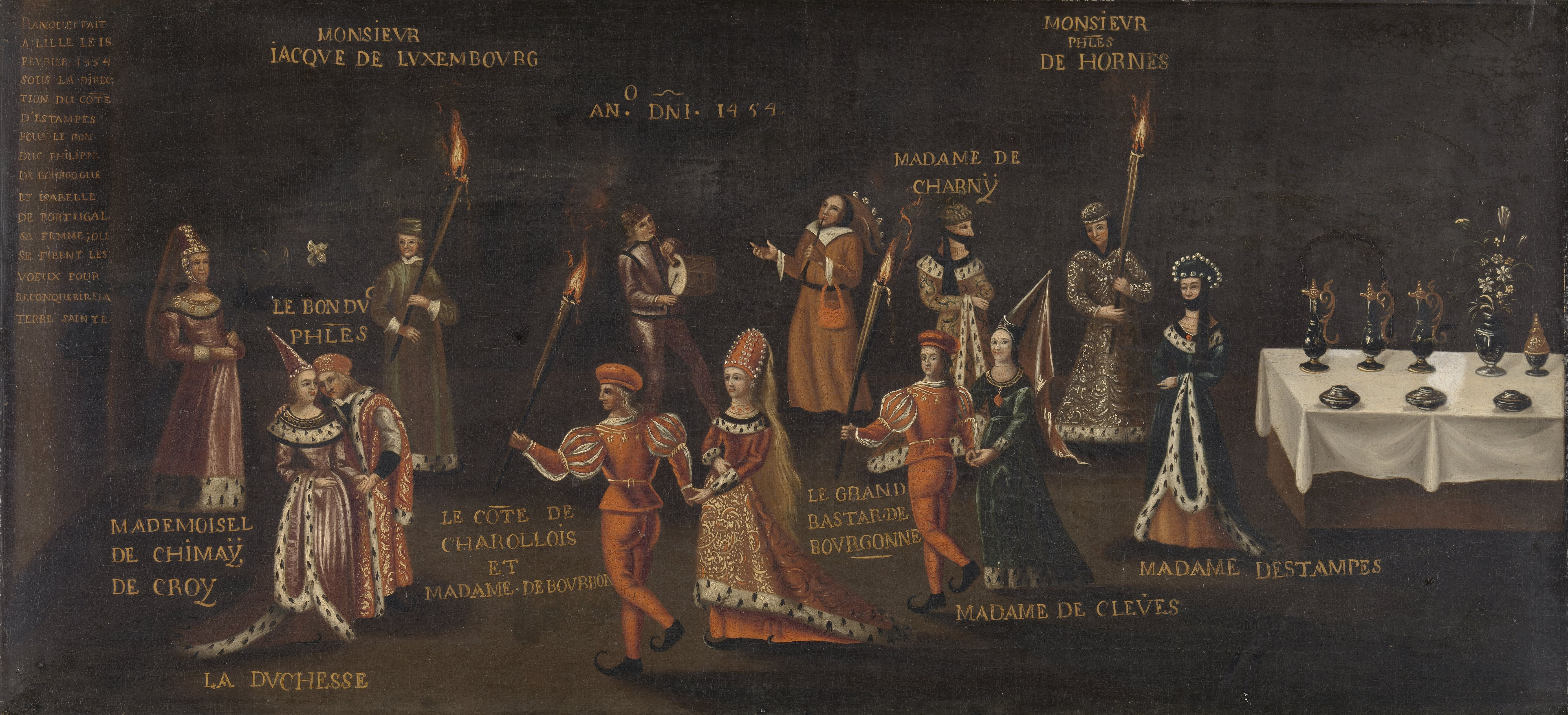
Le vœu du faisan du duc de Bourgogne. Philippe le Bon à Lille en 1454.

Le comté de Flandre, dont Lille devient l'une des capitales avec Gand, Bruges et Saint-Omer, est constitué progressivement à partir de 866 par Baudouin Ier de Flandre.
En 1066, lorsque le comte Baudouin V de Flandre établit la grande charte de dotation de la collégiale Saint-Pierre, Lille est déjà une ville avec ses remparts, accolée à son château-fort, le château de la Motte-Madame, et qui commence à se développer autour du faubourg marchand de la paroisse Saint-Étienne, situé au sud du castrum. À l'est, le village de Fins possède, lui aussi, une église, l'église Saint-Maurice. Il est intégré à Lille au cours du siècle suivant.
La ville se développe grâce à son emplacement privilégié de traversée de la Deûle, au blé qu’on récoltait alentour en abondance et à ses relations avec les autres villes du prospère Comté de Flandre. Une foire au drap est ainsi fondée au XIIe siècle.
En 1127 et 1128, Lille connaît ses premiers sièges par les armées du Roi de France, Louis VI de France, lors des affrontements entre Guillaume Cliton, fils du duc de Normandie, et Thierry d'Alsace, comte d'Alsace, pour la succession du comté de Flandre.
En juin 1213, c'est Philippe Auguste qui fait le siège de Lille et remporte la ville en trois jours. Elle est reprise par Ferrand de Portugal en septembre de la même année, puis par Philippe Auguste qui incendie la ville, avant de remporter, l'année suivante, la bataille de Bouvines.
À partir de 1214, Jeanne de Constantinople, comtesse de Flandre et de Hainaut, s'emploie à reconstruire la ville et ses fortifications. Elle fonde notamment l'hôpital Saint-Sauveur et l'hospice Comtesse.

#### Périodes bourguignonnes
Lille est réunie une première fois au domaine royal en 1304. Entre 1297 et 1304, Lille a connu trois sièges, par les armées de Philippe le Bel d'abord, lors des affrontements qui l'opposent à Guy de Dampierre, par Jean Ier de Namur ensuite, lors des évènements qui font suite aux matines de Bruges et à la bataille de Courtrai (1302), puis de nouveau par Philippe le Bel après la bataille de Mons-en-Pévèle.
En 1369, Lille est cédée par le roi Charles V de France, avec Douai et Orchies, à Philippe II de Bourgogne lorsqu'il épouse la fille de Louis II de Flandre, Marguerite III de Flandre. S'ouvre alors une période de prospérité au cours de laquelle Lille devient une des trois capitales des possessions du duc de Bourgogne, avec Dijon et Bruxelles. Elle devient aussi un pôle administratif de premier plan et accueille la Chambre des comptes de l'État bourguignon en 1385. Le premier chapitre de l'ordre de la toison d'or est constitué à Lille en 1431.
En 1477, à la mort de Charles le Téméraire, Marie de Bourgogne épouse Maximilien Ier du Saint-Empire et apporte la ville aux Habsbourg. Lille rejoint ainsi le Saint-Empire romain germanique et partage le destin des Pays-Bas pendant plus de 150 ans.

### Temps modernes

#### Les dix-sept provinces
Pierre Preud'homme, seigneur de Coisne, mayeur de Lille, reçoit de Charles Quint une lettre patente d'anoblissement pour lui et sa descendance mâle et femelle. Cette lettre patente a été rédigée par l'Empereur en son Conseil en juillet 1530.
En 1549, Charles Quint promulgue la Pragmatique Sanction qui confère une large autonomie aux Dix-Sept Provinces des Pays-Bas dont fait partie le comté de Flandre. Elles deviennent pleinement espagnoles en 1556, lorsque Charles Quint transmet la couronne d'Espagne à Philippe II d'Espagne.
Au XVIe siècle, Lille est touchée par les guerres de religion. Dès 1533, deux protestants sont brûlés sur la grand-place et trois autres décapités. Une première vague de répression survient en 1555, puis la guerre des Hurlus à partir de 1560 ; ils tentent de prendre Lille en 1580 et 1582.

#### Les dix-provinces
En 1581, les sept provinces à majorité protestantes, situées au nord des Pays-Bas, font sécession et constituent les Provinces-Unies par l'Acte de La Haye. Les dix provinces catholiques, ou Pays-Bas du Sud, dont Lille est l'une des capitales, restent sous le règne de la couronne d'Espagne.
En dépit d'une prospérité retrouvée, la première moitié du XVIIe siècle est marquée par le retour de la peste, à plusieurs reprises entre 1603 et 1636, et des crises de subsistance, puis par le retour de la guerre. La ville s'agrandit par deux extensions successives de l'enceinte, en 1603 au sud-ouest englobant le faubourg du Molinel, en 1617 au nord-est englobant le faubourg des Reignaux et l'emplacement de l'ancien château de Courtrai détruit en 1599.
En 1635, la guerre franco-espagnole éclate et les faubourgs de Lille sont ravagés par l'armée française en 1645. Elle s'achève en 1659 par le traité des Pyrénées qui donne l'Artois à la France tandis que Lille reste à l'Espagne.

#### La conquête française et l'Ancien régime (1668-1789)

Le siège de Lille en 1667, d'Adam François van der Meulen, Collection de peintures de l'État de Bavière.

Le roi Philippe IV d'Espagne meurt en 1665 et Louis XIV réclame la Flandre au nom de son épouse, l'infante Marie-Thérèse d'Autriche. En 1667, en huit jours (19-27 août), Lille est prise par les armées françaises menées par Sébastien Le Prestre de Vauban, simultanément avec Douai. Son rattachement au Royaume de France est officialisé le 2 mai 1668, par le traité d’Aix-la-Chapelle. La même année, Vauban, nommé gouverneur, améliore et étend les fortifications de la ville englobant de nouveaux quartiers créés au nord-ouest par une nouvelle extension de l'enceinte jusqu'à la Citadelle. En 1672, Charles de Batz de Castelmore d'Artagnan est brièvement gouverneur de la ville.
En 1708, la citadelle capitule devant John Churchill Duc de Marlborough au terme de plus de trois mois de combats lors de la guerre de Succession d'Espagne, après la bataille d'Audenarde et la défaite française de Wattignies. La ville reste aux mains de la coalition européenne jusqu'aux traités d'Utrecht de 1713 puis revient dans le royaume de France.

### Révolution française et Empire

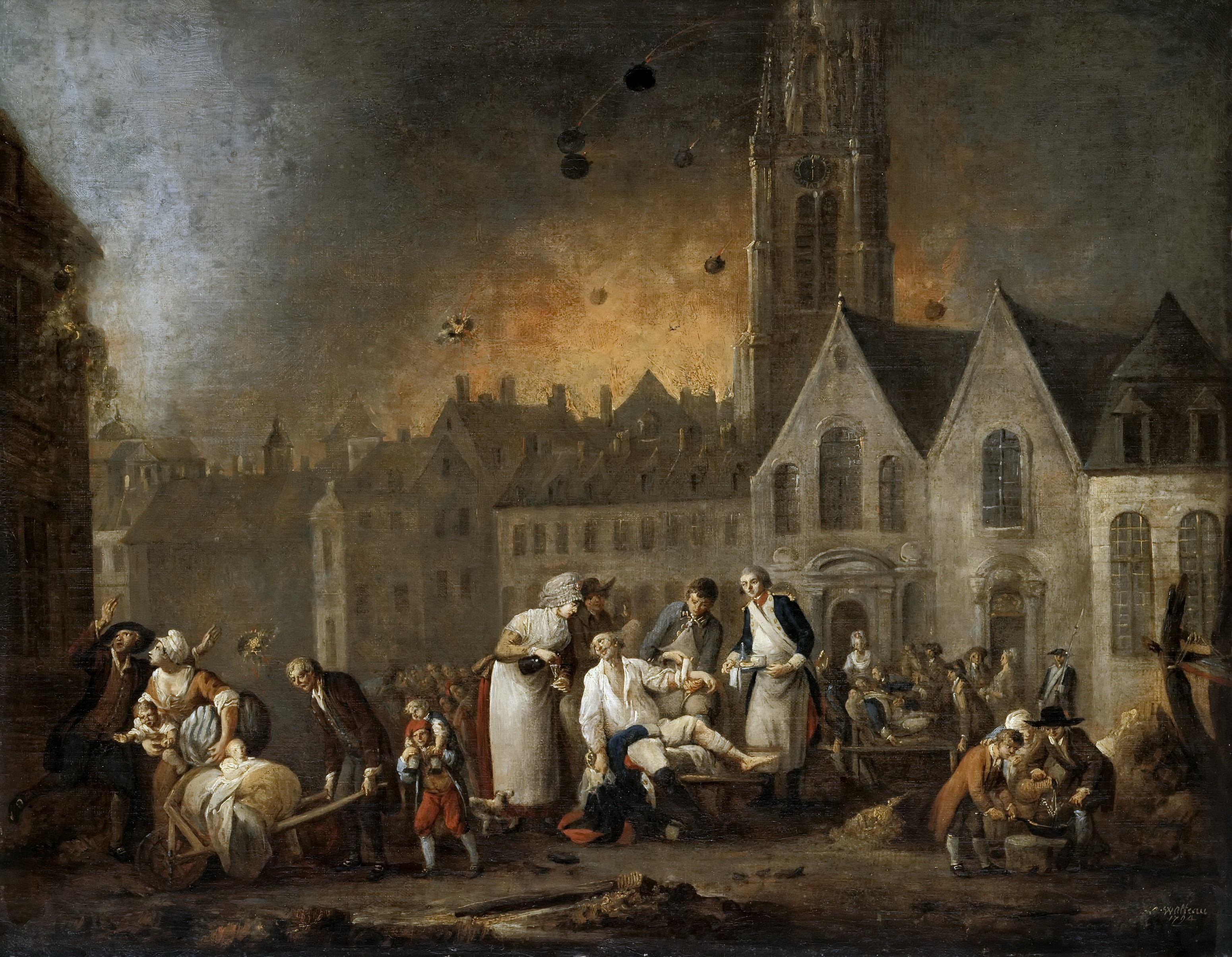
Un épisode du siège de Lille de 1792 par Louis Joseph Watteau.

En 1789, Lille, restée profondément catholique, ne connaît pas de véritable révolution populaire, bien que des émeutes éclatent comme ailleurs. En 1790, a lieu l'installation de la première municipalité élue qui succède à l'administration municipale qui datait du Moyen Âge, le « Magistrat ».
En 1792, la Révolution française pousse les Autrichiens, alors présents dans les Provinces-Unies, à assiéger Lille le 20 avril. La ville est sévèrement bombardée en septembre de la même année par 30 000 boulets et 6 000 bombes incendiaires, mais la résistance des Lillois et la pression des armées révolutionnaires menées par le maréchal de camp Ruault conduisent Albert de Saxe-Teschen à lever le siège le 8 octobre. Le 8 octobre 1845, est érigée la Colonne de la Déesse commémorant cet événement.

### Époque contemporaine

#### Révolution industrielle et expansion de la ville
Au début du XIXe siècle, la ville s’industrialise : le blocus continental stimule son industrie textile et la ville passe de 53 000 habitants en 1800 à 200 000 en 1891.
En 1832, lorsque la ville est touchée par une première épidémie de choléra, elle compte déjà près de 70 000 habitants. La moitié de la population appartient à la classe ouvrière. Elle est essentiellement occupée dans le travail du coton et du lin, pour moitié en usine et pour moitié à domicile (dentellières, brodeuses, tisserands, cardeurs, etc.). Il s'agit d'une population pauvre qui habite principalement les quartiers de Saint-Sauveur et de Saint-Maurice dans des conditions de logement épouvantables. Le chômage est élevé et environ 30 % de la population lilloise est considérée comme indigente et est aidée par le Bureau de Bienfaisance.

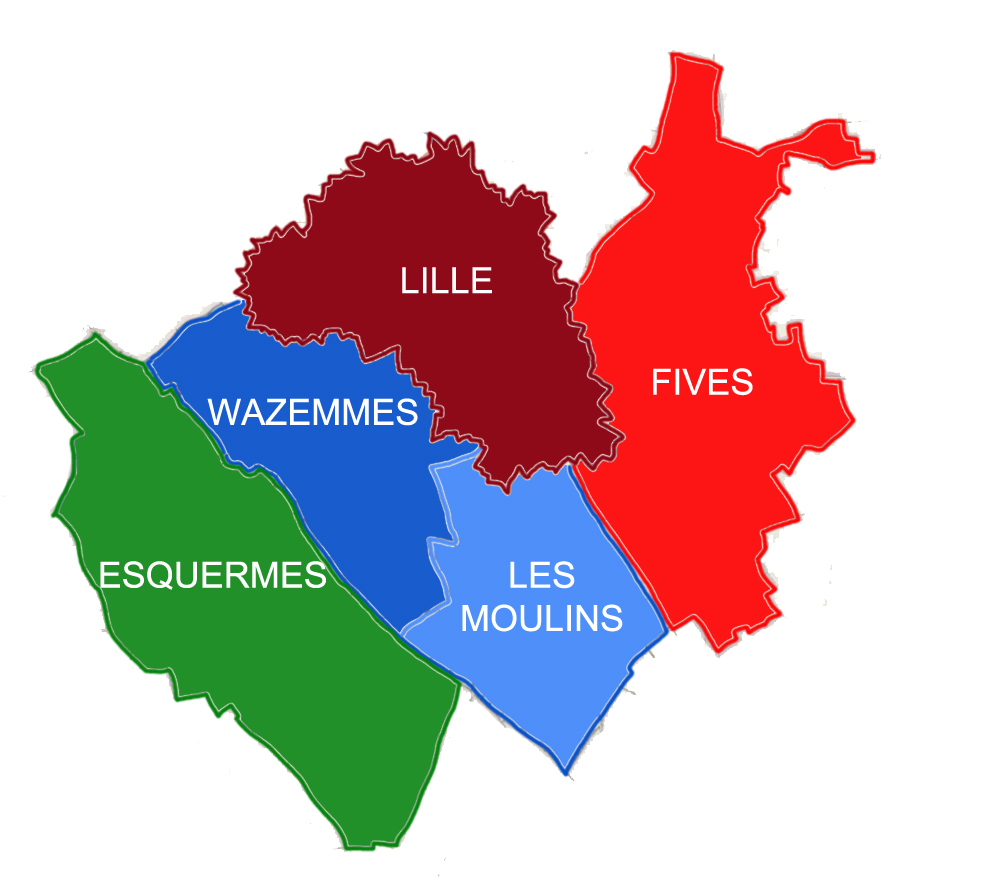
Communes avant l'agrandissement de Lille en 1858

En 1858, la ville, surpeuplée, s'étend. Elle absorbe les communes de Wazemmes, Esquermes, Moulins et Fives et un vaste programme de restructuration urbaine est entrepris afin de les intégrer et de faciliter les communications. Il se poursuit pendant près de cinquante ans.
Lille devient au même moment la plus grande bourse française en dehors de Paris, car elle accueille les actions d'une dizaine de mines de charbon en très forte expansion.
En 1866, une épidémie de choléra démarre dans le nord de la France, depuis le port de Dunkerque. Elle durera de mai à novembre dans l'arrondissement, où elle entrainera le décès de 6 819 personnes.
Le 23 juillet 1888, la chorale de la Lyre des Travailleurs, réunie dans le café La Liberté rue de la Vignette dans le quartier de Lille-Saint-Sauveur, interprète pour la première fois le chant  l'Internationale.
En 1896, Gustave Delory est le deuxième maire socialiste de France après celui de Roubaix en 1892. À cette époque, Lille compte une vingtaine de filatures occupant plus de 15 000 ouvriers, une activité de tissage plus modeste qui en occupe 5 000, une activité de confection qui en fait la première place de France. À côté de cette prééminence des industries du textile et de l'habillement, la métallurgie emploie également près de 15 000 ouvriers tandis que la chimie commence à se développer. Mais les conditions de vie de la masse de la population restent terriblement dégradées : en 1900, Lille enregistre le plus fort taux de mortalité infantile en France, de l'ordre de 30 %.

#### Belle Époque, Première Guerre mondiale et Entre-deux-guerres
Avant et au début de l'arrivée des automobiles, les déplacements se faisaient en voitures tirées par des chevaux : au 1er septembre 1901, 5 000 chevaux travaillent dans la ville et on y organise des courses de fiacres. Ceux-ci sont ensuite concurrencés par les « fiacres autos », ce qui amène en octobre 1907, une manifestation de cochers de fiacres. Néanmoins, à cette dernière date, la dernière diligence lilloise fait toujours le trajet Lille-Bondues-Linselles
Le 25 mai 1902 s'ouvre l'Exposition universelle de Lille, en réalité davantage une exposition internationale qu'une exposition universelle proprement dite. Elle dure jusqu'au 20 octobre 1902.
Le 4 avril 1903, le grand théâtre de Lille est détruit par un incendie.
L'application du décret du 29 décembre 1905, prévoyant que soit établi un inventaire des biens des églises (Querelle des inventaires dans le cadre de la loi de séparation des Églises et de l'État) donne lieu à des affrontements à Lille : le 29 janvier 1906, 1 500 personnes protestent devant l'église Sainte-Catherine, on relève un premier blessé  devant Sainte-Marie-Madeleine, les 8 et 9 février, des portes d'église barricadées par les fidèles sont enfoncées.
Le 4 juillet 1906, arrive à Lille la 1re étape du 4e Tour de France cycliste, qui connait déjà un grand succès populaire. Le 1er janvier 1908, est faite l'annonce du prochain éclairage à l'électricité des rues du centre-ville.
Le 31 janvier 1910, un fait divers, la disparition d'un garçon de course de la Banque de France (Cornil Thain) provoque un début d'émeute à Lille, la foule des ouvriers soupçonne un bourgeois, marchand de meubles de la place Sébastopol, d'en être le responsable. Le cadavre de l'employé est finalement découvert au domicile d'un fils de bonne famille, fils d'un ingénieur de la compagnie des mines d'Anzin, représentant de commerce en vins, cognacs et champagnes, en proie à des difficultés financières et en fuite. L'auteur du crime, marqué par sa violence (coups de marteau, puis coups de ciseaux), Antoine Favier est arrêté à Nancy. Son procès a lieu en novembre 1910, de nouveau sous la pression de la foule. Antoine Favier est condamné à mort, le recours en cassation est rejeté, le président de la République Armand Fallières refuse d'accorder la grâce. Le coupable est exécuté le 11 janvier 1911. On a fait venir de Paris la guillotine, amenée par rail, puis disposée sur un fourgon bâché qui traverse la ville, de même que le bourreau Anatole Deibler. Il faut de nouveau boucler le quartier de la Monnaie où a lieu l'exécution, pourtant non publique, du fait de la foule menaçante et présente dès la veille de l'exécution. Vingt mille ouvriers et ouvrières vont suivre la dépouille de l'exécuté jusqu'au cimetière de l'est où une tombe provisoire a été creusée. Des gestes de haine sont commis jusque sur la tombe. L'affaire qui mobilisa la presse parisienne avait pour de nombreux commentateurs des allures de lutte des classes opposant le bourgeois criminel au courageux ouvrier,,.

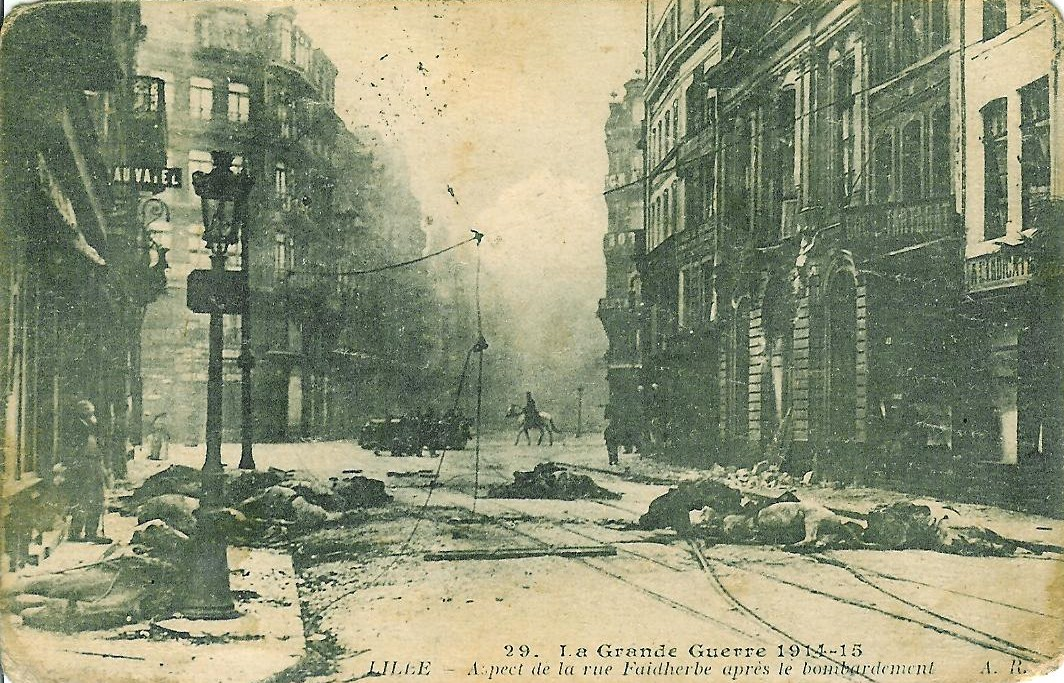
La rue Faidherbe dévastée, en 1915

Pendant la Première Guerre mondiale, la ville est occupée par les Allemands d’octobre 1914 à octobre 1918. Durant cette période, elle est endeuillée et pour partie détruite par la violente explosion du dépôt de munition dit « des dix-huit ponts », dont le bruit est entendu jusqu'au milieu des Pays-Bas. C'est à Lille que se met en place le principal réseau de renseignement à l'arrière des lignes allemandes. Créé fin 1914, il est dirigé par Louise de Bettignies. Un monument lillois rend hommage aux fusillés de ce réseau de résistance. La 5e armée britannique commandée par le général Birdwood libère la ville le 17 octobre 1918.
Au sortir de l'occupation, la ville est ruinée, l'essentiel des équipements industriels ayant été pillés ou détruits, les infrastructures routières et ferroviaires très gravement endommagées. En dépit de l'ampleur des reconstructions nécessaires, la période de l'entre-deux-guerres reste marquée par l'incidence du développement du machinisme sur l'emploi local et par une succession de crises conjoncturelles jusqu'au début des années 1930, où la ville est durement touchée par la Grande Dépression : un tiers des Lillois est dans la misère en 1935.
Une note d'espoir et de progrès dans le contexte pas toujours évident de l'entre-deux-guerres intervient le 25 juillet 1927 : la station de radiodiffusion de Lille est inaugurée.

#### La Seconde Guerre mondiale

Carte du territoire de l'Administration militaire montrant le Nord et le Pas-de-Calais rattachés au gouvernorat militaire allemand.

La prise de la poche de Lille le 31 mai 1940 livre la ville aux Allemands. Elle est rattachée au commandement allemand de Bruxelles et ne relève pas du régime de Vichy. Totalement coupée du reste de la France, la région constitue une « zone interdite ». Elle reste profondément marquée par l’occupation allemande de la Première Guerre mondiale et de petits groupes de résistance s'y constituent dès juillet 1940. Hélas, la ville dut subir les bombardements des forces alliées (surtout anglaises); en particulier le quartier de Fives, où se concentraient de nombreuses usines, faisant plusieurs centaines de victimes civiles.
Après de furieux combats entre Allemands en déroute et Forces françaises de l'intérieur, Lille est libérée le 3 septembre 1944, de nouveau par les Britanniques.
Après la Seconde Guerre mondiale, la ville se reconstruit sur ses industries traditionnelles (dont le textile) et doit affronter les crises industrielles à partir des années 1970.
Dans ces années de crise, le patrimoine architectural est malmené. Il faut attendre les années 1990 pour que les Lillois prennent conscience de sa valeur et se remettent à le promouvoir.

Logo de la ville dans les années 1990.

Dans les années 1990, la ville se modernise (Euralille, LGV Nord, etc.) et joue de sa position géographique pour tenter de s'imposer comme plaque tournante du commerce entre le Royaume-Uni, le Benelux et la France. La gare Lille-Europe a été inaugurée en 1994.

## Politique et administration
Principal pôle de décision de la région Hauts-de-France et du département du Nord, Lille cumule également des fonctions correspondant à tous les niveaux d’organisation administrative du territoire (Conseil régional, Conseil général, communauté urbaine, etc.).

### Extension du territoire communal
Depuis le milieu des années 1960, les différents maires de Lille ont cherché la fusion volontaire et concertée des communes limitrophes. Il s’agit du projet du Grand-Lille, projet qui se base sur un constat simple, et qui est constamment repris par Augustin Laurent, Pierre Mauroy puis Martine Aubry : Lille, capitale des Hauts-de-France, pèse moins de 200 000 habitants sur moins de 2 500 hectares. Pour affirmer son rôle de premier plan, avoir la capacité de se développer et entraîner dans son sillage l’ensemble de la métropole, Lille doit s’agrandir.
En 1966-1967, la proposition d’Augustin Laurent comprend Ronchin, Lezennes, Hellemmes et Lomme, mais tous les maires rejettent la proposition. En 1976, Pierre Mauroy propose une association-fusion à cinq communes voisines : Ronchin, Hellemmes, Lezennes, Mons-en-Barœul et Villeneuve-d'Ascq. Seule Hellemmes accepte et en avril 1977, le rapprochement est officialisé. Martine Aubry propose une association en 2000 à la ville de Lomme, et le 22 février 2000, le Conseil d'État donne le feu vert à l'association. Lille dépasse enfin les 200 000 habitants sur près de 3 500 hectares.
Depuis, l'agrandissement semble arrêté, l'absorption de nouvelles communes nécessitant désormais une ratification par référendum des populations concernées. Lors du processus de fusion association par accord des deux maires de Lille et de Lomme en 2000, les maires de douze communes alentour, pour dénoncer l'absence de démocratie participative, ont effectué des référendums au sein de leurs communes sur une éventuelle fusion avec Lille. Le taux le plus élevé pour une fusion a été à La Madeleine avec 16 % de votes favorables.
Autre sujet de controverse, les deux dernières fusions sont dénoncées comme étant en fait un acte de manipulation de la carte électorale destiné à maintenir la ville à gauche et éviter les risques de virement à droite dus au relatif embourgeoisement de Lille au cours des dernières décennies.

### Extension de l'influence de la ville
Dès 1905, quelques membres de la Chambre de commerce de Lille et un groupe d’ingénieurs des travaux publics lancent l’idée d’une fusion des villes de Lille, Roubaix et Tourcoing. Mais c’est Lille qui est engoncée dans ses fortifications tandis que Roubaix et Tourcoing sont alors au sommet d’un développement industriel qui semble sans limites. Elles ne songent pas un instant à s’unir à leur voisine et rivale. Il faudra ainsi attendre 1967 pour que le gouvernement décide seul, sans concertation des élus locaux, la création de la communauté urbaine Lille-Roubaix-Tourcoing. Depuis lors, sous l'action d'Augustin Laurent (plusieurs fois ministre) puis de Pierre Mauroy dans ses différentes fonctions (sénateur du Nord, président de Lille Métropole Communauté urbaine, ancien Président du conseil régional du Nord-Pas-de-Calais et ancien Premier ministre), l’influence de Lille s'est considérablement accrue au sein de l'agglomération, puis du département, de la région et au-delà.
Accusée de lillo-centralisme par ses détracteurs, Lille est le siège de nombreuses institutions qui, pour certains, entretiennent une confusion entre l'influence de Lille et celle de la métropole, confusion qui serait renforcée par la volonté de la métropole de communiquer sous l'appellation de Lille Métropole (ou même de Lille tout court) concernant les projets auxquels elle apporte son soutien. On peut citer ainsi :
- de 1995 à 1997, Lille avec la région Nord-Pas-de-Calais, se porta candidate pour organiser les Jeux olympiques d'été de 2004. Étant outsider, la ville ne fit pas partie des cinq villes finalistes ;
- l'opération culturelle intitulée Lille, capitale européenne de la culture qui s'étend dans toute la région Nord-Pas-de-Calais, et jusqu'en Belgique connue sous le nom de Lille 2004 (capitale européenne de la culture). Cette opération est depuis devenue une biennale, dont le nom depuis 2006 est Lille 3000[90] ;
- le musée d'art moderne de Villeneuve-d'Ascq a été rebaptisé « musée d'art moderne Lille Métropole » puis, le 22 septembre 2010, « Lille Métropole Musée d'art moderne, d'art contemporain et d'art brut » (LaM) ;
- les clubs sportifs professionnels de l'agglomération qui ont dû accoler Lille Métropole à leur nom.

L'accueil au Musée LAM à Villeneuve d'Ascq.

Pour autant, formellement, Lille et la Métropole européenne de Lille ne peuvent être confondues, dans la mesure où, contrairement aux autres métropoles, celle de Lille a pour spécificité que la ville-phare représente moins de 20 % de la population globale.

### Rattachements administratifs et électoraux

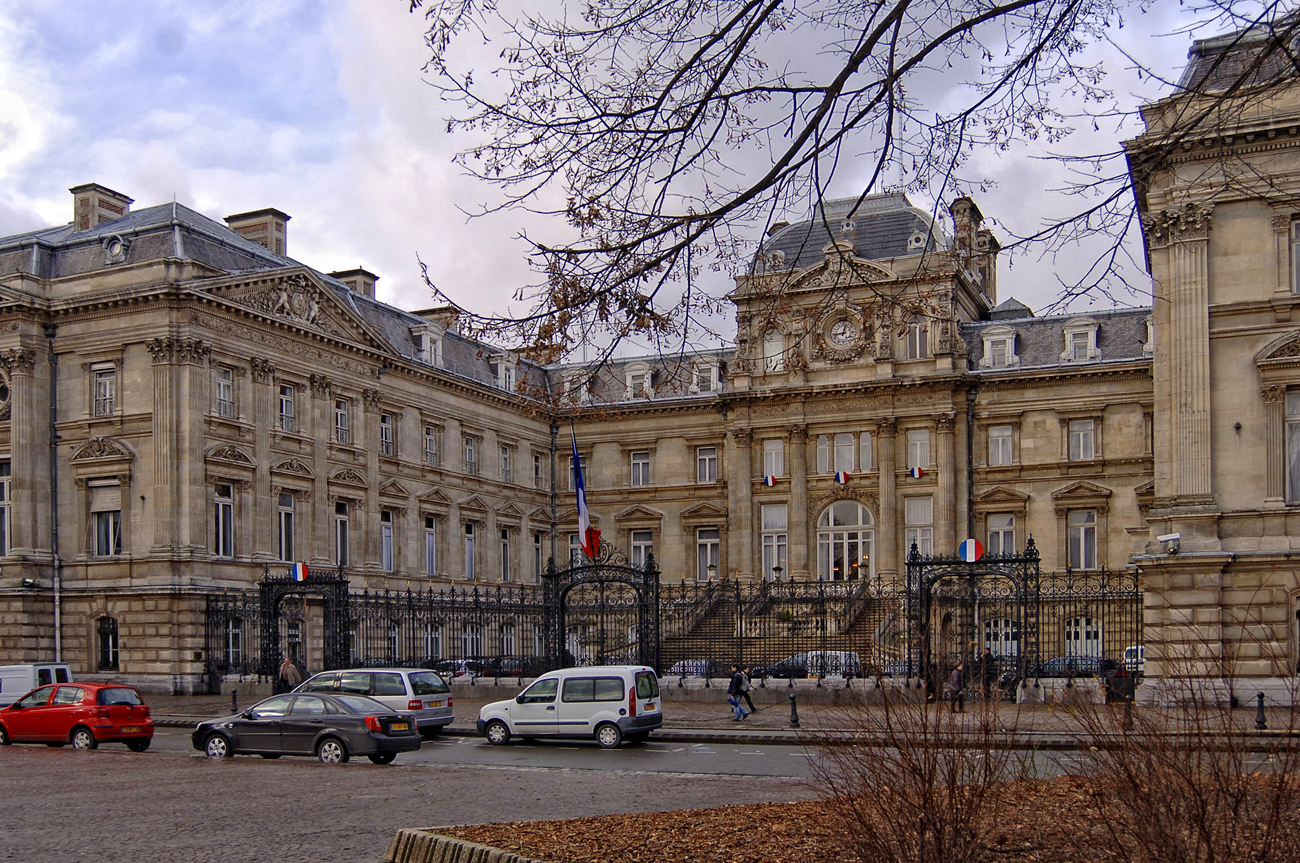
Lille, Hôtel de la Préfecture du Nord.

#### Rattachements administratifs
Longtemps, Douai et Lille ont été rivales, pour la suprématie commerciale d'abord, puis administrative.
Désormais, la ville est le chef-lieu du département du Nord et de son arrondissement de Lille, et est le siège de la région Hauts-de-France après avoir été celle du Nord-Pas-de-Calais ainsi que de la Métropole européenne de Lille. À ce titre, elle concentre la plupart des activités liées à la représentation de l’État au niveau régional et départemental.
La ville a été divisée de 1801 à 1889 en 5 cantons (Lille-Centre, Lille-Nord-Est, Lille-Ouest, Lille-Sud-Est et Lille-Sud-Ouest. Un nouveau découpage intervient en 1889 et les cantons de Lille-Nord, Lille-Est et de Lille-Sud se rajoutent aux précédents. Dans le cadre du redécoupage cantonal de 2014 en France, cette circonscription administrative territoriale a disparu, et le canton n'est plus qu'une circonscription électorale.
La ville de Lille accueille un tribunal judiciaire, un tribunal de police, un tribunal administratif, un tribunal des affaires de Sécurité sociale, un Tribunal de commerce et un Conseil de Prud'hommes. C'est aussi le siège de la Direction interrégionale des services pénitentiaires et de la Direction départementale de la Protection judiciaire de la jeunesse.
Elle accueille également de nombreuses autres administrations, en particulier :
- pour l'éducation nationale : le rectorat de l'Académie de Lille et l'Inspection académique du département du Nord ;
- pour la santé et les affaires sociales : l'Agence de la biomédecine et l’Agence régionale de santé ;
- pour les transports, l'équipement, le tourisme et la mer : l'agence Nord-Pas-de-Calais-Picardie de l'Institut national de l'information géographique et forestière (IGN), la direction régionale de l'Équipement, la direction départementale de l'Équipement et le Centre d'études techniques de l'équipement Nord-Pas-de-Calais-Picardie ;
- pour l'économie et les finances : le bureau régional de l'Institut national de la statistique et des études économiques (INSEE), la direction interrégionale des douanes et la direction générale de la concurrence, de la consommation et de la répression des fraudes.

#### Rattachements électoraux
Pour les élections départementales et depuis le redécoupage cantonal de 2014, le territoire de la ville est réparti sur six cantons :
- le canton de Lille-1, qui comprend une partie de Lille et les quatre communes de La Madeleine, Marquette-lez-Lille, Saint-André-lez-Lille et Wambrechies ;
- le canton de Lille-2, qui comprend une partie de Lille et les trois communes de Marcq-en-Barœul, Mouvaux et Bondues ;
- le canton de Lille-3, qui comprend une partie de Lille et la commune de Mons-en-Barœul ;
- le canton de Lille-4, qui comprend une partie de Lille et les deux communes de Lezennes et Ronchin ;
- le canton de Lille-5, qui comprend la partie ouest de Lille ;
- le canton de Lille-6, qui comprend une partie de Lille et neuf communes situées au nord-ouest de Lille.

Pour l'élection des députés, elle est divisée entre :
- la première circonscription du Nord (composée du territoire des anciens cantons de Lille-Centre, Lille-Sud, Lille-Sud-Est (moins les communes de Lezennes et Ronchin) et commune de Loos et Faches Thumesnil).
- la deuxième circonscription du Nord (composée du territoire des anciens cantons de Lille-Est, Villeneuve-d'Ascq-Nord, Villeneuve-d'Ascq-Sud et communes de Lezennes, Mons-en-Barœul et Ronchin).
- la quatrième circonscription du Nord (composée du territoire des anciens cantons de Lille-Nord, Lille-Ouest et de Quesnoy-sur-Deûle).
- La neuvième circonscription du Nord (composée du territoire des anciens cantons de Lille-Nord-Est (sauf la commune de Mons-en-Barœul), Marcq-en-Barœul et Tourcoing-Sud).
- La onzième circonscription du Nord (composée du territoire des anciens cantons d'Armentières, de Lille-Sud-Ouest et de Lomme.

### Intercommunalité

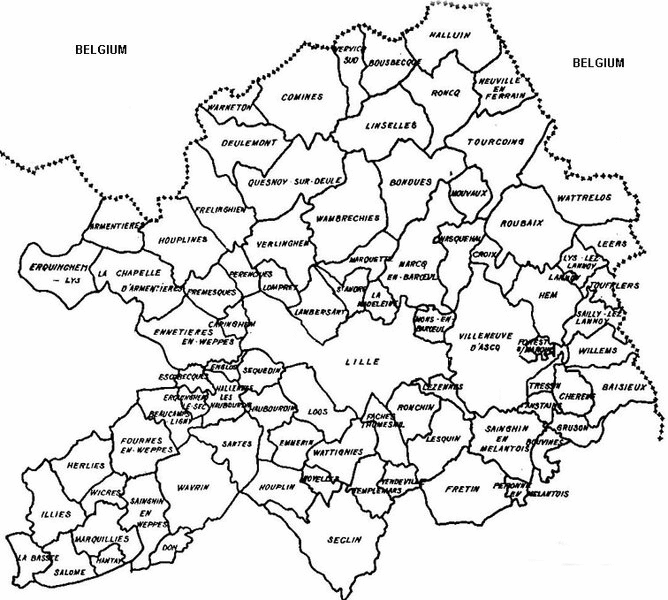
Les communes de Métropole européenne de Lille (MEL).

Lille était le siège de la communauté urbaine de Lille (CUDL), un établissement public de coopération intercommunale (EPCI) à fiscalité propre créé par décret en 1967 et auquel la commune avait transféré un certain nombre de ses compétences, dans les conditions déterminées par le code général des collectivités territoriales.
Cette intercommunalité est renommée Lille Métropole Communauté urbaine (LMCU) en 1996, avant que la loi de modernisation de l'action publique territoriale et d'affirmation des métropoles ne la transforme en Métropole européenne de Lille sous le statut de métropole à compter du 1er janvier 2015. Lille est le siège de la métropole.

### Tendances politiques et résultats
Politiquement, Lille est une ville de gauche, les électeurs ayant majoritairement voté socialiste et communiste pour les élections municipales depuis la fin du XIXe siècle, après l'élection en 1896 de Gustave Delory, membre du Parti ouvrier français. Les maires qui lui ont succédé se sont pour la plupart réclamés d'une sensibilité de gauche, dont Roger Salengro, Alexandre Marie Desrousseaux, Charles Saint-Venant et Denis Cordonnier, membres de la Section française de l'Internationale ouvrière (SFIO). La transition entre la SFIO et le Parti socialiste se produit pendant le mandat du maire Augustin Laurent, auquel ont succédé Pierre Mauroy, ancien premier ministre, et Martine Aubry, ministre du gouvernement Jospin et Première secrétaire du Parti socialiste.
À l’élection présidentielle française de 2012, le premier tour a vu arriver en tête François Hollande avec 32 564 voix (34,98 %), suivi de Nicolas Sarkozy avec 18 951 voix (21,22 %), Jean-Luc Mélenchon avec 13 768 voix (15,42 %) et Marine Le Pen avec 11 968 voix (13,40 %). Au second tour, les électeurs ont voté à 62.43 % pour François Hollande et à 37,57 % pour Nicolas Sarkozy. Le taux de participation a été très élevé : 91 168 des 122 616 électeurs inscrits sur les listes électorales lilloises, soit 74,35 %, ont participé aux votes, dont 4 288 (3,50 %) ont effectué un vote blanc ou nul.
Lors du second tour des élections municipales de 2014 à Lille, la liste PS-PRG-MRC menée par la maire sortante Martine Aubry obtient la majorité absolue des suffrages exprimés, avec 29 125 voix (52,06 %, 47 conseillers municipaux élus dont 25 communautaires), devançant très largement les listes menées respectivement par :
- Jean-René Lecerf (UMP-UDI-MoDem, 16 626 voix, 29,72 %, 9 conseillers municipaux élus dont 5 communautaires) ;
- Éric Dillies (FN, 10 198 voix, 18,23 %, 5 conseillers municipaux élus dont 3 communautaires).

Lors de ce scrutin, 51,36 % des électeurs se sont abstenus.
Pour l'élection présidentielle de 2017, 27 001 (29,92 % des voix exprimés) lilloises ont voté pour Jean-Luc Mélenchon au premier tour, Emmanuel Macron en deuxième place avec 22 574 (25,02 %), suivi de François Fillon avec 13 004 (14,14 %), 12 481 (13,83 %) pour Marine Le Pen, 9 849 (10,91 %) pour Benoît Hamon, et 2 360 (2,62 %) pour Nicolas Dupont-Aignan. Au second tour, Emmanuel Macron a reçu 61 152 votes (78,27 %) et Marine le Pen 16 981 (21,73 %). La participation électorale a atteint 74,54 % ou 92 011 votants des 123 435 inscrits pour le premier tour, incluant 1 233 votes blancs (1,34 % des votants) et 541 votes nuls (0,59 %); pour le second tour le taux de participation a été 69,76 % (86 108 votants) avec 5 679 votes blancs (6,60 % des votants) et 2 296 votes nuls (2,67 % des votants).

#### Récapitulatif de résultats électoraux récents
| Scrutin              | 1er tour | 1er tour | 1er tour | 1er tour | 1er tour | 1er tour | 1er tour | 1er tour | 1er tour | 1er tour | 1er tour | 1er tour | 2d tour     | 2d tour     | 2d tour     | 2d tour     | 2d tour     | 2d tour     | 2d tour     | 2d tour     | 2d tour     | 2d tour     | 2d tour     | 2d tour     |
| Scrutin              | 1er      | 1er      | %        | 2e       | 2e       | %        | 3e       | 3e       | %        | 4e       | 4e       | %        | 1er         | 1er         | %           | 2e          | 2e          | %           | 3e          | 3e          | %           |             |             |             |
| -------------------- | -------- | -------- | -------- | -------- | -------- | -------- | -------- | -------- | -------- | -------- | -------- | -------- | ----------- | ----------- | ----------- | ----------- | ----------- | ----------- | ----------- | ----------- | ----------- | ----------- | ----------- | ----------- |
| Municipales 2014     |          | PS       | 34,86    |          | UMP      | 22,73    |          | FN       | 17,15    |          | EELV     | 11,08    |             | PS          | 52,05       |             | UMP         | 29,71       |             | FN          | 18,22       |             |             |             |
| Européennes 2014     |          | FN       | 18,87    |          | PS       | 18,16    |          | EELV     | 16,32    |          | UMP      | 14,62    | Tour unique | Tour unique | Tour unique | Tour unique | Tour unique | Tour unique | Tour unique | Tour unique | Tour unique | Tour unique | Tour unique | Tour unique |
| Régionales 2015      |          | PS       | 34,32    |          | UCD      | 22,08    |          | FN       | 20,44    |          | EELV     | 11,43    |             | UCD         | 78,02       |             | FN          | 21,98       | Pas de 3e   | Pas de 3e   | Pas de 3e   |             |             |             |
| Présidentielles 2017 |          | LFI      | 29,92    |          | EM       | 25,02    |          | LR       | 14,41    |          | FN       | 13,83    |             | EM          | 78,27       |             | FN          | 21,73       | Pas de 3e   | Pas de 3e   | Pas de 3e   |             |             |             |
| Européennes 2019     |          | LREM     | 22,08    |          | EELV     | 21,71    |          | RN       | 13,85    |          | LFI      | 10,27    | Tour unique | Tour unique | Tour unique | Tour unique | Tour unique | Tour unique | Tour unique | Tour unique | Tour unique | Tour unique | Tour unique | Tour unique |
| Municipales 2020     |          | PS       | 29,80    |          | EELV     | 24,53    |          | LREM     | 17,53    |          | LFI      | 8,84     |             | PS          | 40,00       |             | EELV        | 39,41       |             | LREM        | 20,58       |             |             |             |
| Régionales 2021      |          | UGE      | 48,33    |          | LR       | 23,63    |          | LREM     | 12,42    |          | RN       | 10,92    |             | UGE         | 52,41       |             | LR          | 36,20       |             | RN          | 11,39       |             |             |             |
| Présidentielle 2022  |          | LFI      | 40,53    |          | LREM     | 25,67    |          | RN       | 11,77    |          | EELV     | 7,04     |             | LREM        | 76,56       |             | RN          | 23,44       | Pas de 3e   | Pas de 3e   | Pas de 3e   |             |             |             |

Lors du second tour des élections municipales de 2020 à Lille,, la liste UG (PS-PCF-PRG)  menée par la maire sortante Martine Aubry obtient la majorité des suffrages exprimés, avec  15 389 voix (40,00 %, 43 conseillers municipaux élus dont 24 métropolitains), devançant de 227 voix celle (EÉLV-G·s-GE-DiEM25-Volt) menée par Stéphane Baly (15 162 voix, 39,41 %, douze conseillers municipaux élus dont 6 métropolitains). La troisième liste, UC (LREM-MoDem-UDI-MR), menée par Violette Spillebout — ancienne directrice de cabinet de Martine Aubry — a obtenu 7 919 voix (20,58 %, 6 conseillers municipaux élus dont 3 communautaires). Lors de ce scrutin marqué par la pandémie de Covid-19 en France, 68,27 % des électeurs se sont abstenus,.
Compte tenu de ce faible écart de voix, les deux responsables des listes perdantes ont contesté ces élections, mais leurs recours ont été rejetés par le Tribunal administratif de Lille puis, en juillet 2021, par le Conseil d'État.
Lors du premier tour de l'élection présidentielle de 2022, Jean-Luc Mélenchon arrive largement en tête dans la ville (40,53 % des suffrages) devant Emmanuel Macron (25,67 %) et Marine Le Pen. Cela représente une forte progression du candidat de La France insoumise avec plus de 10 points gagnés en 5 ans.

### Administration municipale
Compte tenu du nombre d'habitants de la commune, son conseil municipal est constitué de 61 membres, y compris le maire et ses adjoints.

### Liste des maires
| Période    | Période                    | Identité          | Étiquette    | Qualité |
| ---------- | -------------------------- | ----------------- | ------------ | --- |
| 1944       | 1947                       | Denis Cordonnier, | SFIO         | Médecin, directeur du service médico-social de l'Union départementale des syndicats ouvriers C.G.T. du Nord Député du Nord (2e circ) (1945 → 1952), Conseiller général de Lille-Est (1937 → 1940 et 1945 → 1952) Nommé maire en 1944, élu en 1945.                                                                                     |
| 1947       | 1955                       | René Gaifie       | RPF          | Conseil municipal dissous en 1955 |
| juin 1955  | janvier 1973               | Augustin Laurent, | SFIO puis PS | Résistant Ancien ministre (1944 → 1945 et 1946 → 1947) député du Nord (1945 → 1951) Président du conseil général du Nord (1945 → 1946, 1947 → 1955 et 1955 → 1967) Démissionnaire |
| avril 1973 | mars 2001                  | Pierre Mauroy     | PS           | Ancien Premier ministre (1981 → 1984) Sénateur du Nord (1992 → 2011) Président de Lille Métropole Communauté urbaine (1989 → 2008) Député du Nord (1re circ (1973 → 1983 et 1986 → 1993)) |
| mars 2001, | mars 2025                  | Martine Aubry,    | PS           | Administratrice civile au ministère du Travail et des Affaires sociales Présidente de Lille Métropole Communauté urbaine (2008 → 2014) Vice-présidente de l'Eurométropole Lille-Kortrijk-Tournai Ancienne ministre (1991 → 1993 et 1997 → 2000) Ancienne première secrétaire du Parti socialiste français (2008 → 2012) Démissionnaire |
| mars 2025, | En cours (au 21 mars 2023) | Arnaud Deslandes  | PS           | Collaborateur d'élu |

### Sécurité
L'effectif total de policiers de la circonscription de police de Lille (qui excède la seule commune de Lille puisqu'elle couvre une population de plus de 550 000 habitants) s'établissait en 2008 à 1 381 (ADS compris).On compte en 2016, 102 agents de la police municipale pour la seule ville de Lille et 445 pour toute la métropole.
En 2009, le taux de criminalité de la circonscription de Lille a été de 106,45 actes pour mille habitants, en deuxième position des douze villes françaises de plus de 250 000 habitants, après Nice (109,12) et devant  Marseille (105,64), au même niveau que Paris (107,25), mais beaucoup plus élevé que celui d'autres villes de l'agglomération comme Roubaix (83,62) ou Tourcoing (68,14). Comme pour toutes les grandes villes françaises, ce taux est sensiblement plus élevé que la moyenne nationale (57,51) et que la moyenne de la région d'appartenance (61,53).
En 2008, le nombre de faits élucidés par policier s'élevait à 11,1, pour une moyenne nationale de 10,6.
En 2020, 1 099 vols ou agressions ont été recensés dans les transports publics.
En 2022, Lille est placé 96e ville la plus sûre de France aux côtés de Dunkerque, Saint-Amand-les-Eaux et Valenciennes selon une étude L'Express.

### Distinctions et labels
En 2007, 2010 puis en 2014, la ville de Lille a été récompensée par le label « Ville Internet @@@@ ».
En 2012, la ville de Lille a été désignée "Capitale Française de la Biodiversité". Depuis 2010, ce concours valorise et diffuse les meilleures actions réalisées par les communes et les intercommunalités françaises en faveur de la biodiversité.
Dans le cadre de l'édition 2021 du concours "Capitale Française de la Biodiversité", la ville de Lille se voit attribuer la distinction "Meilleure grande ville pour la biodiversité".

### Politique de développement durable
La préoccupation environnementale existe dès les années 1860, poussée par le mouvement hygiéniste, la ville tente notamment de déployer une politique d'espaces verts. À cette époque, un plan d'embellissement global de la ville est en particulier élaboré par le paysagiste Jean-Pierre Barillet-Deschamps. Mais sa réalisation aurait supposé la mise en cause d'une partie des fortifications qui suscite l'opposition des militaires et il ne sera que très partiellement mis en œuvre. De même, la loi de 1919 sur l'aménagement et l'embellissement des villes restera largement lettre morte à Lille faute de moyens. Plus généralement, le développement anarchique de l'industrie et les contraintes économiques et sociales qui en résultent resteront longtemps des freins à la réalisation d'actions d'ampleur. C'est pourquoi, en dépit des besoins manifestes, l'investissement de Lille dans une véritable politique de développement durable n'est pas si ancien. Il s'est traduit en particulier par l'adhésion de la ville à la Charte d'Aalborg en novembre 1995, par l'adoption d'un Plan d'action pour le développement durable (PADD) en mars 1999, puis par la signature d'un Agenda 21 en juin 2000. Ce dernier a été renouvelé en 2010 et a obtenu la reconnaissance Agenda 21 local France en 2011 au titre de la Stratégie nationale de développement durable.
Lille a accueilli par ailleurs pour la période 2007 à 2010 le Forum mondial de l’économie responsable organisé par le Réseau Alliances en partenariat avec des institutions publiques et privées, dont la ville de Lille et Lille Métropole.
Depuis 1982, Lille dispose d'un réseau de chaleur, Resonor, fournissant 230 000 MWh de chaleur par an avec un mix comprenant environ 55 % de gaz, 20 % de cogénération et 20 % de charbon et 5 % d'achat. Restant donc très polluant, ce réseau de chaleur se modernise peu à peu et vise la suppression du charbon à terme. À ce jour, le réseau de chaleur Résonor ne comporte aucune chaleur renouvelable. Le raccordement du réseau futur à l'incinérateur d'Halluin à l'horizon 2020 doit permettre de conforter le réseau existant et d'envisager la fermeture de la centrale charbon, sans pour autant rendre le réseau plus vertueux en termes d’énergie renouvelable.
Depuis février 2012, Lille est l'une des quelques villes de France qui proposent des cartes (16 cartes consultables en ligne) de la pollution de l'air, par type de polluant, pour la veille et jusqu'au surlendemain y compris.
Avec à peine plus de 10 m2 d'espaces verts par habitant, Lille est une ville extrêmement minérale et soumise à de forts effets d'îlots de chaleur. Le défi de la création d'espace vert se trouve confronté au défi de la densification. L'urbanisation de la friche Saint-Sauveur a d'ailleurs été vivement critiquée par les mouvements écologistes regrettant une occasion manquée de création d'un deuxième poumon vert lillois après le bois de Boulogne.

### Jumelages
Lille s'est engagée très tôt dans des jumelages : un an après la signature du Traité de Rome en 1957, la ville décide de mettre en place un partenariat avec une ville de chacun des cinq autres pays signataires du Traité.
Au 2 novembre 2013, Lille est jumelée avec :
- Rotterdam (Pays-Bas) depuis 1958 ;
- Valladolid (Espagne) depuis 1987 ;
- Erfurt (Allemagne) depuis 1988 ;
- Wrocław (Pologne) depuis 1990;
- Buffalo (New York) (États-Unis) depuis 1991.

et a signé des contrats de partenariats avec :
- Cologne (Allemagne) depuis 1958 ;
- Turin (Italie) depuis 1958 ;
- Esch-sur-Alzette (Luxembourg) depuis 1958 ;
- Liège (Belgique) depuis 1958 ;
- Turku (Finlande) depuis 1967 ;
- Leeds (Royaume-Uni) depuis 1968 ;
- Saint-Louis (Sénégal) depuis 1978 ;
- Kharkiv (Ukraine) depuis 1978 ;
- Safed (Israël) depuis 1988, en veille depuis 2014 en réaction aux bombardements de Gaza et manifestations pro-palestiniennes ;
- Naplouse (Palestine) depuis 1998 ;
- Oujda (Maroc) depuis 2005 ;
- Haïfa (Israël) depuis 2008, en veille depuis 2014 en réaction aux bombardements de Gaza et manifestations pro-palestiniennes ;
- Wrocław (Pologne) depuis le 4 octobre 2013.

## Équipements et services publics

### Enseignement

#### Établissements éducatifs

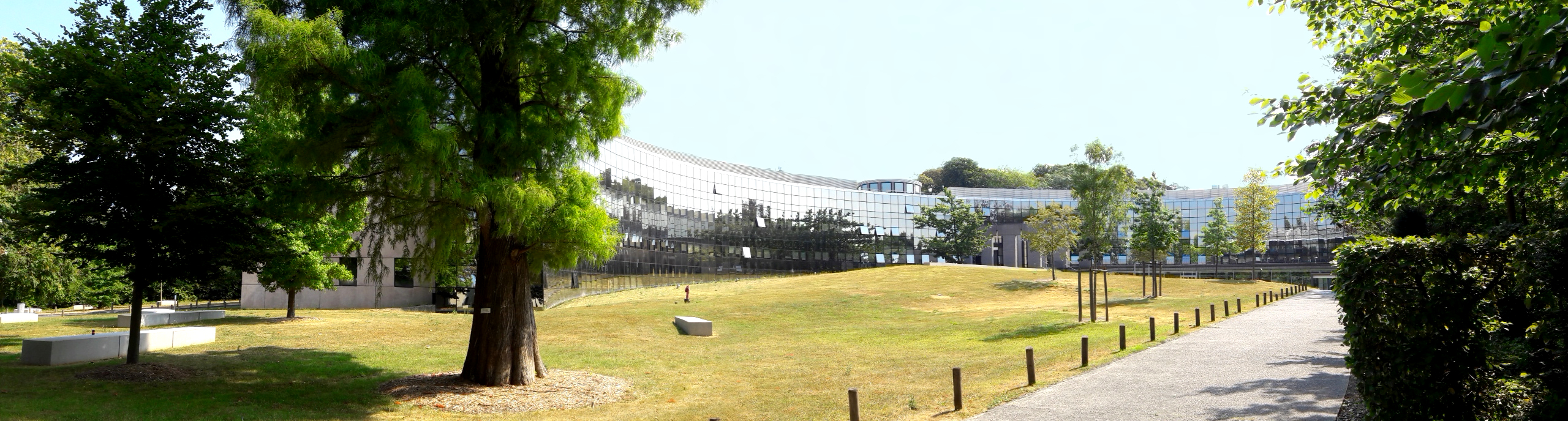
Le campus de l'EDHEC.

Les établissements éducatifs de la commune relèvent de l'académie de Lille qui évolue sous la supervision de l'Inspection académique du Nord.
En 2010, la commune compte 50 écoles maternelles, 51 écoles élémentaires, 21 collèges, 16 lycées généraux, neuf lycées professionnels et un EREA. L'enseignement privé sous contrat y tient une part importante puisqu'il concerne neuf collèges, neuf lycées généraux et trois lycées professionnels.
Huit lycées comprennent des classes préparatoires aux grandes écoles, soit cinq lycées publics : Louis Pasteur et Faidherbe (filières scientifique, économique, littéraire et commerciale), Gaston Berger (filière économique, scientifique et technologique), César-Baggio (filières scientifique et réservée aux techniciens supérieurs), Montebello (filière scientifique) et quatre lycées privés : Saint Pierre (filière scientifique), Ozanam (filière scientifique), Saint Paul (filière scientifique et économique), Notre Dame de la Paix (filière littéraire et commerciale).
Lille possède une université publique : l'Université de Lille. Son siège est situé dans le quartier de Lille-Centre et celle-ci se compose de nombreux campus répartis dans toute la métropole. Avec près de 70 000 étudiants (contribuant ainsi à faire de Lille le troisième pôle étudiant de France), il s'agit de la plus grande université de France et plus largement du monde francophone; c'est également une université pluridisciplinaire avec 6 domaines de formation : Art, Lettres, Langues / Droit, Économie, Gestion / Santé / Sciences Humaines et Sociales / Sport / Sciences et Technologies. En plus de ses nombreux UFR, Facultés et Départements, elle rassemble plusieurs instituts dont 3 Instituts universitaires de technologie et un Institut d'administration des entreprises; mais également une école d'ingénieurs (Polytech' Lille) ainsi qu'une école d'informatique (SUPINFO) et de nombreux laboratoires et centres de recherche.

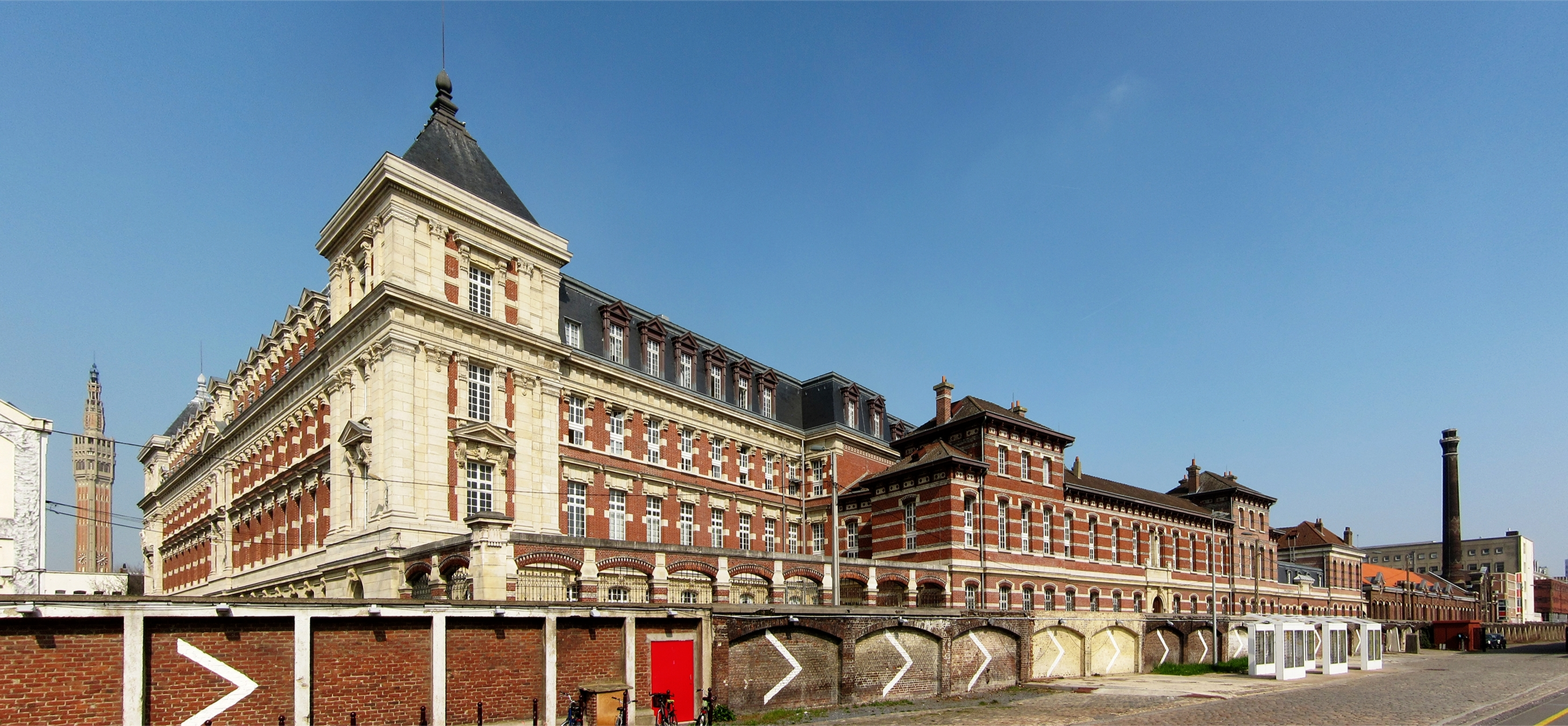
Centre d'enseignement et de recherche Arts et Métiers ParisTech.

Les locaux de plusieurs établissements d'enseignement supérieur sont également situés dans la commune.
On y trouve des grandes écoles d'ingénieurs publiques, les Arts et Métiers ParisTech, l'École centrale de Lille, l'École nationale supérieure de chimie de Lille, l'Iinstitut Mines Telecom Lille-Douai (fusion de l'École nationale supérieure des mines de Douai et de Telecom Lille), et des écoles privées, ESME-Sudria, Institut catholique d'arts et métiers, Institut Supérieur d'Agriculture, École des Hautes études d'ingénieur, Institut supérieur de l'électronique et du numérique. Des écoles de commerce sont également présentes, SKEMA Business School, EDHEC, École supérieure de journalisme de Lille, Institut d'économie scientifique et de gestion - School of Management. On trouve aussi à Lille une université privée, l'université catholique de Lille. Lille dispose également d'un des dix Instituts d'études politiques de France grâce à la présence de l'école de Sciences Po Lille.
Nombre de ces établissements sont rassemblés au sein de la Communauté d'universités et établissements Lille Nord de France, associée notamment à l'Institut Pasteur de Lille, au Centre hospitalier régional universitaire de Lille (avec ses nombreux instituts de formation et ses laboratoires de recherche), au CNRS, à l'INSERM et à l'INRIA. La COMUE comprend également un collège doctoral européen qui regroupe les six écoles doctorales de la région et rassemble 3 000 doctorants.
Lille abrite également un des cinq Instituts régionaux d'administration (IRA) de France pour la formation des futurs cadres administratifs

#### Vie étudiante

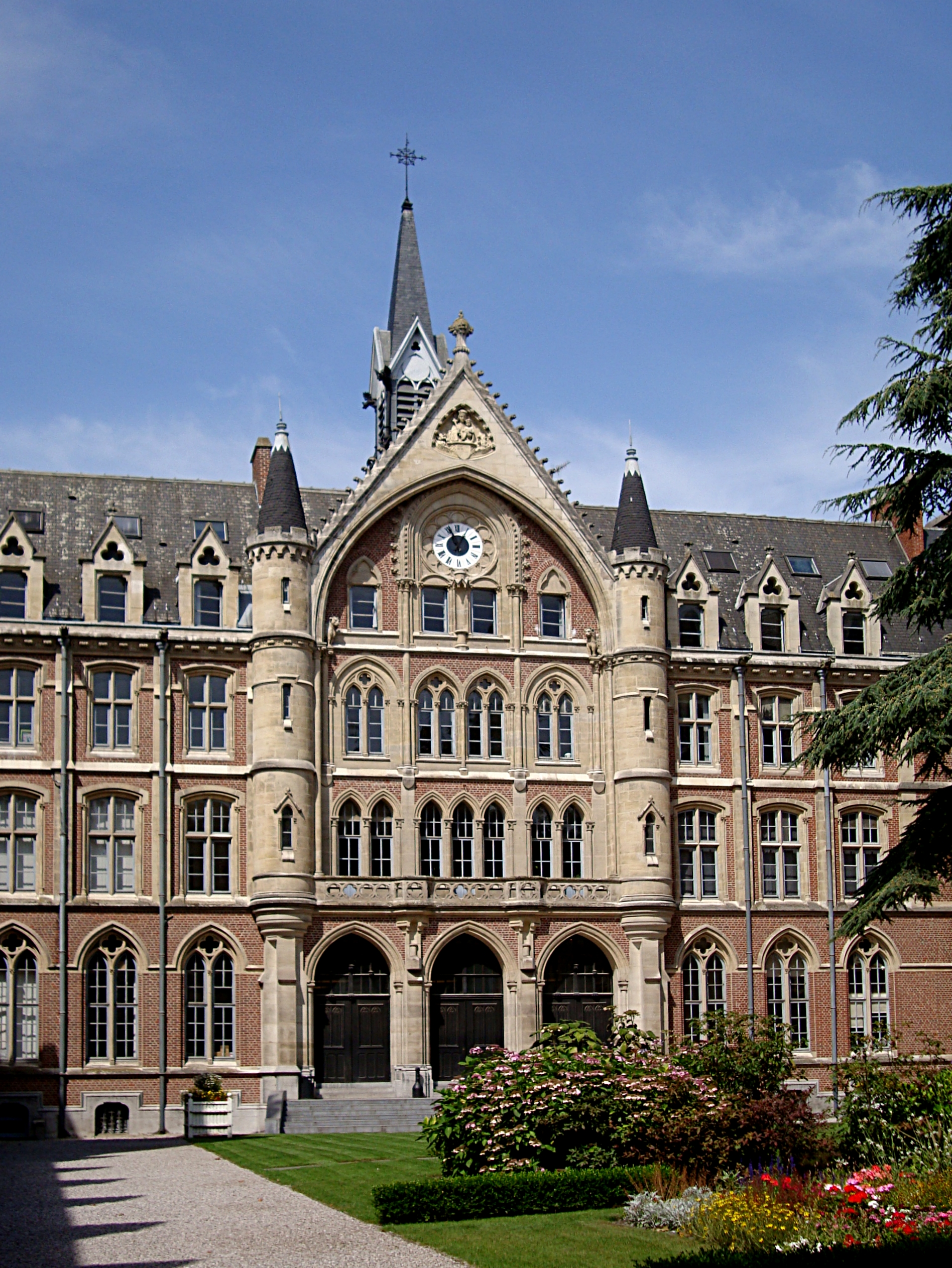
L'institut catholique de Lille.

Au XVIe siècle, c'est Douai qui accueille les facultés nordistes. À cette époque et jusqu'au XVIIIe siècle, Lille ne possède ni université, ni académie, mais seulement quelques collèges enseignant les humanités, successeurs des écolâtres de la collégiale Saint-Pierre de Lille établis depuis le XIIIe siècle. Le premier collège municipal, tenu par les Jésuites, est créé en 1529.
Au cours du XVIIIe siècle, un enseignement artistique commence à se développer : une école publique de dessin s'ouvre en 1753, une école d'architecture en 1758 et un cours de mathématiques en 1763. Ces trois institutions fusionnent en 1766 pour donner naissance aux Écoles académiques de Lille. De même, des sociétés savantes se créent : d'abord une société littéraire, Le Brunin, fondée notamment par Charles-Joseph Panckoucke, libraire et éditeur de revue ; puis, en 1785, le Collège des Philalèthes, fondé par Liborio Valentino, apothicaire à Lille. Issu d'une loge maçonnique, ce collège qui enseigne les sciences et techniques est actif jusqu'à la Révolution française. Il est suivi en 1796 par l'ouverture d'une École centrale, rue des Arts, dont les enseignements sont assurés au travers de chaires municipales. L'enseignement scientifique est soutenu par la société des sciences, de l'agriculture et des arts de Lille à partir de 1802.
Mais ce n'est qu'au cours du XIXe siècle que la vocation académique de Lille s'affirme. Une école de médecine est mise en place en 1805 ; des cours municipaux de sciences sont établis en 1817 par Charles Delezenne et Frédéric Kuhlmann ; la faculté des sciences de Lille est fondée en 1854, rue des Arts ; une école publique d'ingénieurs est créée en 1854 rue du Lombard par la municipalité de Lille et devient en 1860 l'École impériale des arts industriels et des mines.
Dès la création de la faculté des sciences, de nombreux bâtiments sont construits pour accueillir les étudiants entre le boulevard Jean-Baptiste-Lebas et la rue Jeanne-d'Arc, dans le quartier Saint-Michel. C'est là que s'établissent aussi, en 1872, l’École des arts industriels et des mines rebaptisée sous le nom d'Institut industriel du Nord, devenu depuis l’École centrale de Lille, et, en 1874, la faculté de médecine et de pharmacie de Lille.
C'est à la même époque, en 1875, que sont créées les facultés catholiques (droit, lettres et sciences) qui se fédèrent en 1877 sous le terme d'institut catholique de Lille, lequel s'installe au cœur du quartier Vauban Esquermes. Toujours présent dans ses locaux historiques, il comprend aujourd'hui six facultés : lettres et sciences humaines, droit, sciences et technologies, médecine, théologie, sciences économiques et gestion, et une vingtaine d'écoles et instituts qui composent la Fédération universitaire et polytechnique de Lille (FUPL, connue sous le nom d'Université catholique de Lille).

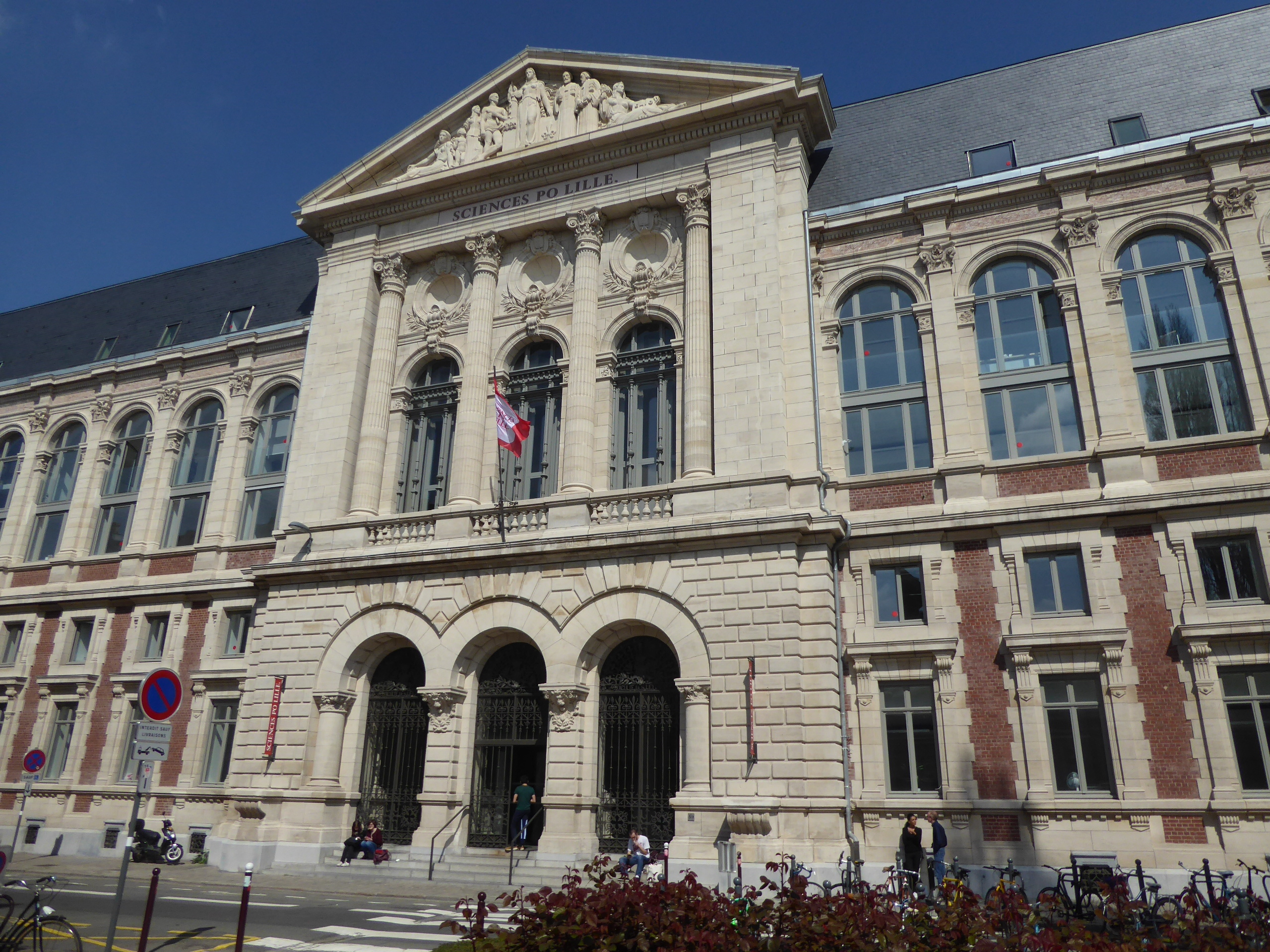
Ancien bâtiment de l'Université de Lille : faculté des lettres construite en 1895, vue de la rue Jean-Bart. Aujourd'hui rénovée et devenue locaux de Sciences Po Lille.

En 1887, au terme de nombreuses péripéties, les facultés douaisiennes de lettres et de droit sont transférées à Lille, mettant un point final à trente ans de rivalités entre les deux villes. Toutes les facultés publiques sont ainsi regroupées à Lille et sont unifiées pour devenir l’université de Lille. Elle est suivie par l’École supérieure de commerce de Lille, fondée en 1892 ; l’École nationale supérieure de chimie de Lille, créée en 1894 en tant qu'Institut de chimie de Lille ; l'Institut Pasteur de Lille, établi en 1898 ; l’antenne lilloise de l’École nationale supérieure d'arts et métiers, créée en 1900.
Comme dans le reste du pays, les évènements de mai 1968 entrainent à Lille un déménagement vers des campus modernes en périphérie, de l'École centrale de Lille en 1968, puis de l'École nationale supérieure de chimie de Lille et de l'université entre 1970 et 1974. L’État crée alors à partir de l'université trois entités publiques axées chacune autour d’un campus spécifique : Lille I à Villeneuve-d'Ascq, Lille II à Lille et Ronchin et Lille III également à Villeneuve-d'Ascq.
Cependant, au cours des années 1990, un retour partiel dans Lille s'amorce : l'institut d'administration des entreprises dépendant de Lille I s'implante dans le quartier du Vieux-Lille et, en 1991, Sciences Po Lille s'installe dans le quartier de Moulins où il est rejoint par la faculté de Droit à partir de 1995. Des années plus tard Sciences Po Lille déménage de nouveau vers le centre dans des anciens locaux de l'université, rénovés.
En 2006, l'agglomération de Lille était, après Paris et Lyon, le troisième pôle éducatif de France avec plus de 115 000 élèves, étudiants et stagiaires de plus de 15 ans.
Le 1er janvier 2018, les 3 universités publiques fusionnent et forment à nouveau l'Université de Lille.

### Santé
La tradition hospitalière lilloise remonte aux origines de la cité, qui se confondent pratiquement avec la fondation des premiers hospices. Aujourd'hui, Le Centre hospitalier régional universitaire de Lille est le plus important établissement hospitalo-universitaire d'Europe. Chaque année, il assure plus de 1 000 000 de consultations et près de 100 000 hospitalisations. Premier employeur de la région avec, en 2022, 16 000 professionnels de la santé, il couvre 12 hôpitaux spécialisés. Il est inscrit dans un campus hospitalo-universitaire, constitué notamment des facultés de médecine, de chirurgie dentaire et de pharmacie de l'Université de Lille, et dans le parc Eurasanté, qui compte une centaine d'entreprises des secteurs de la biologie et de la santé. Certifié de niveau 1 par la Haute Autorité de Santé, le CHU forme par ailleurs un millier d'élèves hospitaliers par an via ses nombreux instituts et concentre ses activités de recherche (en collaborant notamment avec l'Université de Lille, le CNRS ou l'INSERM) sur un certain nombre de thèmes d’excellence (plus particulièrement, le cancer, les maladies cardiovasculaires et métaboliques, les maladies neurologiques et mentales et les maladies inflammatoires et infectieuses).
Au côté de cet important dispositif public, Lille compte également une quinzaine d'établissements privés, dont les plus importants sont le Groupe Hospitalier de l'Institut catholique de Lille et les polycliniques de La Louvière et du Bois.
L'Institut Pasteur de Lille, fondation reconnue d’utilité publique depuis 1898, vouée à la lutte contre les maladies par la recherche, la prévention en santé et la formation, est également présent sur la commune.

### Justice, sécurité, secours et défense

#### Garnison

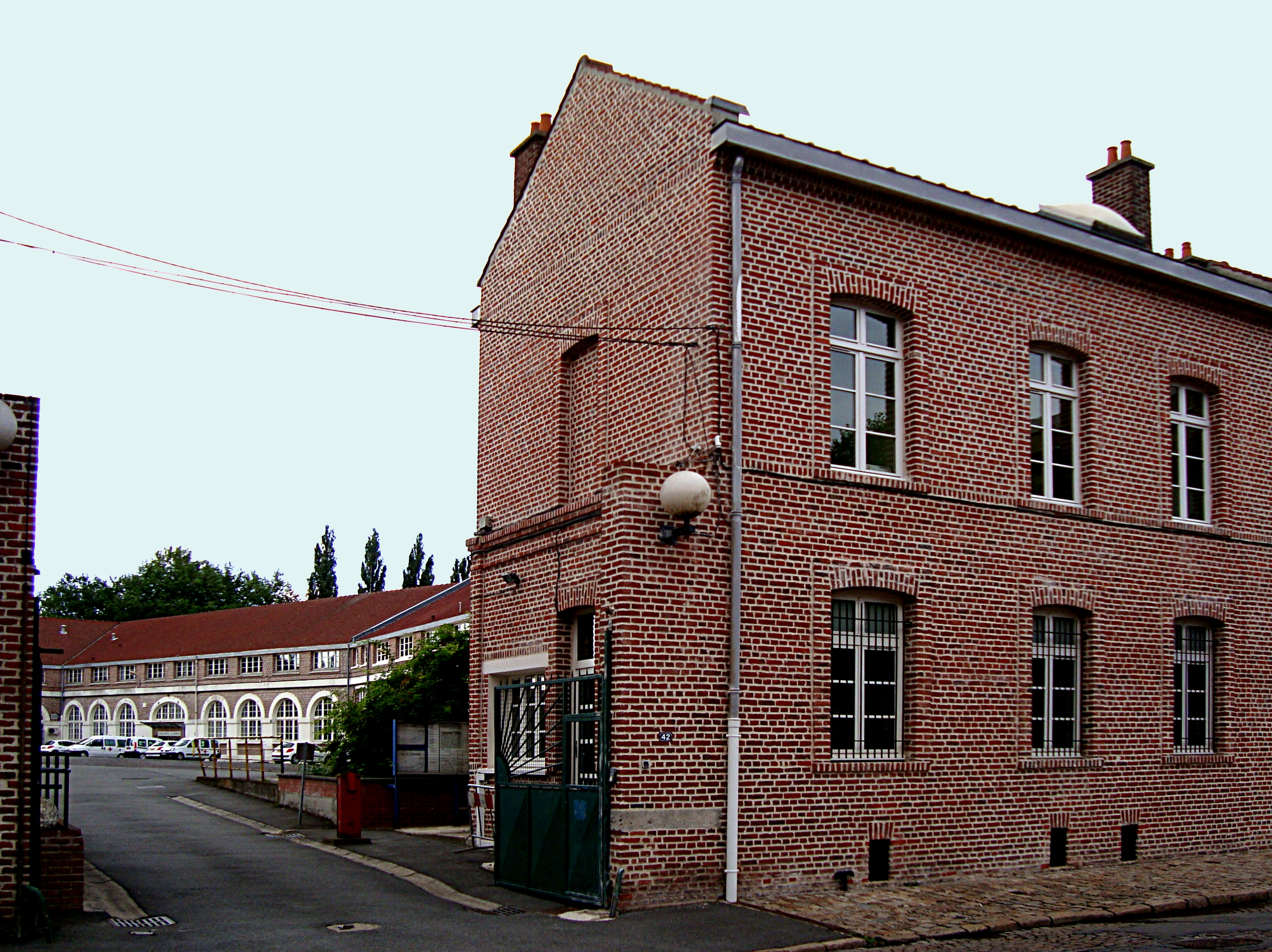
Les quartiers de la caserne Négrier.

Rivale de Douai pour la suprématie commerciale, universitaire et administrative, de Roubaix et Tourcoing pour la suprématie industrielle, de Cambrai pour la suprématie religieuse, seule la vocation militaire de Lille n'a jamais été disputée. Lille a toujours été une ville de garnison, laquelle comptait 4 700 hommes au début du XXe siècle. Elle a abrité de nombreuses casernes dont plusieurs ont conservé leur fonction d'origine, comme la caserne Négrier, la caserne Kléber, la caserne Saint-André (ancienne caserne Saint-Ruth) ou encore la caserne Vandamme, qui accueille le Centre Interarmées de Reconversion de Lille. Jusqu'en 1998, Lille disposait aussi d'un hôpital militaire, l'Hôpital militaire Scrive.
La garnison de Lille comprend notamment les unités suivantes : le commandement de la force et des opérations terrestres (CFOT), le corps de réaction rapide-France (CRR-Fr), le commandement de l’appui et de la logistique de théâtre (CALT), le 3e centre médical des armées (CMA) et le groupement de soutien de la base de défense de Lille (GSBdD), héritier du 43e régiment d'infanterie.
Lille est également l'une des sept villes françaises possédant un Gouverneur militaire.
La ville a reçu plusieurs distinctions :
- la Légion d'honneur en 1900 ;
- la Croix de guerre 1914-1918 ;
- l'Ordre portugais de la Tour et de l'Épée en 1920 ;
- la Croix de guerre 1939-1945.

## Population et société

### Démographie

#### Évolution démographique
Lille est la principale ville d'une vaste conurbation transfrontalière qui constitue l'une des zones urbaines les plus peuplées de France et de Belgique avec environ 1 900 000 habitants. Mais, en tant que commune isolée, ce n'est que la dixième ville de France et une ville européenne de taille moyenne.
La première expansion démographique remonte aux XIIe et XIIIe siècles, lorsque Lille se constitue en cité marchande : au tout début du XIVe siècle, sa population est déjà estimée à 25 000 à 30 000 habitants, si ce n'est 40 000 et se poursuit aux XVIIe et XVIIIe siècles avec 53 050 habitants recensés en 1686 et autour de 60 000 au cours du XVIIIe siècle. Après un fléchissement dans les années précédant et suivant 1800, dû aux troubles de la Révolution et aux guerres de l'Empire, une seconde expansion vient avec la révolution industrielle dans le premier tiers du XIXe siècle à l'intérieur des remparts de Vauban, atteignant une densité extrême culminant au milieu de ce siècle puis dans les communes limitrophes de Wazemmes, Moulins, Esquermes et Fives. Au recensement de 1856, la population de Lille atteignait 78 641 habitants, celles de Wazemmes 21 179 habitants, de Moulins-Lille 7 418 habitants, d'Esquermes 3 371 habitants,de Fives 5 076 habitants soit total 37 044 habitants pour ces 4 communes. L'annexion de ces communes en 1858 explique la brusque augmentation de la population de Lille entre les recensements de 1856 et de 1861. Cette croissance se poursuit sur le territoire des communes absorbées. Au cours de la Première Guerre mondiale, la population est amputée de 40 % et ramenée à 130 000 habitants. Beaucoup de ceux qui sont partis ou ont été déportés (on estime à 9 500 le nombre des déportés de la seule rafle d'avril 1916) ne rentreront pas, et en particulier les 4 442 Lillois officiellement morts au combat. Ensuite, celui
Au cours de la Seconde Guerre mondiale, la population est encore ramenée à 168 000 habitants en 1941 du fait des morts, des prisonniers et déportés et des 20 000 évacués de 1940. Là encore, beaucoup ne reviendront pas dans une ville dévastée, en proie à une sévère crise du logement. La périurbanisation, notamment avec la création de la ville nouvelle de Villeneuve-d’Ascq en 1970, contribue à diminuer la population communale à partir des années 1960. Ainsi, entre 1968 et 1990, Lille perd plus de 18 000 habitants en dépit de l’intégration d’Hellemmes (soit une baisse réelle de la population de la ville de l’ordre de 20 %). Et ce n’est que dans le courant des années 1990 que Lille retrouve une croissance significative, due notamment à l’afflux d’une population étudiante.
L'évolution du nombre d'habitants est connue à travers les recensements de la population effectués dans la commune depuis 1793. Pour les communes de plus de 10 000 habitants les recensements ont lieu chaque année à la suite d'une enquête par sondage auprès d'un échantillon d'adresses représentant 8 % de leurs logements, contrairement aux autres communes qui ont un recensement réel tous les cinq ans,.

En 2022, la commune comptait 238 695 habitants, en évolution de +2,69 % par rapport à 2016 (Nord : +0,51 %, France hors Mayotte : +2,11 %).
| 1793   | 1800   | 1806   | 1821   | 1831   | 1836   | 1841   | 1846   | 1851   |
| ------ | ------ | ------ | ------ | ------ | ------ | ------ | ------ | ------ |
| 66 761 | 54 756 | 61 467 | 64 291 | 69 073 | 72 005 | 72 537 | 75 430 | 75 795 |

| 1856   | 1861    | 1866    | 1872    | 1876    | 1881    | 1886    | 1891    | 1896    |
| ------ | ------- | ------- | ------- | ------- | ------- | ------- | ------- | ------- |
| 78 641 | 131 727 | 154 749 | 158 117 | 162 775 | 178 144 | 188 272 | 201 211 | 216 276 |

| 1901    | 1906    | 1911    | 1921    | 1926    | 1931    | 1936    | 1946    | 1954    |
| ------- | ------- | ------- | ------- | ------- | ------- | ------- | ------- | ------- |
| 210 696 | 205 602 | 217 807 | 200 952 | 201 921 | 201 568 | 200 575 | 188 871 | 194 616 |

| 1962    | 1968    | 1975    | 1982    | 1990    | 1999    | 2006    | 2011    | 2016    |
| ------- | ------- | ------- | ------- | ------- | ------- | ------- | ------- | ------- |
| 193 096 | 190 546 | 172 280 | 168 424 | 172 142 | 184 657 | 226 014 | 227 533 | 232 440 |

| 2021    | 2022    | - | - | - | - | - | - | - |
| ------- | ------- | - | - | - | - | - | - | - |
| 236 710 | 238 695 | - | - | - | - | - | - | - |

- Depuis 1977, la population de la ville de Hellemmes entre dans le total de la population.
- Depuis 2000, la population de la ville de Lomme est comptabilisée dans le total de la population.

Leurs populations s’élevaient, en 1999, à 18 371 pour Hellemmes (population totale) et 27 940 pour Lomme (population sans doubles comptes).

#### Pyramide des âges
La population de la commune est relativement jeune.
En 2020, le taux de personnes d'un âge inférieur à 30 ans s'élève à 51,2 %, soit au-dessus de la moyenne départementale (39,1 %). À l'inverse, le taux de personnes d'âge supérieur à 60 ans est de 14,4 % la même année, alors qu'il est de 22,9 % au niveau départemental.
En 2020, la commune comptait 112 485 hommes pour 120 613 femmes, soit un taux de 51,87 % de femmes, légèrement supérieur au taux départemental (51,79 %).
Les pyramides des âges de la commune et du département s'établissent comme suit.
| Hommes | Classe d’âge | Femmes |
| ------ | ------------ | ------ |
| 0,4    | 90 ou +      | 1      |
| 3,2    | 75-89 ans    | 5      |
| 9      | 60-74 ans    | 9,9    |
| 14     | 45-59 ans    | 13,5   |
| 21,9   | 30-44 ans    | 19,6   |
| 35,3   | 15-29 ans    | 36,3   |
| 16,2   | 0-14 ans     | 14,6   |

| Hommes | Classe d’âge | Femmes |
| ------ | ------------ | ------ |
| 0,5    | 90 ou +      | 1,4    |
| 5,3    | 75-89 ans    | 8,1    |
| 14,8   | 60-74 ans    | 16,2   |
| 19,1   | 45-59 ans    | 18,4   |
| 19,5   | 30-44 ans    | 18,7   |
| 20,7   | 15-29 ans    | 19,1   |
| 20,2   | 0-14 ans     | 18     |

#### Immigration
Comme toutes les grandes villes européennes, Lille a connu plusieurs vagues d'immigration. La première survient au milieu du XIXe siècle lorsque, après la crise de 1845 en Flandre belge, des milliers de familles franchissent la frontière pour chercher du travail dans les usines textiles du Nord de la France. Sans être aussi importante qu’à Roubaix ou Tourcoing, la population étrangère, essentiellement belge, représente ainsi jusqu’à 25 % de la population lilloise au cours de la seconde moitié du XIXe siècle. Entre les deux guerres, des Italiens et déjà plusieurs milliers de travailleurs maghrébins contribuent au repeuplement. Des Polonais viennent aussi s'installer à Lille, mais moins massivement que dans le Bassin Minier du Nord.
Après la Deuxième Guerre mondiale, la ville connaît de nouveau une forte immigration, en provenance du sud de l'Europe (principalement d'Italie et du Portugal) et surtout du Maghreb (essentiellement d'Algérie et du Maroc). L'immigration en provenance de Turquie, de Chine ou d'Afrique noire est plus récente et de moindre ampleur. Au total, les principales vagues d'immigration sont relativement anciennes.
En 2020, les immigrés sont au nombre de 32 475 habitants, soit 13,75 % de la population totale et 27 638, soit 11,7 % de la population totale, sont de nationalité étrangère. Parmi eux, les plus nombreux sont Marocains (7 463) et Algériens (7 387). Viennent ensuite 6 442 Africains (hors Maroc, Algérie et Tunisie), 5 465 d'Europe et 4 651 ressortissants d'autres pays du monde.

#### Répartition des ménages
En tant que métropole, Lille rassemble plus d'étudiants, de jeunes adultes que la moyenne du pays, les familles sont par conséquent sous-représentées. En 2020, la commune comptait 50 411 familles regroupant 147 447 personnes, pour 124 149 ménages. 54,2 % des ménages étaient composés d'une seule personne.

### Manifestations culturelles et festivités

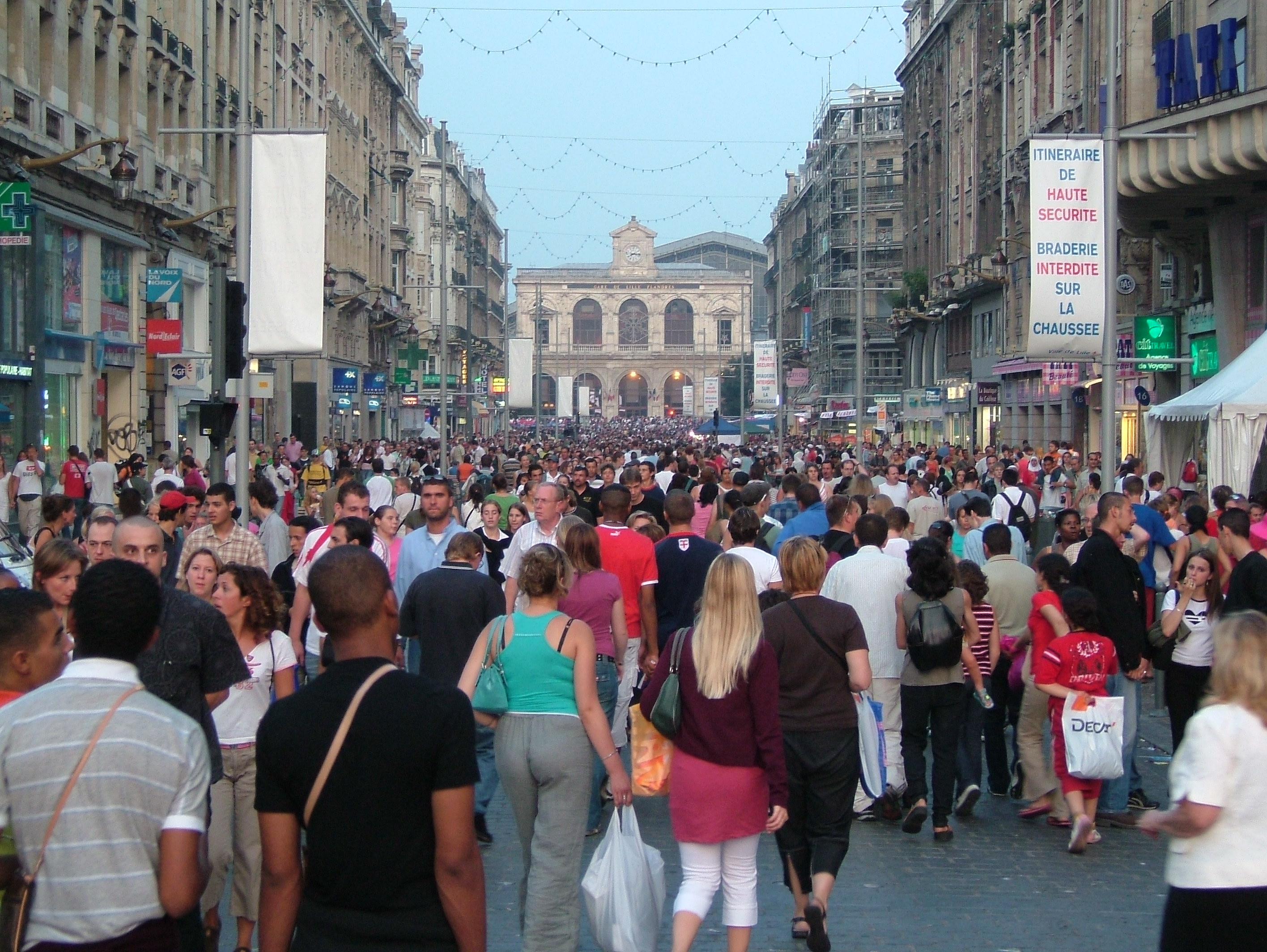
La rue Faidherbe lors de la Braderie en 2005.

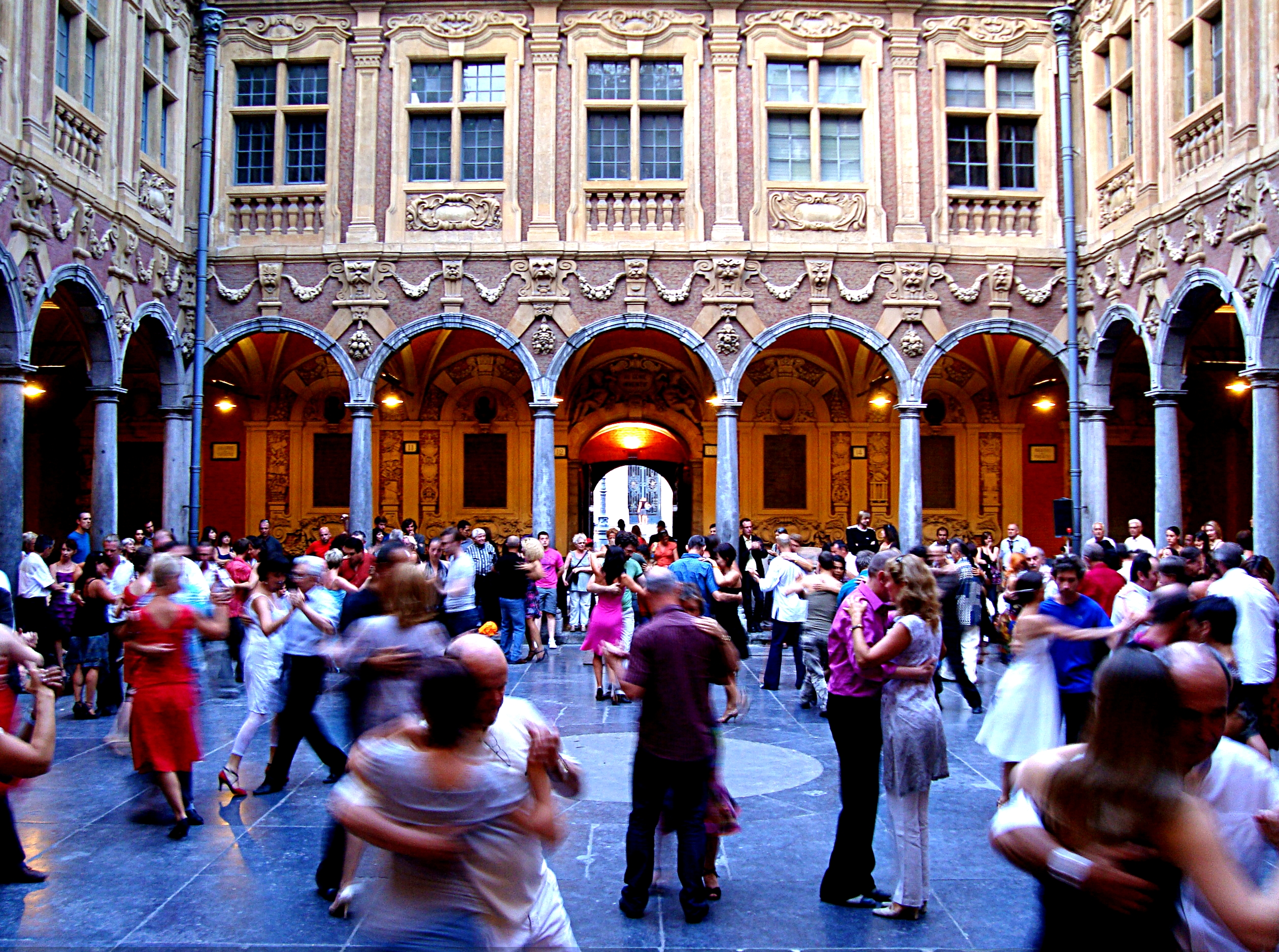
On peut danser le tango dans la Vieille Bourse les dimanches soir d'été.

Chaque année, le premier week-end de septembre, la ville organise la grande Braderie de Lille, l'un des plus grands[réf. souhaitée] rassemblements de France et le plus grand marché aux puces d'Europe. Ses origines remontent au XIIe siècle et elle reçoit de nos jours environ deux millions de visiteurs chaque année.
La ville accueille par ailleurs régulièrement plusieurs festivals de cinéma, de musique et de photographie :
- le Festival Lille Clef de Soleil, festival de musique classique, qui se tient chaque jeudi des mois de juillet et août depuis 2001 ;
- le Festival du cinéma européen de Lille, qui se tient chaque année en mars ou avril ;
- le Festival international du film indépendant de Lille, qui se déroule dans divers lieux de la métropole en juin et juillet ;
- le Festival international du court métrage, se tient en septembre ;
- la Fête de l'Animation, qui propose chaque année depuis 2004 un regard sur le cinéma d'animation autour du monde ;
- le festival Jazz en nord, qui se déroule dans toute l'agglomération lilloise d'octobre à fin mars ;
- le festival international Séries Mania dédié aux séries télévisées, se déroule fin mars ;
- le Festival CineComedies dédié à la comédie au cinéma, se déroule entre fin septembre et début octobre ;
- le Mapping Festival, organisé par les rencontres audiovisuelles, a lieu fin mars ;
- Le Jardin Électronique, la plus grande garden party des hauts de France qui se déroule depuis 2014 dans le jardin des plantes le deuxième week-end de septembre ;
- Le Jardin d'Hiver, l'édition hivernale en intérieur du Jardin Électronique, qui se déroule dans la salle Le Grand Sud de Lille en février. La première édition avait accueilli plusieurs groupes et artistes internationaux dont : Cassius (groupe) et Thomas Schumacher ;
- le Festival Wazemmes l'Accordéon, qui se déroule entre mai et juin ;
- les Paradis Artificiels, festival de musiques actuelles qui se tient en avril ;
- le Lille Pianos Festival se tient au mois de juin ;
- le Père-Noël est-il un rocker ?, festival musical et social se déroulant chaque année fin-novembre, début-décembre ;
- les Transphotographiques, festival organisé par la Maison de la Photographie en mai et juin.

Ainsi que des évènements à caractère plus local :
- Le Festival international de la soupe (ou Louche d'Or), chaque 1er mai à Wazemmes, sur la place du marché de Wazemmes et aux environs de la maison folie de Wazemmes après la traditionnelle manifestation des travailleurs ;
- Le Lille Comics Festival, le premier ou second week-end de novembre pour les passionnés de bandes dessinées anglo-saxonnes ;
- La distribution du Ch'ti, guide local ;
- La Route du Louvre, manifestation sportive et festive annuelle entre Lille et Lens ;
- Deux Foires aux manèges comptant parmi les plus importantes du pays, se déroulent à la rentrée et au printemps ;
- La Grande fête lilloise du cirque, a lieu d'octobre à novembre ;
- Les fêtes de fin d'année se déroulent aux alentours de Noël, une grande roue et un marché de Noël sont installés.

Lille 3000 (continuité capitale européenne de la culture 2004) organise tous les 3 ans environ, différents grands événements culturels qui durent plusieurs mois, sur un thème donné. 

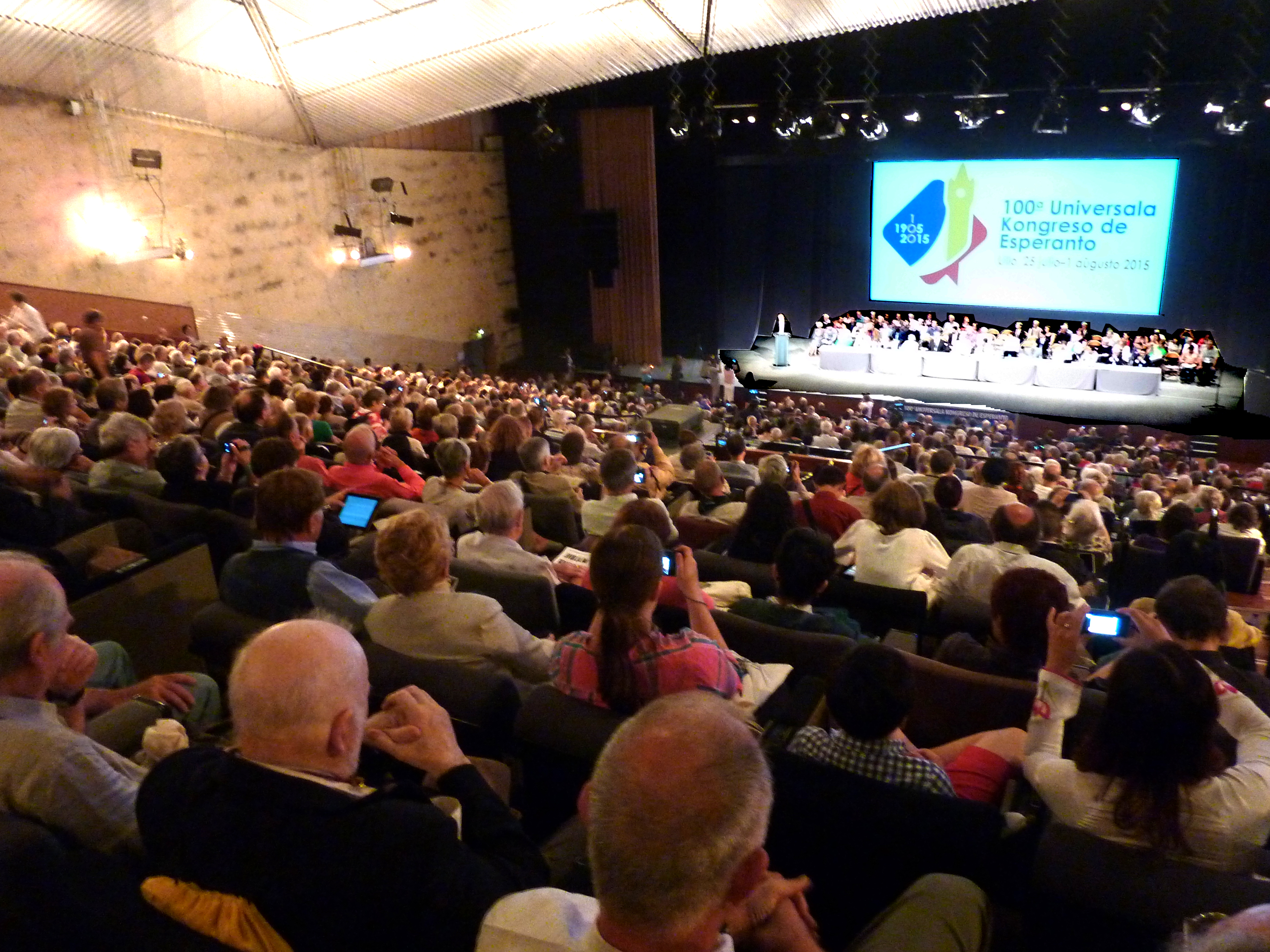
Cérémonie d’ouverture du mondial d’espéranto, 2015

Lille Grand Palais accueille également de nombreux salons et expositions périodiques parmi lesquels, depuis 2008, la Foire Européenne de l’Art Contemporain Art Up! Le complexe a également accueilli le 100e congrès mondial d’espéranto en 2015, auquel ont participé 2 698 personnes venues de 80 pays. Le thème était « Langues, arts et valeurs dans le dialogue interculturel ».

### Sports et loisirs
| Clubs professionnels ayant joué ou jouant à Lille |                  |          |                                                                  |                                             |
| Équipe                                            | Sport            | Fondé en | Ligue                                                            | Stade                                       |
| Sporting Club fivois                              | Football         | 1901     | Fusion avec l'Olympique lillois en 1944.                         | Stade Virnot                                |
| Olympique lillois                                 | Omnisports       | 1902     | Fusion avec le Sporting Club de Fives en 1944                    | Stade Henri-Jooris                          |
| LOSC Lille                                        | Football         | 1944     | Championnat de France de football                                | Stade Pierre-Mauroy à Villeneuve-d'Ascq     |
| Lille Université Club                             | Omnisports       | 1921     | Nombreuses sections professionnelles                             | Selon discipline                            |
| Lille Métropole Rugby Club                        | Rugby à XV       | 1996     | Dissout en 2016 à la suite de problèmes juridiques et financiers | Stadium Lille Métropole                     |
| Lille Métropole Hockey Club                       | Hockey sur gazon | 1924     | Division élite de hockey sur gazon                               | Selon discipline (out/in door)              |
| ASPTT Lille Métropole                             | Omnisports       | 1922     | Nombreuses sections professionnelles                             | Selon discipline                            |
| Lille Métropole Athlétisme                        | Athlétisme       | 2006     | Fusion de l’ASPTT Lille et de l’US Tourcoing                     | Stadium Lille Métropole à Villeneuve-d'Ascq |
| Lille Métropole Basket Clubs                      | Basket-ball      | 1994     | Pro B (basket-ball)                                              | Palais des sports Saint Sauveur             |

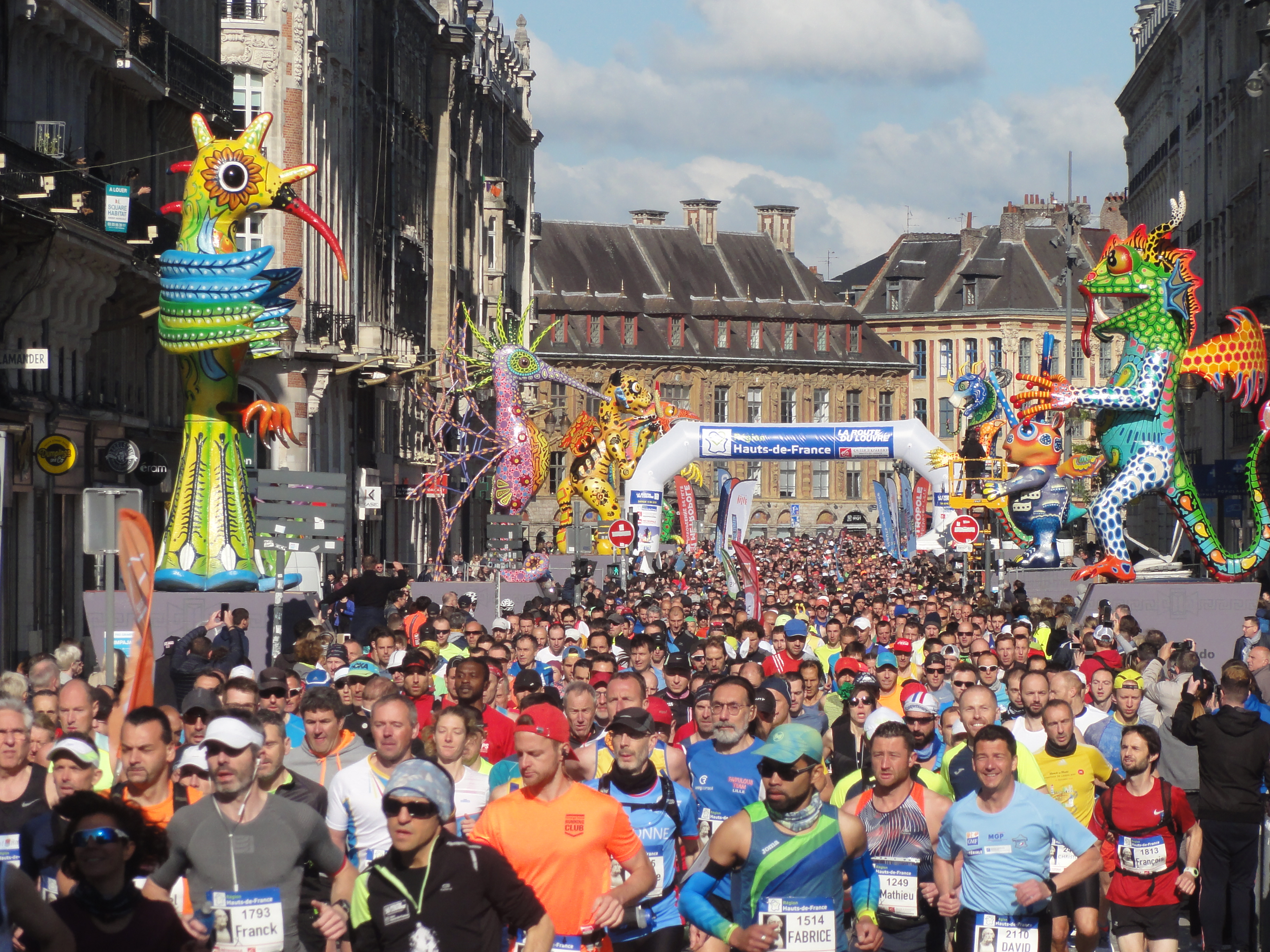
Départ de l'édition 2019 de la Route du Louvre, rue Faidherbe.

La ville de Lille, comme de nombreuses villes françaises, connaît en raison de contraintes en termes d'emplacement disponible et de transport, de recours d'associations NIMBY, et d'un transfert de compétences des infrastructures sportives des mairies vers la communauté urbaine, un départ des équipes vers les communes limitrophes :
- le LOSC Lille, autrefois basé dans le Vieux-Lille, joue depuis 2012 au Stade Pierre-Mauroy, à cheval sur les communes de Villeneuve-d'Ascq (stade) et de Lezennes (parking silo de 3 000 places[167]). Il peut accueillir 50 000 spectateurs. Le centre d'entraînement du club et son siège se situent, quant à eux, à Camphin-en-Pévèle ;
- le Lille Métropole Hockey Club joue depuis 1924 à Lambersart ;
- le Lille Métropole rugby club joue au Stadium Nord Lille Métropole.

À côté du Lille Métropole rugby club, Lille compte de nombreux clubs amateur de haut niveau, avec notamment le Tennis Club Lillois, le LUC Badminton Lille Métropole, le Lille Métropole Natation, ou l'OSM Lomme Lille Métropole (handball).
Chaque année, le semi-marathon de Lille fait l'ouverture de la braderie de Lille.
Le marathon de la Route du Louvre, qui relie Lille à Lens, connaît aussi un grand succès depuis sa première édition en 2006. Il s'accompagne de randonnées familiales très fréquentées.
Le 6 août 2008, Lille décide de faire partie des villes hôte pour héberger à moindres frais qu'à Londres les participants aux Jeux olympiques d'été de 2012.

### Cultes
Lille est un haut lieu du catholicisme depuis les origines de la ville. Tout au long de son histoire, elle en a connu les excès, comme à l'époque de la Contre-Réforme, mais aussi les avancées avec, par exemple, le catholicisme social d'un Philibert Vrau. C'est également une terre d'immigration qui a amené avec elle un renouveau du protestantisme à partir du début du XIXe siècle, une petite communauté juive au cours de la seconde moitié du XIXe siècle et une importante communauté musulmane à partir du début du XXe siècle.
Lille dispose d'une maison d'Église, l'Accueil Marthe et Marie ;

#### Catholique

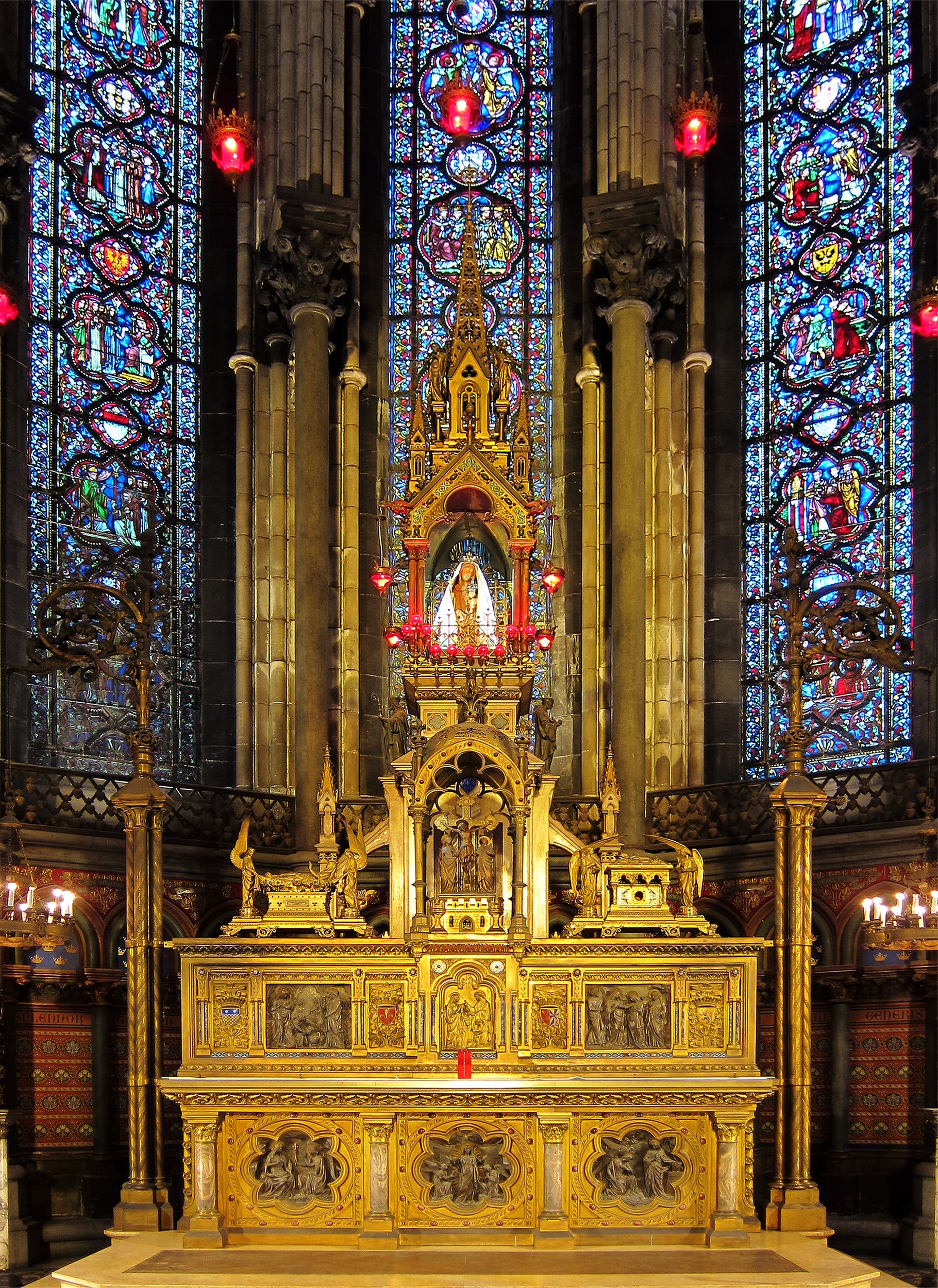
L'autel et la statue de Notre-Dame de la Treille dans la sainte chapelle de la cathédrale.

Dès les origines, Lille connut une vie religieuse intense qui se traduisit notamment par la multiplication rapide des paroisses : en 1280, Lille en possédait déjà sept. Elle se traduisit aussi par la fondation d'un béguinage en 1240 et le développement des fondations religieuses, comme celle des dominicains, et hospitalières, dont la plus célèbre est l'Hospice Comtesse fondé en 1236. Bien qu'initialement un village à l'ouest de Lille, Esquermes, par son intégration à la ville en 1858, était le plus ancien lieu de pèlerinage de Lille après l'apparition miraculeuse supposée d'une statue de la sainte Vierge en 1014; quelques décennies plus tard, en 1084, elle fut nommée sous le vocable Notre-Dame de Réconciliation. De grandes cérémonies religieuses ponctuaient l'année liturgique, notamment autour du culte de Notre-Dame de la Treille, à laquelle une série de miracles fut attribuée à partir de 1254. En 1164, Thomas Becket trouva refuge temporaire dans la maison du sire de Tourcoing; lieu où est maintenant sise la chapelle des franciscaines, rue d'Angleterre.
Entre le milieu du XVIe siècle et le début du XVIIe siècle, Lille devint un bastion de la Contre-Réforme. Cette époque fut marquée par l'arrivée des jésuites, des capucins, des augustins, des minimes, des carmes déchaussées, des brigittines, des carmélites, des urbanistes, des célestines, des ursulines, etc. qui partout bâtirent des couvents. En 1634, après quatre siècles de dévotion, la Vierge Marie devint la sainte patronne de la ville sous le vocable de Notre-Dame-de-la-Treille. Elle est fêtée le dimanche après la Sainte Trinité (fin mai-début juin). Saint Eubert, l'un des principaux évangélisateurs des nerviens et des ménapiens dans la seconde moitié du IIIe siècle qui œuvra aux côtés de saint Piat de Seclin, est, quant à lui, patron secondaire de Lille. Fêté le 1er février, ses reliques reposèrent pendant de longs siècles au sein d'une châsse en la collégiale Saint-Pierre jusqu'à sa profanation en 1791.
La Terreur vint frapper Lille et ses ecclésiastiques jusqu'à ce que le Directoire de Lille eut émis, le 3 juillet 1795, une circulaire rappelant la loi du 30 mai 1795 (ou 11 prairial) qui « entendait assurer et faciliter de plus en plus le libre exercice du culte ». Après la Révolution française, Lille vit la naissance de deux congrégations locales. D'abord, les cisterciennes bernardines d'Esquermes en 1807 (avec certes une pleine reconnaissance en 1827) puis les Filles de l'Enfant-Jésus fondée en 1825, rue de Thionville, par Natalie Doignies qui finit par disposer de l'ancienne chapelle des Carmes déchaussés donnant sur la place de Gand. 1833 marqua le retour officiel des jésuites, menés par le Père Vitse, lorsque leur Résidence (un ancien presbytère) fut établie rue du Rempart bien que ces derniers officiaient, depuis plusieurs années, en l'église Sainte-Catherine. Le père Vitse appuya aussi le retour de la dévotion à Notre-Dame de la Treille, en aidant à la restauration de l'archiconfrérie de la Treille et à la création des Religieuses de N.-D. de la Treille, établies rue d'Angleterre. Tout au long du XIXe siècle, le militantisme catholique lillois resta très vivace. Il fut notamment incarné par une bourgeoisie majoritairement monarchiste mais aussi par une partie du patronat animée d'une conception chrétienne du corporatisme et qui fut à l'origine de nombreuses initiatives comme la création de l'Université catholique de Lille en 1875. Le tout premier congrès eucharistique eut lieu, en cette ville, en 1881. Ce n'est que le 25 octobre 1913 que l'archidiocèse de Cambrai fut divisé en deux pour donner naissance au diocèse de Lille. Ce fut d'ailleurs dans les colonnes de la Semaine religieuse de Cambrai, en 1866, qu'était renseignée la vie catholique lilloise, avant d'être relatée dans la Semaine religieuse du diocèse de Lille à partir de 1914 et qui devint la revue Église de Lille en 1966.
Présents à Lille depuis 1224, les dominicains y restent aujourd'hui bien implantés grâce à la quarantaine de religieux du couvent Saint-Thomas-d’Aquin. La spiritualité franciscaine est également, et depuis longtemps, ancrée à Lille. Le couvent des frères franciscains fut refondé dans les années 1920 avant d'être transféré, en 1968, rue Berthollet mais ce dernier ferme en 2018. Néanmoins, le Tiers-Ordre, organisé en fraternités laïques franciscaines (près de quatre-vingts membres « gravitant » autour de Lille), reste assez présent. Au cours des années 1970, les Sœurs Servantes du Sacré-Cœur quittent, par manque de vocations, leurs maisons de Fives et Esquermes alors que les Filles de la Charité restent bien implantée au sein de leur couvent Sainte-Claire du quartier Vauban. En 1986, Irène Devos, une sœur de l'Éducation Chrétienne créa la Fraternité de Magdala de Wazemmes.

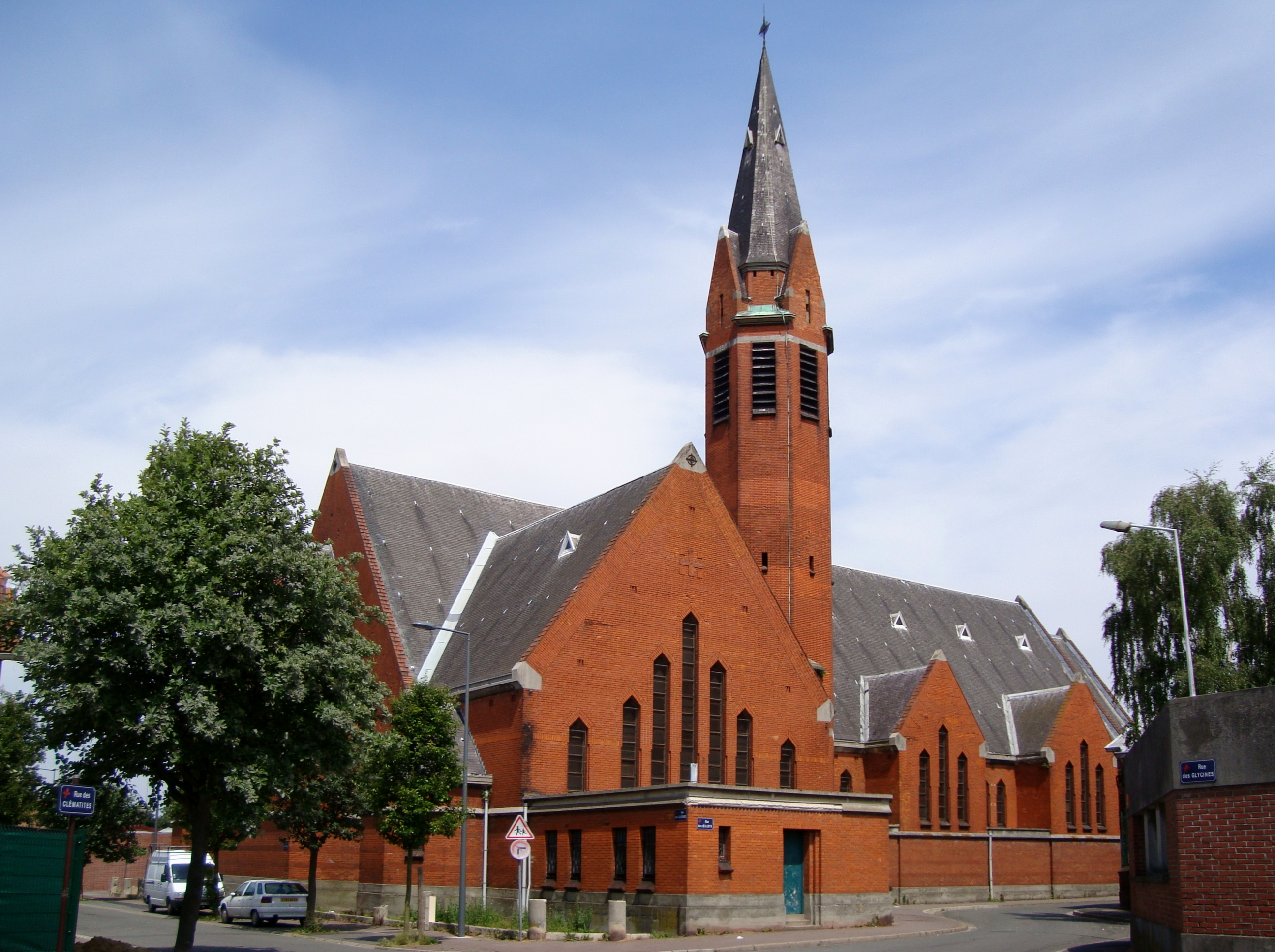
L'église du Cœur-Immaculé-de-Marie dans le quartier de Lille-Sud, confiée aux Salésiens.

En 2008, Lille est élevée au rang d'archevêché métropolitain, siège de l'archevêque qui a autorité sur les diocèses d'Arras, Cambrai et Lille. En 2013 et au début du mois de février 2018, se tint à Lille Ecclesia Campus, un rassemblement national de chrétiens étudiants; cet évènement fut ponctué de prières, de formations et de rencontres dans un cadre festif aux accents peut-être plus évangéliques que catholiques. En 2018, Mère Emmanuelle Duez-Luchez, supérieure générale de la congrégation des religieuses de l'Enfant-Jésus de Lille, cède le couvent de la place de Gand (contenant une chapelle, un EHPAD et la Cité de l'Évangile) au diocèse.
Si la pratique et de nombreuses branches régulières de l'Église lilloises sont en déclin, des communautés se sont développées ces quelques dernières années et montrent une certaine vivacité: que cela soit la communauté ukrainienne de l'éparchie Saint-Vladimir-le-Grand (à Notre-Dame-de-Réconciliation selon le rite byzantin) ou les traditionalistes. Parmi ces derniers, les prêtres de l'Institut du Christ Roi Souverain Prêtre officient désormais en plein centre de Lille en l'église Saint-Étienne; quant à la Fraternité sacerdotale Saint-Pie-X, "en délicatesse" avec le Vatican, ses fidèles locaux lui ont permis l'érection d'une chapelle au début des années 2000. Outre les messes en français et en latin, il est aussi possible de se joindre à des messes en arabe et en syriaque, selon le rite maronite, mais à Marcq-en-Barœul, en banlieue lilloise.

#### Protestant
Les premières traces de la confession luthérienne apparaissent à Lille en 1526. Mais c'est surtout à partir du milieu du XVIe siècle que se développe un important mouvement calviniste. Il sera patiemment éradiqué par la répression au cours des décennies qui suivent et, à la fin du siècle, il n'en reste pratiquement pas trace. Les survivants se trouvèrent rejetés dans la clandestinité même si l'étau se desserra progressivement, surtout à partir des années 1770, et jusqu'à ce que l'édit de tolérance de 1787 ne soit promulgué par Louis XVI. Ce n'est ensuite qu'au début du XIXe siècle, en 1804, qu'un lieu de culte est concédé aux protestants qui ne constituent alors qu'une toute petite communauté, principalement étrangère. Elle va se renforcer progressivement avec l'industrialisation et l'arrivée d'entrepreneurs et d'universitaires, puis, à partir de 1871, de réfugiés alsaciens et lorrains. Le protestantisme participe alors au développement du christianisme social et se diversifie avec l'arrivée d'églises adventiste, baptiste et de l’Armée du salut. Finalement, Lille serait aujourd'hui la principale zone d'implantation du protestantisme dans le Nord. Une église anglicane, la Christ Church de Lille, célèbre les offices en anglais.
À la suite des prédications de Douglas Scott en 1932, ce qui allait devenir la plus grosse église pentecôtiste s'est implantée à Lille. Longtemps située dans un grand bâtiment jaunâtre de la rue de Solférino donnant sur la place Sébastopol, elle a déménagé à Wasquehal afin de faire face à l'accroissement rapide du nombre de ses fidèles.

#### Orthodoxe
Une petite communauté russe orthodoxe se constitua à Lille après la révolution bolchevique de 1917. La paroisse Saint-Nicolas — qui dépend actuellement de l'archevêché des églises orthodoxes russes en Europe occidentale, juridiction du Patriarcat de Moscou — fut fondée en 1925. En 1935, la communauté comptait environ cent trente membres; et, en 1936, dans le quartier de Fives, l’église Saint-Nicolas fut érigée ; la superficie de ses locaux, rue Necker, a été doublée après des travaux de rénovation et d'embellissement, inaugurés en 2017. Jusqu’au début des années 1950, elle accueillait également les fidèles grecs orthodoxes avant qu’ils ne disposent de leur propre lieu de culte, l’église Saint-Paul dans le Vieux-Lille.

Plus récentes, existent dans l'agglomération lilloise, trois communautés orthodoxes ayant émergé dans les années 2000 et 2010 :
- la paroisse Saint-Jean-Baptiste, dépendant de la métropole orthodoxe roumaine d'Europe occidentale et méridionale, hébergée actuellement dans la chapelle Saint-Joseph, de la paroisse Saint-Augustin;
- la paroisse saint Karas (en), du Diocèse de Paris et du Nord de la France, dépendant du Patriarcat orthodoxe copte, avec pour lieu de culte l'église Saint-Vincent-de-Paul;
- et la paroisse Saint-Milutin[179], dépendant de l'Éparchie d'Europe occidentale[180] de l'Église orthodoxe serbe à Marcq-en-Barœul.

#### Judaïque
Déjà présente à Lille depuis le Moyen Âge, la communauté juive locale a ses premières traces officielles datant de la fin du XVIIIe siècle, après la Révolution. Celle-ci se vit croître par la sédentarisation de colporteurs venus des Pays-Bas ou d’Allemagne accompagnés par leur famille. Elle restait cependant très réduite ; de l’ordre de quelques dizaines de familles au début du XIXe siècle. Un local est loué en 1807 pour y établir une première synagogue puis celle-ci est relocalisée dans la rue des prisons en 1837. Les effectifs de la communauté doublent probablement entre 1810 et 1870 avant de connaître un essor plus significatif à partir de 1871 avec l’arrivée de réfugiés alsaciens et lorrains. Elle sera suivie de l’arrivée de juifs d’Europe centrale et orientale à partir de 1890. Lille devient le siège consistorial du Nord en 1872 et, en 1885, le conseil municipal de Lille concède un terrain rue Jean-Bart pour la construction d’une synagogue à la mesure des besoins de la communauté. Elle est inaugurée en 1891. La communauté aura à souffrir d’un certain antisémitisme lors de l’affaire Dreyfus puis des lois de ségrégation et de la grande rafle du 11 septembre 1942 pendant l’occupation allemande. Actuellement, la communauté juive de Lille et ses environs compterait environ 3 000 membres.

#### Musulman
Une communauté musulmane se constitue à Lille dès le lendemain de la Première Guerre mondiale. Cependant, le fait religieux ne commence à prendre de l’ampleur qu’au cours des années 1960 et une première mosquée officielle, la mosquée El-Forkane, voit le jour en 1972. Elle est installée dans une ancienne chapelle dominicaine, prêtée par les sœurs, qui est plus tard rachetée par une association de la communauté musulmane. Depuis lors plusieurs mosquées ont été créées et Lille en compte aujourd’hui une douzaine. La grande mosquée, la mosquée Al-Imane, a été fondée en 1982. C’est là que s’est installé, en 2003, le lycée Averroès, premier lycée musulman de France. Elle accueille aussi l’Institut Culturel Al-Imane qui dispense notamment des cours de langue arabe et de religion. Lille compte également, depuis 2006, un institut supérieur de sciences humaines et de théologie musulmane, l’Institut Avicenne de sciences humaines.

#### Témoins de Jéhovah
Les Témoins de Jéhovah sont arrivés à Lille, par l'Angleterre, au début du XXe siècle et possèdent maintenant un lieu de culte hébergeant trois congrégations. Ils organisent des conventions annuellement. Depuis 2016, ils font du prosélytisme passif en s'installant à certains carrefours piétonniers de Lille (places de la République et Richebé, place du Théâtre, place François Mitterrand) et en présentant leur revue, La Tour de garde ainsi que leur version de la Bible.

#### Culte antoiniste
Le culte antoiniste possède un temple de style art déco situé au 23, boulevard Montebello, lequel a été dédicacé le 10 novembre 1946. Il existait un autre temple sur l'ancienne commune Hellemmes-Lille, construit en 1925 dans la rue Jean-Bart et qui a disparu après un sinistre pendant la Seconde Guerre mondiale.

### Médias

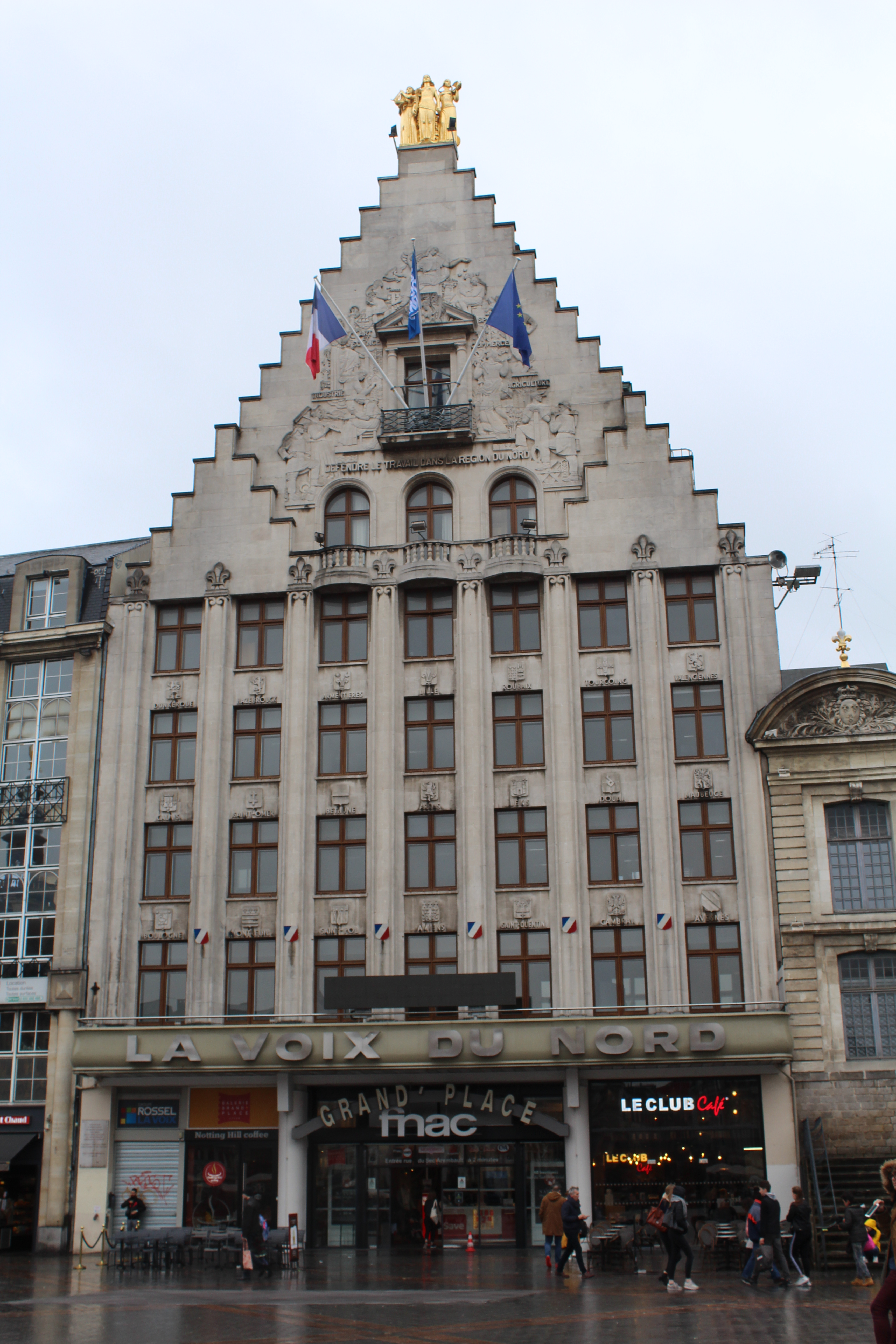
La façade de l'immeuble de La Voix du Nord.

#### Presse locale
Le siège du principal opérateur régional, le groupe La Voix du Nord, est situé sur la Grand'Place de Lille. Il édite notamment les quotidiens régionaux La Voix du Nord, tiré à 300 000 exemplaires dans 24 éditions locales, et Nord éclair, tiré à 35 000 exemplaires dans cinq éditions locales, ainsi que le journal d'information gratuit Direct Lille Plus, diffusé à environ 50 000 exemplaires.
Une édition locale des journaux gratuits 20 minutes et Metronews est distribuée dans Lille.
À côté des grands opérateurs régionaux, Lille bénéficie de nombreuses initiatives locales, telles que le journal La Brique, Liberté Hebdo Lille, illico! (anciennement Presto!) ou le magazine Pays du Nord.

#### Télévision locale
Le groupe possédait par ailleurs C9 Télévision, qui a diffusé sur le câble dans la majeure partie de la métropole lilloise jusqu'en avril 2009 avant d'être remplacée par la nouvelle chaîne régionale de la TNT, Wéo basé dans le quartier du Nouveau Siècle. Depuis le 15 avril 2009, la ville reçoit Grand Lille TV, une seconde chaîne locale de la TNT, renommé depuis peu BFM Grand Lille.
Lille accueille également l'une des antennes régionales de France 3 Hauts-de-France, France 3 Nord-Pas-de-Calais.

#### Radios locales
Sur le plan radiophonique, la ville est couverte par de nombreuses stations locales :
- 87.8 France Bleu Nord : radio locale publique du réseau France Bleu couvrant le Nord et le Pas-de-Calais. Elle est aussi recevable sur 94.7 FM dans toute la région grâce au site de Bouvigny-Boyeffles, dans le Pas-de-Calais.
- 89.2 RTL2 Nord : déclinaison locale du réseau national RTL2 pour le Nord.
- 89.7 Radio Boomerang : radio locale associative de la MJC de Roubaix.
- 91.4 Contact FM : radio régionale des Hauts-de-France, elle était réputée à l'origine pour sa programmation axée sur la dance. En 2014, elle a adopté un format "hits" depuis son rachat par La Voix du Nord validé par le CSA en 2012.
- 92.0 Europe 2 Lille : déclinaison locale du réseau Europe 2 pour le Nord-Pas-de-Calais.
- 93.9 Chérie FM Nord : déclinaison locale de Chérie FM pour Lille et ses environs.
- 94.3 Skyrock Nord : déclinaison locale de Skyrock pour le Nord et le Pas-de-Calais.
- 95.3 Galaxie Radio : radio locale consacrée aux musiques électroniques, elle émet depuis ses locaux à Wattrelos.
- 96.0 RFM Nord : déclinaison locale d'RFM pour le Nord et le Pas-de-Calais.
- 97.1 RCF Nord de France (Radio TO) : radio locale associative adhérente au réseau RCF.
- 97.6 Métropolys : radio régionale commerciale des Hauts-de-France.
- 99.0 RCV (Radio Cité Vauban) : radio locale associative du boulevard Vauban de Lille. Elle partage son antenne avec RPL où elle émet de 17 h à 5 h du matin.
- 99.0 RPL (Radio Pacot Lambersart) : radio locale associative de Lambersart. Elle partage sa fréquence avec RCV où elle émet de 5 h du matin à 17 h.
- 99.4 Pastel FM : radio locale associative basée à Roubaix.
- 99.8 Mona FM : radio locale commerciale d'Armentières.
- 101.3 NRJ Lille : déclinaison locale d'NRJ pour Lille et ses environs.
- 106.6 Radio Campus Lille : radio campus de l'Université de Lille, située à Villeneuve-d'Ascq dans le campus Cité Scientifique.

Plusieurs radios belges peuvent également être captées, en particulier les stations publiques de la RTBF (francophones) et de la VRT (néerlandophones). Les radios musicales belges flamandes sont d'ailleurs très prisées par les jeunes, car réputées en avance sur leurs consœurs françaises, comme Studio Brussel (102.1 FM) ou MNM (101.5 FM).

## Économie

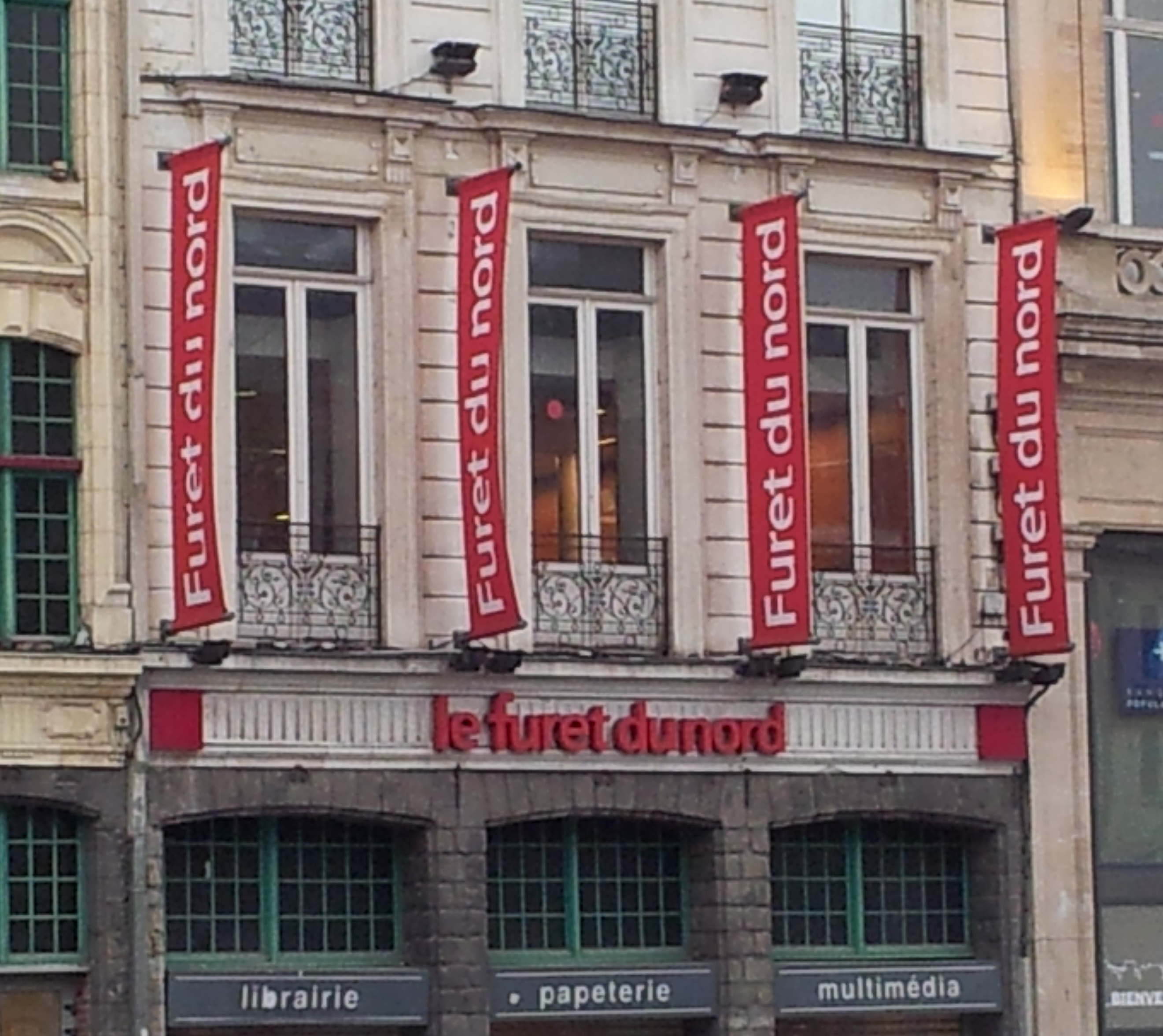
Le Furet du Nord, la plus grande librairie d'Europe.

Historiquement, Lille dispose d’un très riche passé industriel et commercial, en particulier dans les domaines de l’agro-alimentaire avec ses moulins et ses brasseries, du textile autour de la filature du lin et de la transformation du coton, de la mécanique à destination notamment de l’automobile et du ferroviaire. Marques de son passé commerçant, certaines grandes enseignes françaises sont nées à Lille, tels que les magasins d'électroménager Boulanger ou encore les boulangeries Paul. C’est aussi, de longue date, un centre financier de premier plan, dans la banque et l’assurance. Mais Lille est aujourd’hui largement recentrée sur sa vocation de capitale administrative et de fournisseur de services publics ou privés aux activités environnantes. C’est pourquoi l’appréhension de l’économie locale à l’échelle de la seule commune de Lille ne revêt qu’un sens limité.

### Revenus de la population et fiscalité

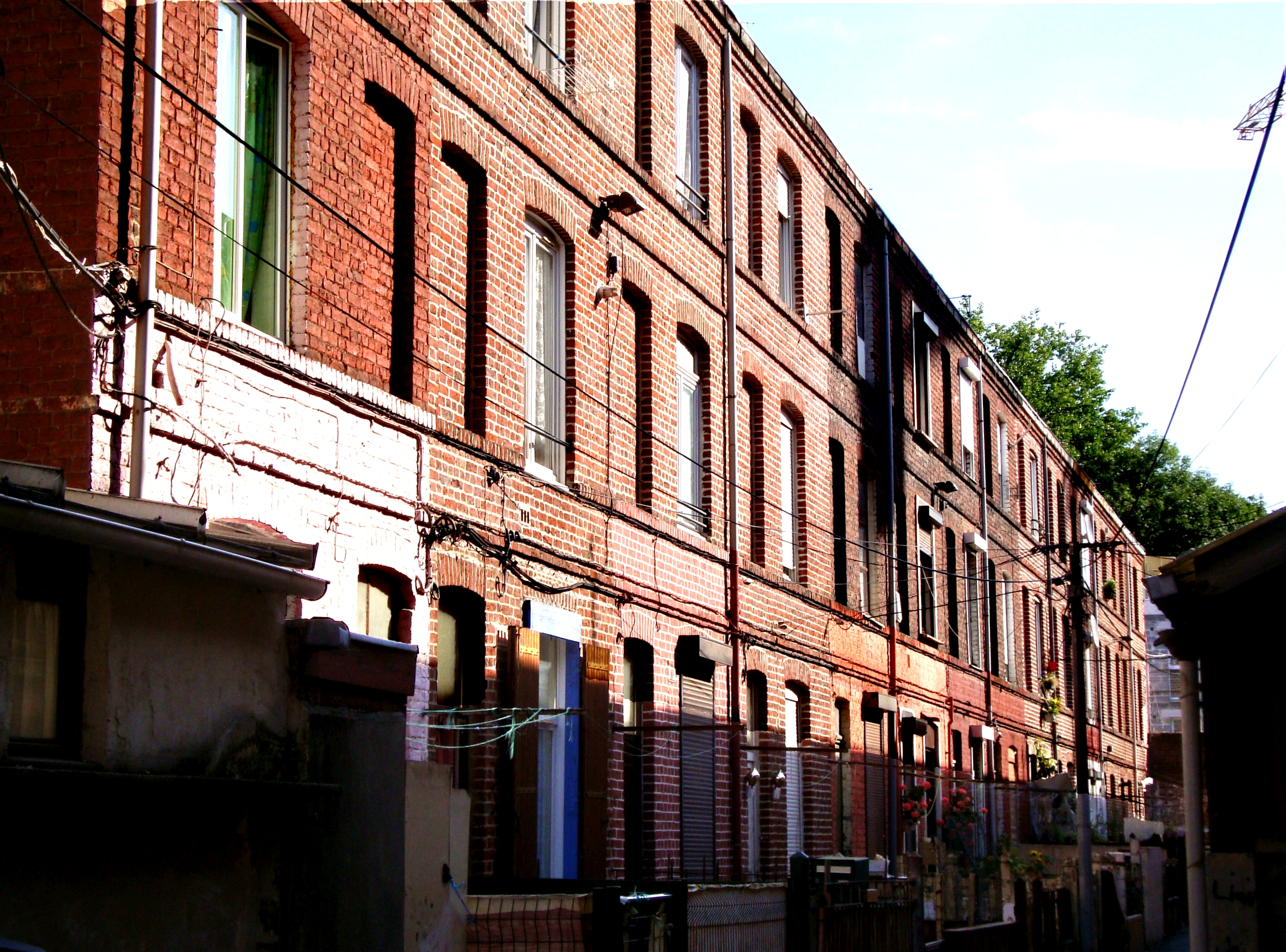
Une courée dans le quartier de Wazemmes.

Socialement, Lille a toujours été une ville de contrastes. En tant que cité marchande, lorsque l’opulence des bourgeois côtoie la précarité de la condition des artisans et la misère du petit peuple, mais surtout en tant que cité industrielle. C’est certainement la ville qui a incarné en France les ravages sociaux de l’industrialisation et la paupérisation des classes laborieuses. Lille tient ainsi une place de choix dans le Tableau de l’état physique et moral des ouvriers employés dans les manufactures de coton, de laine et de soie publié en 1840 par Louis René Villermé et c’est après un passage à Lille en 1851 que Victor Hugo écrit le poème des Châtiments « Joyeuse vie » et son célèbre vers « Caves de Lille ! on meurt sous vos plafonds de pierre ! ». Ainsi, de 1850 jusqu’à la Première Guerre mondiale, 8 à 9 % de la population lilloise, constituée d’industriels, négociants, propriétaires et professions libérales, détient entre 88 % et 91 % de la fortune de la cité tandis que les classes populaires, qui représentent près des deux tiers de la population, n’en contrôlent qu’une part inférieure à 1 %.
En 2007 encore, le revenu fiscal moyen des ménages par UC est le plus faible des principales villes françaises et inférieur de plus de 2 600 € à la moyenne nationale. L’éventail des revenus y est par ailleurs très ouvert, le rapport entre le seuil des 10 % de revenus fiscaux les plus élevés (34 676 € par UC) et le seuil des 10 % de revenus fiscaux les plus faibles (2 609 € par UC) atteignant 13,3 (contre 5,4 pour l'ensemble de la France métropolitaine).
L'ampleur de cet écart provient du nombre des foyers à très faible revenu : le seuil du 1er décile se situe à 6 573 € par UC au niveau national, 2,5 fois au-dessus du seuil lillois. Ainsi, en 2007, plus de 35 % des foyers fiscaux lillois présentent un revenu inférieur à 9 400 €, soit 8,5 points de plus qu’au niveau national, et seuls 48,6 % des foyers fiscaux sont imposables, soit cinq points de moins qu'au niveau national. Parmi les grandes villes, seules Montpellier et Marseille présentent des situations similaires. Pour autant, il existe également une classe très aisée à Lille, 1,2 % des foyers fiscaux étant redevables de l’impôt sur la fortune, pour un patrimoine moyen de près de 1,7 million d’euros.
Les disparités entre quartiers sont par ailleurs importantes : en 2002, le revenu médian s'établissait à moins de 6 800 euros par UC dans les quartiers du sud (Fives, Lille-Sud, Faubourg de Béthune), tandis qu'il dépassait 16 000 euros par UC dans les quartiers du nord-ouest (Vauban-Esquermes, Vieux-Lille et Centre).
Revenu fiscal des ménages par Unité de Consommation en 2007
| Ménages de :                  | Nombre d’UC | Revenu fiscal moyen | Seuil du premier décile (€) | Seuil du neuvième décile (€) | Rapport inter-déciles (9/1) |
| ----------------------------- | ----------- | ------------------- | --------------------------- | ---------------------------- | --------------------------- |
| Lille                         | 138 294     | 18 127              | 2 609                       | 34 676                       | 13,3                        |
| Métropole européenne de Lille | 703 124     | 19 248              | 4 628                       | 34 221                       | 7,4                         |
| France métropolitaine         | 40 895 697  | 20 752              | 6 573                       | 35 572                       | 5,4                         |
| Sources des données : INSEE   |             |                     |                             |                              |                             |

### Emploi
Le niveau de l'emploi lillois n'a guère évolué au cours des 40 dernières années, mais sa structure s'est profondément modifiée. À la fin des années 1960, l'industrie emploie encore quelque 50 000 personnes. En 2006, elles sont moins de 10 000. En leur sein, les activités industrielles traditionnelles ont pratiquement disparu et l'industrie textile ne représente plus que 350 emplois. Les qualifications employées se sont aussi fortement modifiées : l'emploi industriel est en 2006 constitué pour près de moitié de cadres et professions intermédiaires, en premier lieu administratives ; l'emploi ouvrier n'en représente plus que 38 %. L'essentiel de l'emploi ouvrier est à présent de type artisanal, dans la construction et les services.
Emploi au lieu de travail Lille-Hellemmes-Lomme de 1968 à 2006
| Secteur d’emploi            | 1968    | 1975    | 1982    | 1990    | 1999    | 2006    |
| --------------------------- | ------- | ------- | ------- | ------- | ------- | ------- |
| Agriculture                 | 340     | 240     | 144     | 116     | 175     | 216     |
| Industrie & BTP             | 51 900  | 43 500  | 34 588  | 22 406  | 15 351  | 13 958  |
| Tertiaire                   | 91 992  | 103 790 | 107 916 | 114 992 | 122 736 | 136 881 |
| Total                       | 144 232 | 147 530 | 142 648 | 137 514 | 138 262 | 151 055 |
| Sources des données : INSEE |         |         |         |         |         |         |

Le secteur tertiaire, qui représentait 64 % des emplois en 1968, en représente 91 % en 2006. Les deux premiers employeurs sont l'administration publique et la santé et action sociale avec environ 24 000 emplois chacun. Viennent ensuite l'éducation avec 13 000 emplois et les activités de conseil et d'assistance aux entreprises avec plus de 10 000 emplois. Le commerce de détail et les activités financières représentent également près de 10 000 emplois pour le premier et de 9 000 pour les secondes, tandis que les services opérationnels aux entreprises et les transports en représentent près de 8 000 chacun.
Dans cet ensemble, les cadres et employés de la fonction publique représentent plus de 55 000 salariés, soit environ 40 % des cadres et professions intellectuelles supérieures, professions intermédiaires et employés. Les autres emplois sont principalement occupés par des cadres administratifs, commerciaux ou techniques d'entreprise (12 500), des professions intermédiaires administratives d'entreprise (15 000) et des employés administratifs d'entreprise (13 500). Les employés de commerce et le personnel de services aux particuliers représentent aussi environ 7 000 emplois chacun.
Parallèlement, la population active lilloise s'établissait en 2006 à 107 931 personnes, parmi lesquelles 89 784 ayant un emploi.
Répartition de la population active par catégorie socio-professionnelle en 1968 et 2006
|                             | Agriculteurs | Agriculteurs | Artisans, commerçants, chefs d'entreprise | Artisans, commerçants, chefs d'entreprise | Cadres, professions intellectuelles | Cadres, professions intellectuelles | Professions intermédiaires | Professions intermédiaires | Employés | Employés | Ouvriers | Ouvriers |
| --------------------------- | ------------ | ------------ | ----------------------------------------- | ----------------------------------------- | ----------------------------------- | ----------------------------------- | -------------------------- | -------------------------- | -------- | -------- | -------- | -------- |
|                             | 1968         | 2006         | 1968                                      | 2006                                      | 1968                                | 2006                                | 1968                       | 2006                       | 1968     | 2006     | 1968     | 2006     |
| Lille                       | 0,1 %        | 0,0 %        | 10,2 %                                    | 3,0 %                                     | 7,1 %                               | 22,7 %                              | 15,7 %                     | 27,2 %                     | 29,8 %   | 28,7 %   | 37,1 %   | 18,5 %   |
| MEL                         | 1,3 %        | 0,3 %        | 9,5 %                                     | 3,8 %                                     | 5,5 %                               | 16,7 %                              | 15,0 %                     | 25,5 %                     | 24,7 %   | 29,1 %   | 44,1 %   | 24,7 %   |
| France entière              | 12,2 %       | 1,9 %        | 9,6 %                                     | 5,7 %                                     | 5,1 %                               | 14,4 %                              | 12,3 %                     | 23,9 %                     | 22,7 %   | 29,6 %   | 38,1 %   | 24,6 %   |
| Sources des données : INSEE |              |              |                                           |                                           |                                     |                                     |                            |                            |          |          |          |          |

La sociologie des actifs lillois a logiquement suivi celle des emplois, mais la rapidité de la restructuration du tissu industriel de la ville se traduit par un taux de sans emploi régulièrement supérieur de plusieurs points à la moyenne nationale depuis la fin des années 1970, en particulier parmi les populations ouvrières (4,3 % des cadres et professions intellectuelles supérieures sont sans emploi en 2006, taux conforme à la moyenne nationale (4,1 %), quand c'est le cas de 28 % des ouvriers, soit 13 points de plus qu'au niveau national (15,1 %)).
Part des sans emploi dans la population active de 1968 à 2006
|                             | 1968  | 1975  | 1982   | 1990   | 1999   | 2006   |
| --------------------------- | ----- | ----- | ------ | ------ | ------ | ------ |
| Lille                       | 2,9 % | 4,6 % | 10,3 % | 14,6 % | 16,9 % | 15,2 % |
| MEL                         | 2,4 % | 3,8 % | 8,8 %  | 12,4 % | 14,3 % | 13,2 % |
| France entière              | 2,1 % | 3,8 % | 7,4 %  | 10,1 % | 11,7 % | 10,6 % |
| Sources des données : INSEE |       |       |        |        |        |        |

### Entreprises et secteurs d'activité

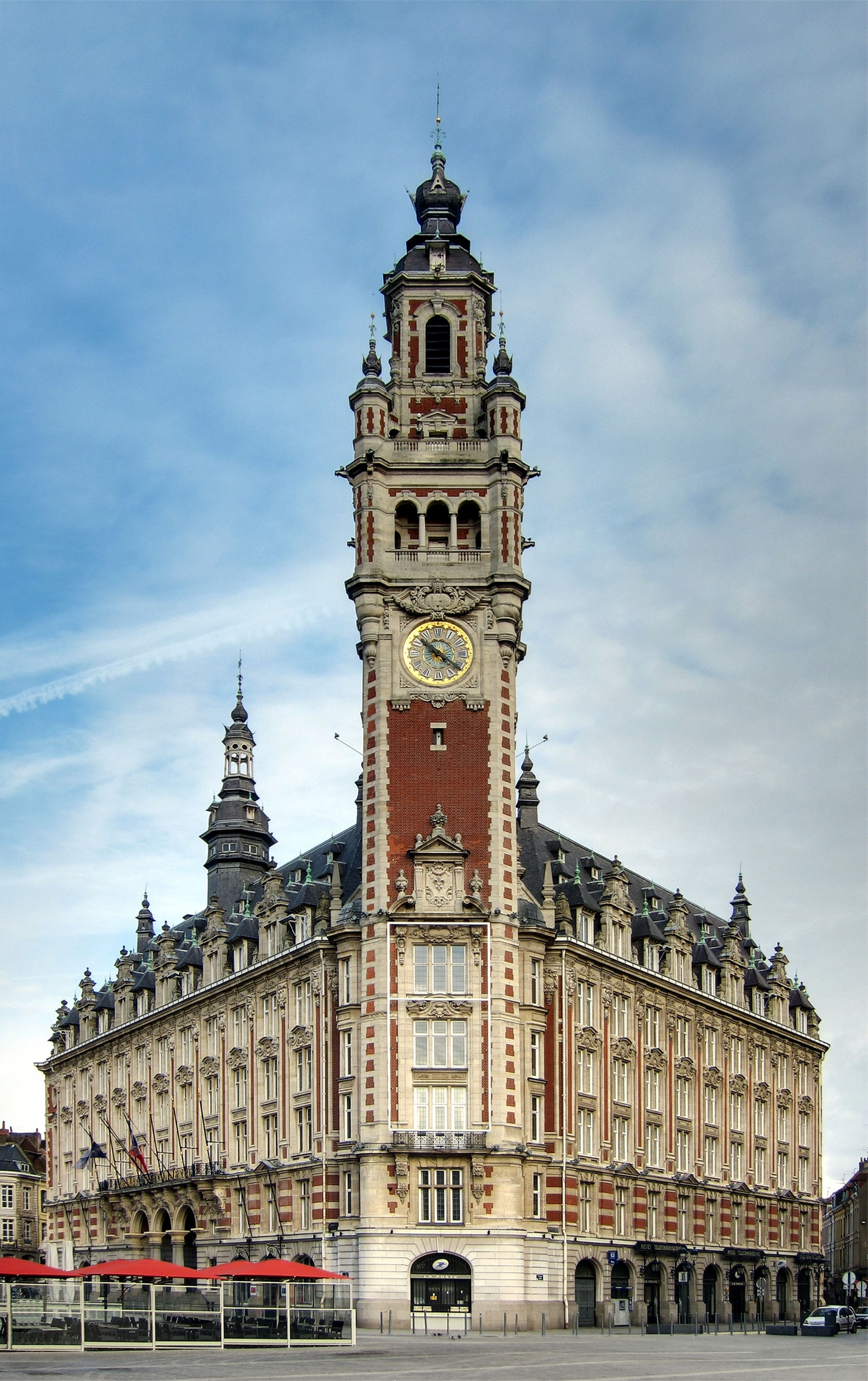
La chambre de commerce et d'industrie des Hauts-de-France.

Lille est le siège de la Chambre de commerce et d'industrie de la région Hauts-de-France. La ville est également le siège de la Chambre de commerce et d'industrie du Grand Lille. Elle gère le port fluvial, l’aéroport de Lille - Lesquin, l'aéroport de Merville - Calonne ainsi que plusieurs écoles de formation supérieure et le CFA.
En 2007, Lille compte près de 21 000 établissements, soit 31 % des établissements de la métropole. Les plus nombreux sont les établissements de commerce et de services aux entreprises (respectivement 4 265 et 4 087). Les établissements de l'industrie et de la construction sont en revanche relativement peu représentés (respectivement 819 et 758) et de petite taille (respectivement 17 et 8 salariés en moyenne). À l'inverse, les établissements de l'administration et de l'éducation, la santé et l'action sociale sont très représentés et de taille importante (respectivement 1 770 et 59 salariés en moyenne et 3 217 et 43 salariés en moyenne). Les activités immobilières et des services aux particuliers sont aussi particulièrement représentées (respectivement 1 771 et 3 075 établissements).
Proportionnellement, la part des établissements de services aux entreprises est particulièrement importante. Très diversifiés, ils couvrent de grandes entreprises (La Poste, France Télécom, Forclum, Apave, etc.) mais aussi un grand nombre de moyennes et petites entreprises dans les activités informatiques, l'administration d'entreprises, la publicité et les études de marché, l'architecture et l'ingénierie, les services professionnels et le contrôle, la sécurité, le nettoyage et les services divers aux entreprises.

#### Secteur secondaire
Lille affirme sa vocation manufacturière dès le XVIe siècle, particulièrement dans le domaine textile avec l'expansion de la sayetterie (fabrication d'étoffes légères en laine peignée) et de ses filatures de lin, puis de coton. Au début du XIXe siècle, l’avènement de la machine à vapeur et les importants gisements de charbon de la région permettent à la ville de développer une importante industrie textile (en particulier dans les quartiers de Wazemmes et Lille-Moulins) et mécanique (à Fives, Hellemmes, Bois Blancs).

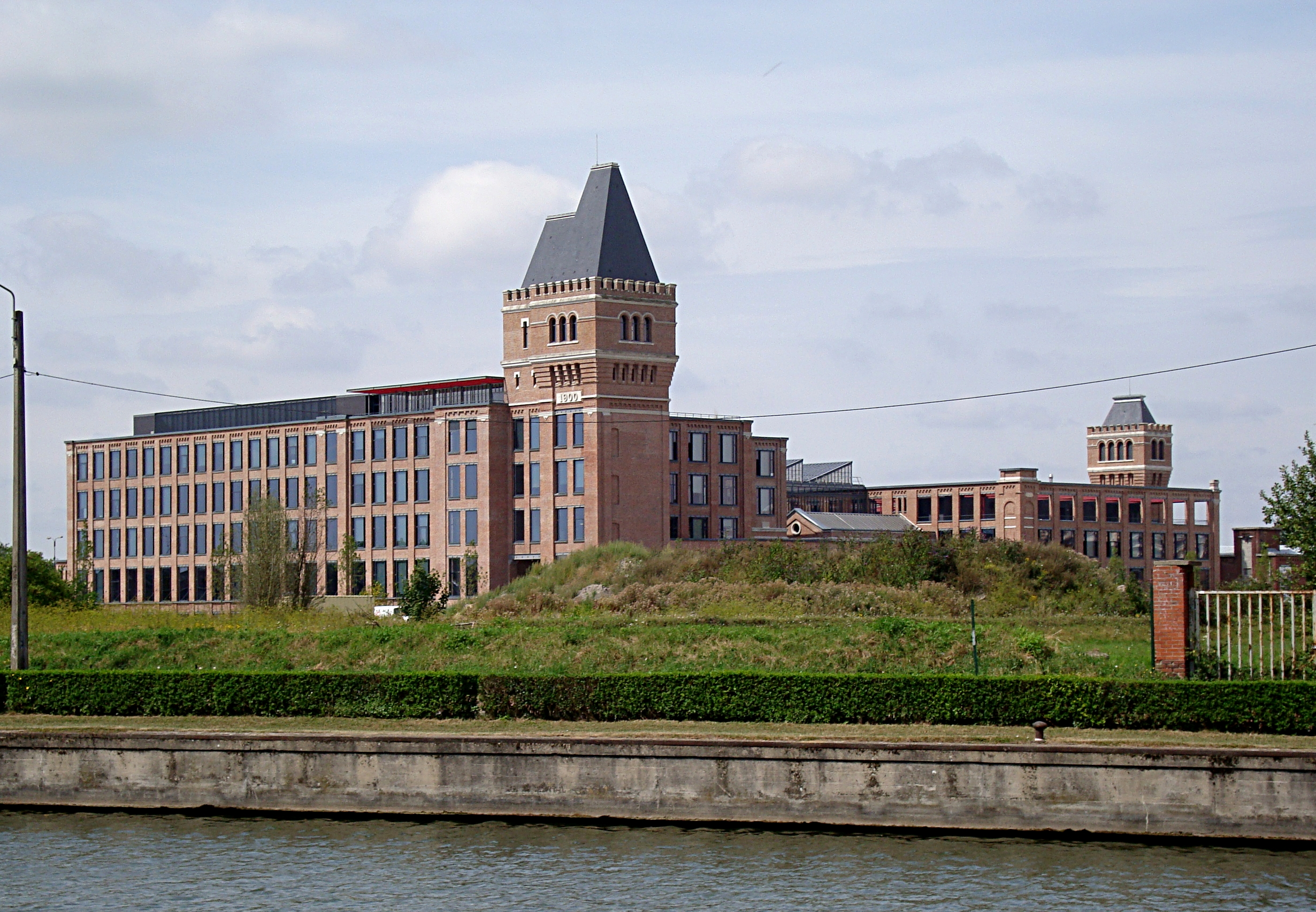
Le site d'EuraTechnologies.

Les patrons du Nord, ardents défenseurs de la mono-industrie, se sont longtemps opposés à toute tentative de diversification. Or, ces activités traditionnelles, mal préparées, entrent en crise profonde au début des années 1970. À la crise pétrolière de 1973 s'ajoute dans la région une crise charbonnière qui affecte directement l’industrie mécanique, telle Fives Cail (8 000 employés sur Fives). Puis vient celle du textile français qui va conduire à sa quasi-disparition du paysage économique lillois. Aujourd’hui quelques friches textiles ont connu une belle reconversion comme la faculté de Droit de l'Université de Lille, la maison folie de Wazemmes, le théâtre du Prato ou le site d'EuraTechnologies.
Ces activités industrielles ne sont donc plus qu'un souvenir et l'industrie lilloise est aujourd'hui essentiellement représentée par des sièges sociaux et quelques dizaines de PMI, notamment dans les secteurs de la pharmacie et des biotechnologies. Lille héberge en effet le plus grand complexe hospitalo-universitaire d’Europe avec Eurasanté, parc d’activités de 130 hectares consacré aux secteurs de la santé et des biotechnologies, qui accueille une centaine d'entreprises.

#### Secteur tertiaire
Pour faire face au déclin des activités industrielles, Lille a cherché à développer des activités tertiaires, notamment sous l’impulsion de Pierre Mauroy qui a favorisé la desserte de Lille par le réseau de lignes à grande vitesse et lancé le projet de centre d’affaires Euralille. Lille est sur la voie de cette reconversion depuis maintenant deux décennies.

##### Commerce

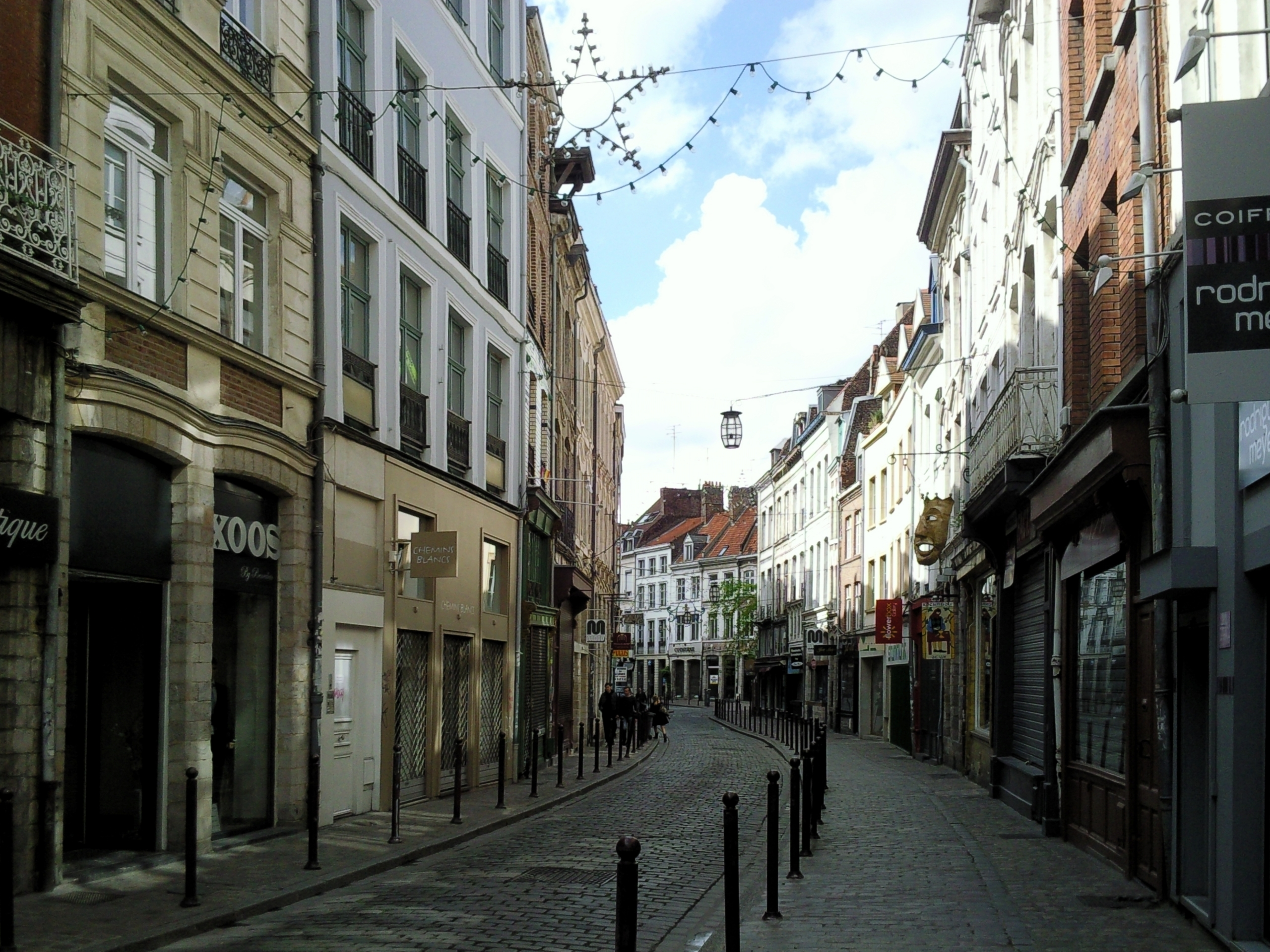
La rue de la Clé, l'une des rues commerçantes du Vieux-Lille.

La place centrale qu'occupe la ville au sein de la métropole en fait un centre d'attraction particulièrement favorable aux activités commerciales. Lille compte ainsi 4 500 établissements du commerce et de l'artisanat.
La partie sud du Vieux Lille, qui hébergeait encore dans les années 1970 les populations les plus déshéritées de la ville, accueille désormais les commerces de luxe où sont commercialisées la plupart des grandes marques d'équipement de la personne et du foyer.
La plupart des grandes enseignes de distribution restent présentes à Lille, dans le quartier du centre : le Printemps, la Fnac, le Furet du Nord, etc., mais parallèlement, de nombreuses enseignes ont fermé ces dernières années pour s'implanter en dehors de Lille (Darty à Villeneuve-d'Ascq ou les Galeries Lafayette à Roubaix).
Dans la grande distribution, Carrefour a implanté un magasin dans le centre commercial d'Euralille, qui accueille par ailleurs environ 120 commerces, et un autre dans le centre commercial de Lomme, qui comprend également 35 boutiques, à côté d'un magasin Ikea. Une autre galerie marchande, le centre commercial Les Tanneurs, est située dans le centre. Elle héberge une cinquantaine de commerces dont un Monoprix.
Dans le commerce de gros, Lomme accueille un Marché d'intérêt national (MIN) sur 40 hectares qui est le second en France après celui de Rungis.

##### Finance et assurance
La métropole lilloise est la deuxième ou la troisième place financière de France après Paris et au coude à coude avec Lyon. À Lille même, l'essor de la ville au cours de la seconde moitié du XIXe siècle a conduit à la création de nombreuses banques mutualistes. Aujourd'hui, trois d'entre elles sont des acteurs majeurs de l'économie régionale. Il s'agit de la Banque Scalbert-Dupont (groupe CIC), du Crédit mutuel Nord-Europe (groupe Crédit mutuel) et du Crédit du Nord.
Depuis, de nombreuses directions régionales de grandes banques se sont implantées à Lille, parfois de façon importante comme Crédit lyonnais qui a fait bâtir une tour à Euralille, quartier où la Caisse d’épargne Nord France Europe a inauguré sa propre tour en 2007.
L'assurance est aussi particulièrement bien représentée. La Mondiale, Lloyd Continental, l'Union Générale du Nord et Vauban Humanis y ont installé leur siège. AXA, Cardif, la CNP, le GAN, Groupama ou la Macif y ont également installé une délégation régionale. Parmi les intermédiaires, la société Gras Savoye, fondée à Lille en 1907, est aujourd'hui la première entreprise européenne de courtage d’assurance et de réassurance.

##### Tourisme

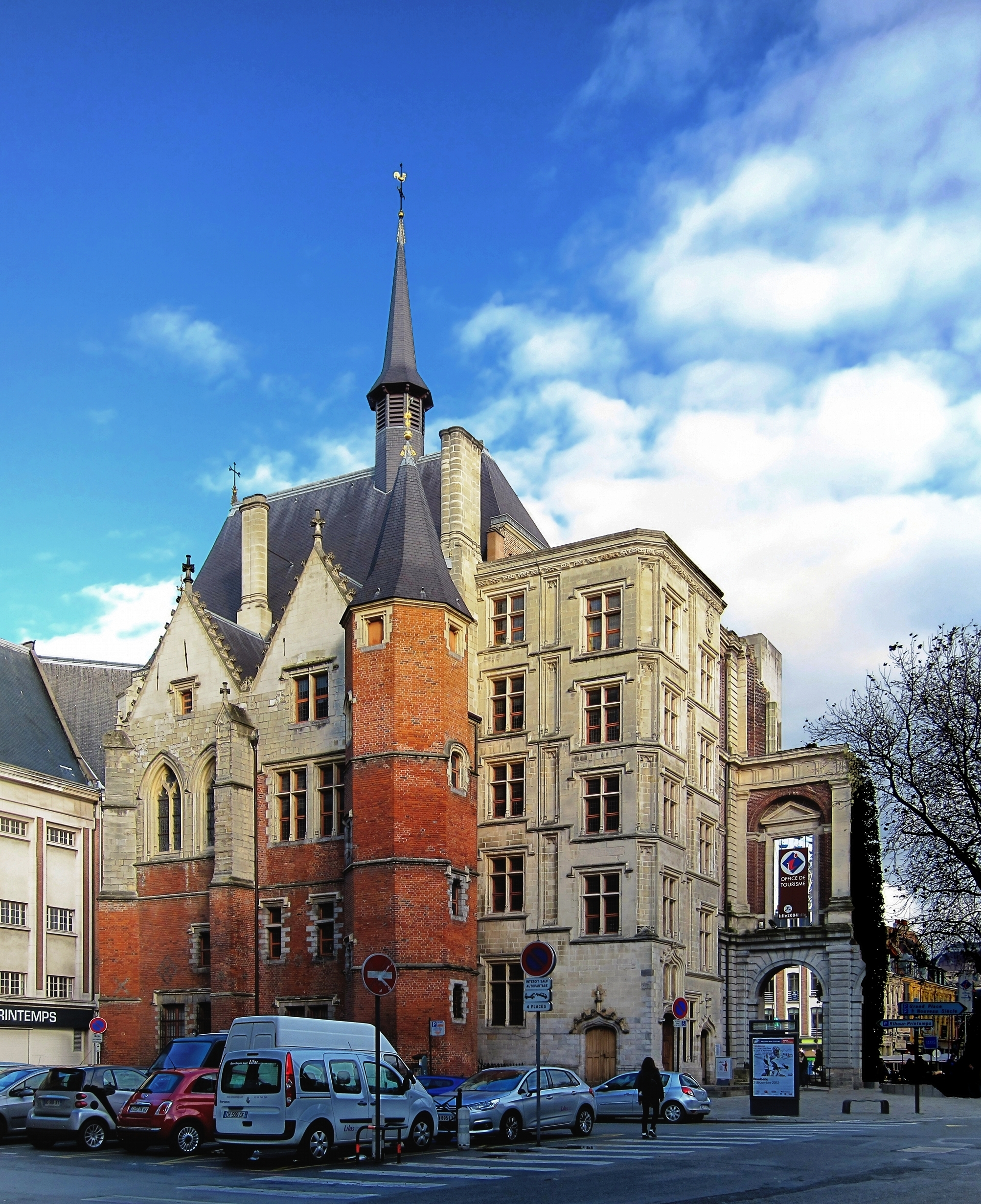
Vestiges du Palais Rihour, abritant l'office du tourisme.

Lille réussit progressivement à se défaire de son image de ville industrielle sinistrée par un important travail de remise en valeur de ses quartiers historiques et le retour d'initiatives culturelles d'ambition. Après la mise en valeur du Vieux-Lille dans les années 1980 et 1990, puis de la Citadelle et de ses abords au début des années 2000, le lancement du projet Lille 2004 (capitale européenne de la culture), a été un des événements déclencheurs du devenir de Lille comme ville touristique. Bénéficiant de son excellente desserte, elle a alors attiré un nombre croissant de visiteurs, quasi exclusivement pour des courts séjours. Avec les 750 000 personnes venues pour l’inauguration de Lille 2004, la ville a su montrer qu'elle pouvait attirer les foules avec un événement de grande ampleur. La municipalité a voulu prolonger cet élan en transformant l'opération en biennale à thèmes sous le nom de Lille 3000. Dans ce cadre, l'exposition François Pinault Fondation, qui s'est déroulée entre octobre 2007 et janvier 2008 au Tri Postal, a rencontré un vif succès et confirmé le positionnement de Lille comme ville tendance.
À côté du tourisme culturel, la ville a également développé un important tourisme d'affaires et de salons professionnels. Lille Grand Palais accueille aujourd'hui de très grands congrès.
Au 1er janvier 2009, l'offre hôtelière de Lille s'établissait à 3 074 chambres dans 46 hôtels homologués. C'est dans la catégorie deux étoiles qu'elle est la plus abondante (1 591 chambres dans 27 hôtels). L'offre de haut de gamme restait en revanche relativement limitée (330 chambres quatre étoiles et luxe). Elle s'est toutefois étoffée début 2010 avec l'ouverture du complexe Hôtel-Casino de Lille à Euralille. Cet établissement est classé 5 étoiles comme l'hôtel Hermitage Gantois. Il existe aussi quatre hôtels 4 étoiles : le Best Western Grand Hôtel Bellevue, l'hôtel Carlton, l'Alliance-Couvent des Minimes et le Crowne Plaza Hôtel Lille-Euralille.

#### Recherche

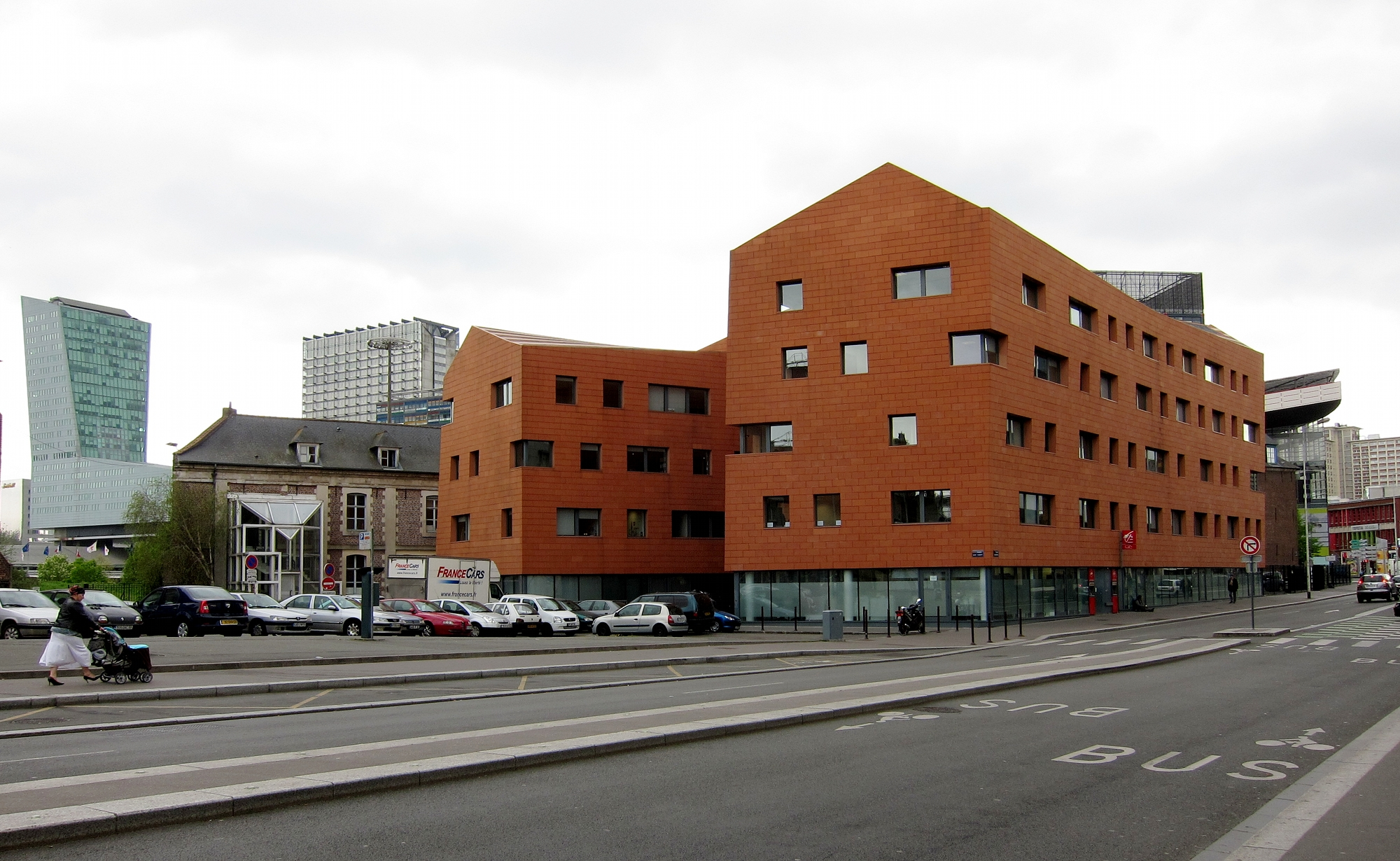
Les locaux du CNRS dans les bâtiments réaménagés de l'ancienne caserne Souham.

De nombreux organismes de recherche sont présents à Lille, en particulier la délégation Nord-Pas-de-Calais et Picardie du CNRS, la délégation régionale Lille Nord-Pas-de-Calais - Basse Normandie - Haute Normandie - Picardie de l'INSERM, le Centre de Lille - Villeneuve-d'Ascq de l'IFSTTAR, la délégation régionale de l'INRA, le Centre de Recherche Lille Nord Europe d'Inria et le Centre de Lille de l'ONERA. Ils couvrent plus de 150 laboratoires relevant d'une douzaine d'établissements.
Cinq pôles de compétitivité sont également implantés à Lille : Nutrition, Santé, Longévité (NSL), Transports ferroviaires (I Trans), Industrie du commerce (PICOM), textile (Up Tex) et Matériaux à usage domestique (MAUD).

## Culture et patrimoine
La ville de Lille a été classée Ville d’art et d’histoire le 18 juin 2004.

### Lieux et monuments

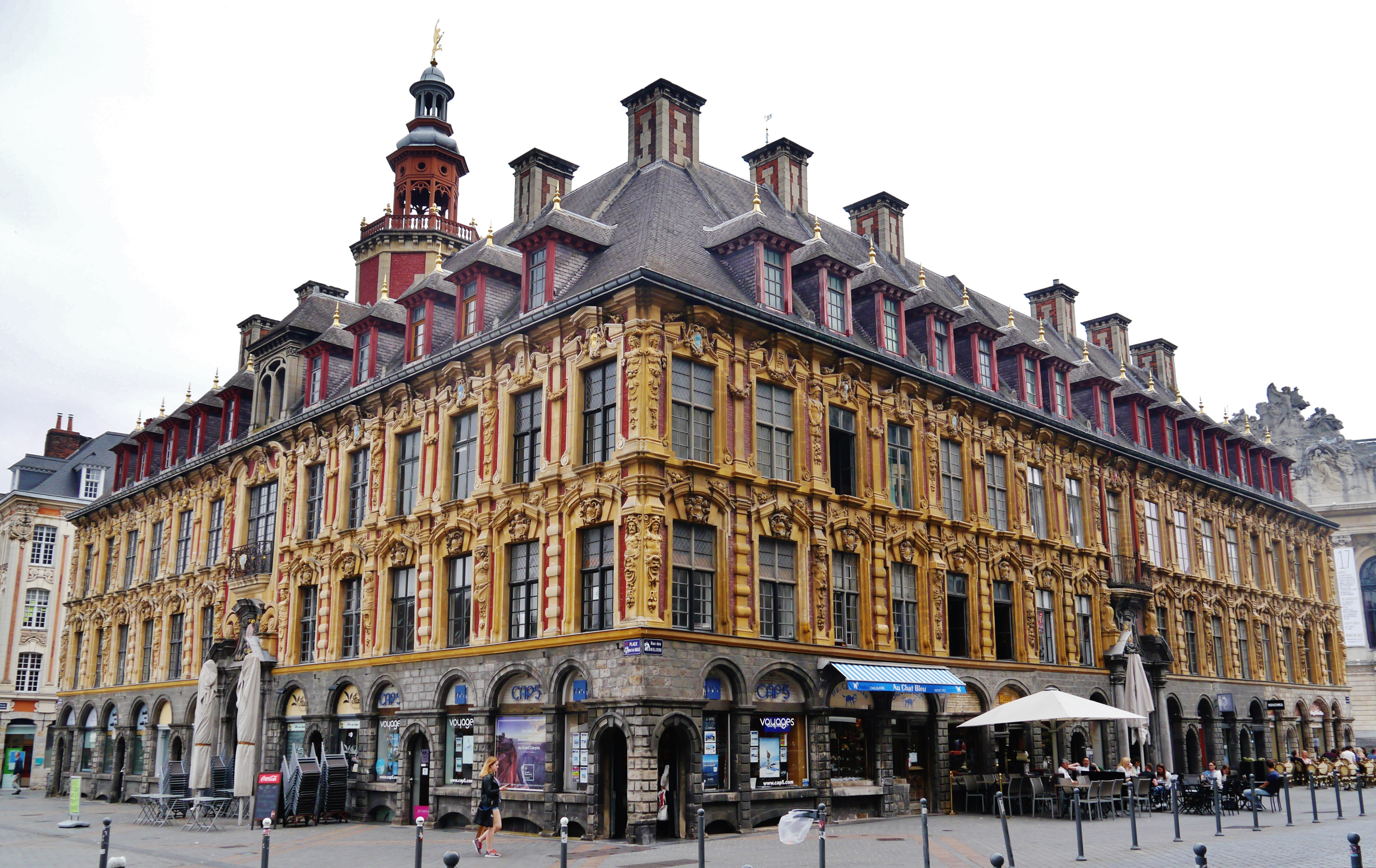
Extérieur de la Vieille Bourse, sur la Grand-Place.

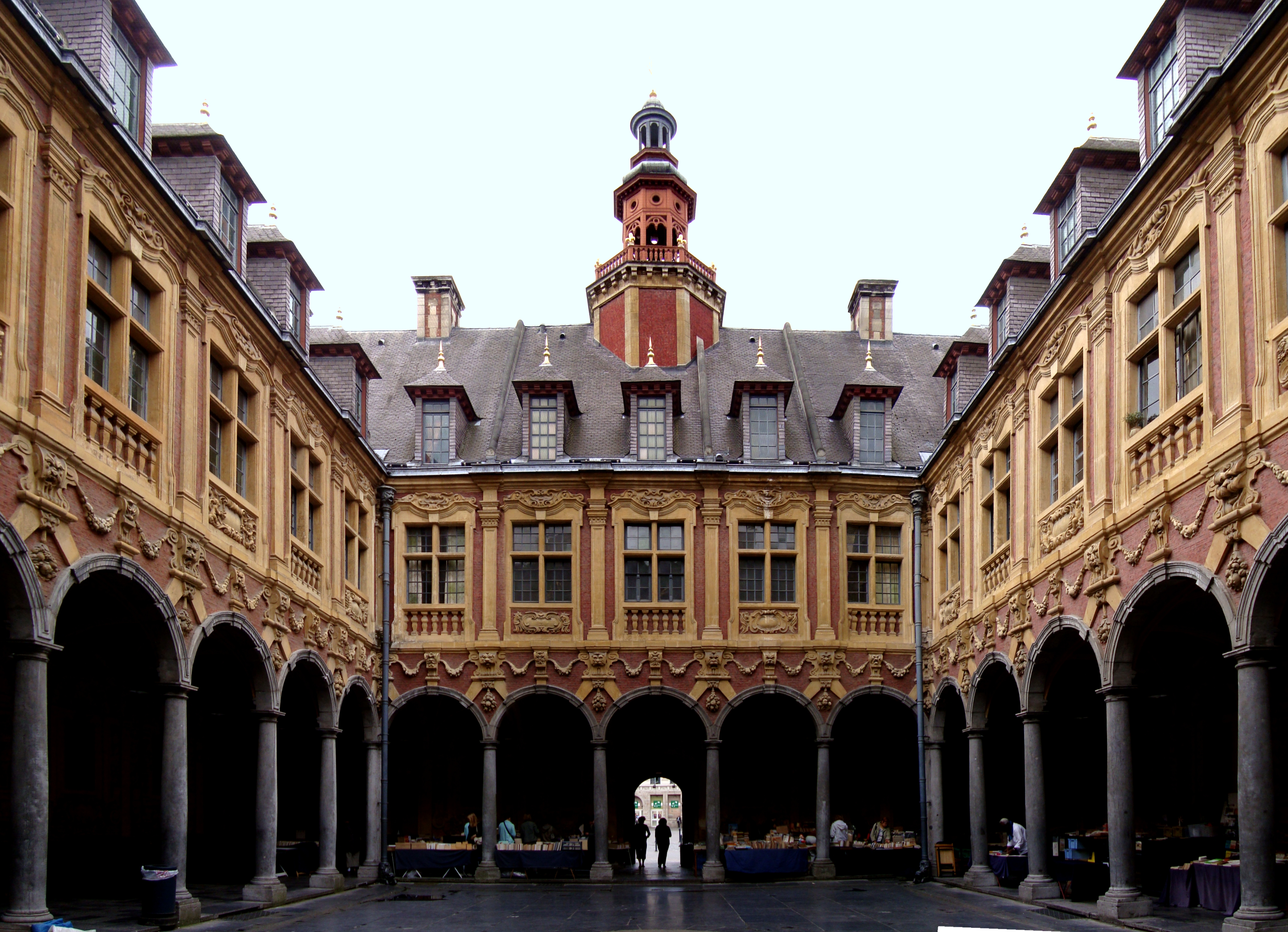
Intérieur de la vieille bourse.

Lille dispose d'un patrimoine très diversifié, en particulier du fait des nombreux conflits qui l'ont touché et ont amené des reconstructions partielles de la ville, souvent au détriment d'une unité des ensembles. Si le patrimoine architectural du Moyen Âge et de la Renaissance est désormais modeste à Lille, il devient plus étoffé à partir des styles maniériste flamand, baroque et classique français (XVIIe et XVIIIe siècles). Mais c'est le développement de la ville aux XIXe et XXe siècles qui a laissé la plus grande empreinte, avec une architecture ouvrière et industrielle spécifique en brique, mais aussi une importante architecture bourgeoise, en partie d'inspiration parisienne, avec des styles académique ou plus souvent éclectique, néo-flamand, néo-lillois, néo-gothique ou encore un art déco régionaliste. Enfin l'architecture contemporaine s'est développée dans les quartiers nouveaux ou réhabilitées.
Négligé dans l'après-guerre, le patrimoine lillois fait depuis les années 1990 l'objet de plus d'attention et la ville tente encore aujourd'hui de poursuivre les opérations de réhabilitation.

#### Patrimoine civil

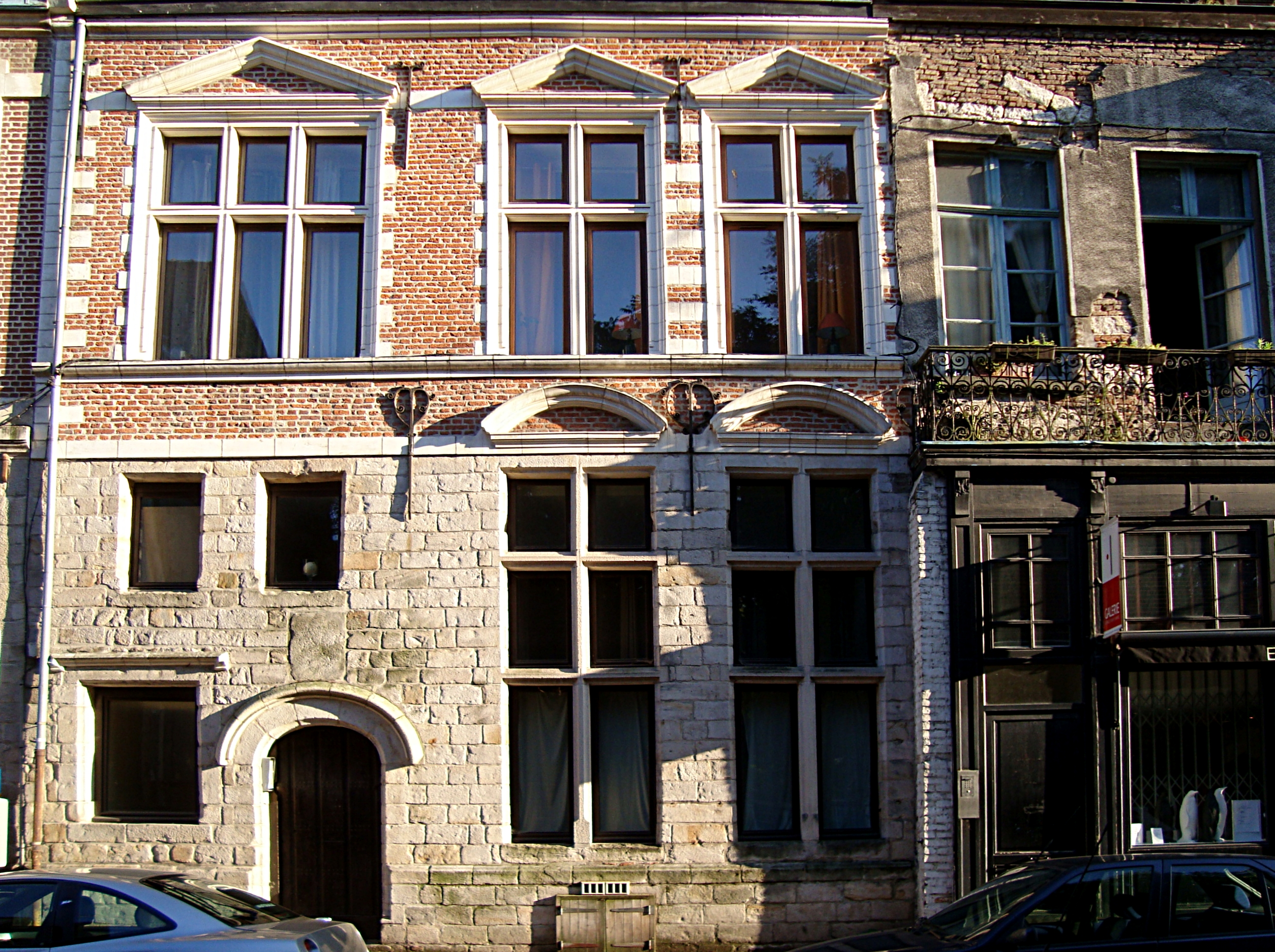
L'une des plus anciennes maisons de Lille, rue de la Barre.

De l’habitat médiéval, il ne reste que quelques caves voûtées du XIIIe siècle dans le Vieux-Lille, ainsi que des ponts romans sous la chaussée, notamment rue des Chats-Bossus, Place du Lion-d’Or, rue de la Monnaie, rue des Arts ou rue Saint Jacques. Car la ville est alors construite de maisons de bois et de torchis. De l'époque bourguignonne, il ne reste pratiquement rien non plus, si ce n'est les vestiges du Palais Rihour, édifié au cours de la seconde moitié du XVe siècle. Mais en termes d'habitat, la maison la plus ancienne de datation certaine se situe au 63-65, rue de la Barre. Elle appartenait à Jean du Bosquiel, seigneur des Planques, échevin puis rewart de Lille, et l’année 1595 est inscrite sur l’une de ses poutres.

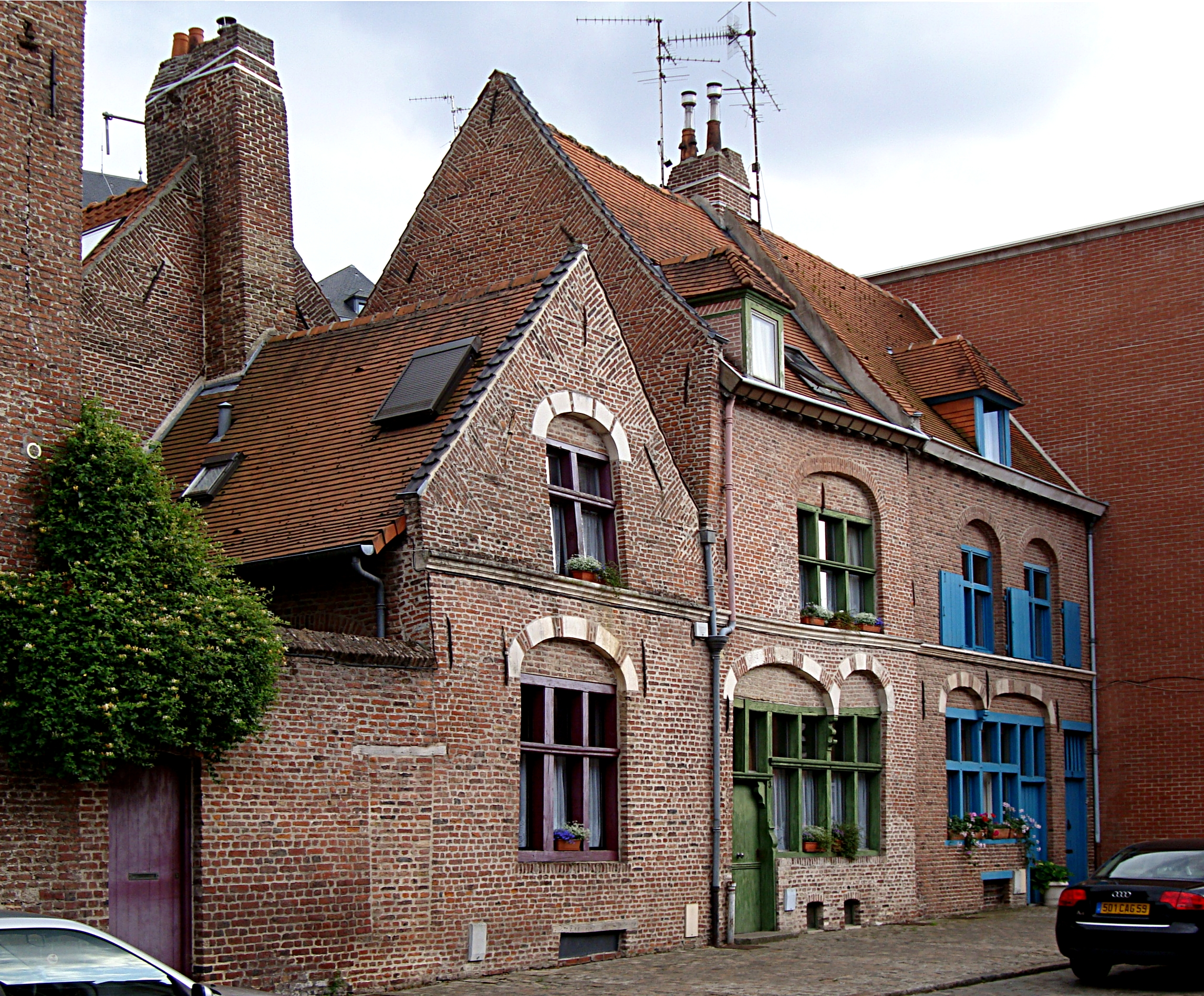
Maisons à arcures rue Benvignat.

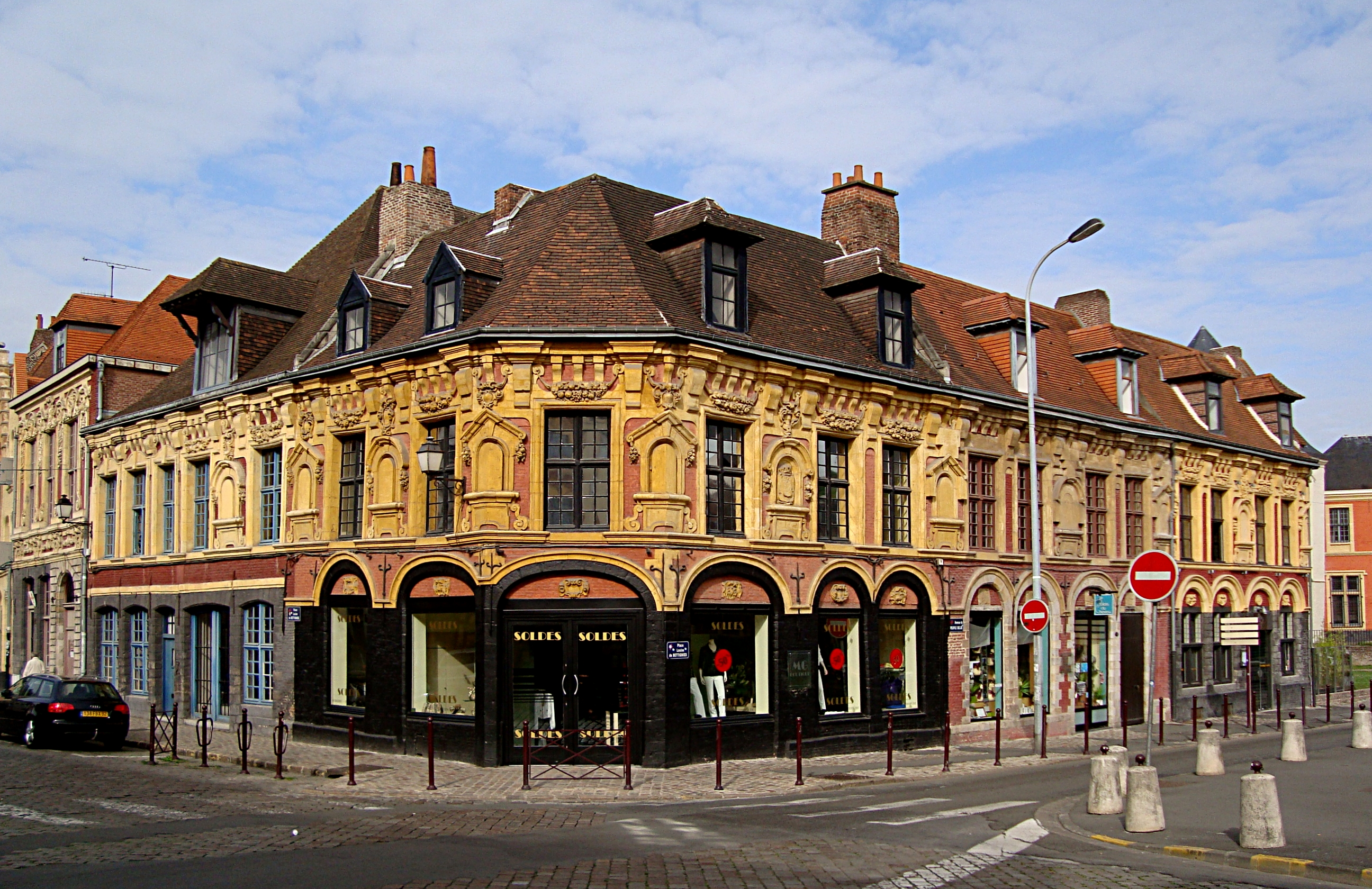
La maison de Gilles de la Boë.

Les témoignages de l’architecture Renaissance tardive de la première moitié du XVIIe siècle sont en revanche plus nombreux, car c'est à cette époque que les maisons en pans de bois sont progressivement remplacées par des maisons en briques et pierres pour lutter contre les incendies. Le type courant de la maison lilloise au début de ce siècle est la maison dite à arcures, en raison de ses arcs de décharge en forme d’anse de panier, selon un type que l'on rencontre dans de nombreuses villes des anciens Pays-Bas à cette époque. Ces maisons sont construites sur un châssis de bois surmonté de briques, les arcures incluant souvent des claveaux de pierre blanche taillés à pointe-de-diamant. Elles sont parfois couronnées de pignons à gradins typiquement flamands. Une deuxième série de bâtiments de la même époque subit l’influence du style maniériste anversois d’inspiration italienne de l’architecte flamand Wenceslas Cobergher. Sa principale réalisation est l’ancien mont-de-piété, l’hôtel du Lombard, construit rue du Lombard en 1626, mais on trouve trace de son influence dans d’autres bâtiments comme le rang des arbalétriers érigé dans les années 1630, place aux Bleuets, ou la maison des Vieux-Hommes construite en 1624, rue de Roubaix. Une troisième série de bâtiments est marquée par l’abondance de l’ornementation. La manifestation la plus célèbre de cette tendance d’inspiration flamande est la Vieille Bourse conçue par l’architecte Julien Destrée en 1652. On en trouve toutefois des exemples plus anciens, comme la maison de Gilles de la Boë de 1636, place Louise de Bettignies.

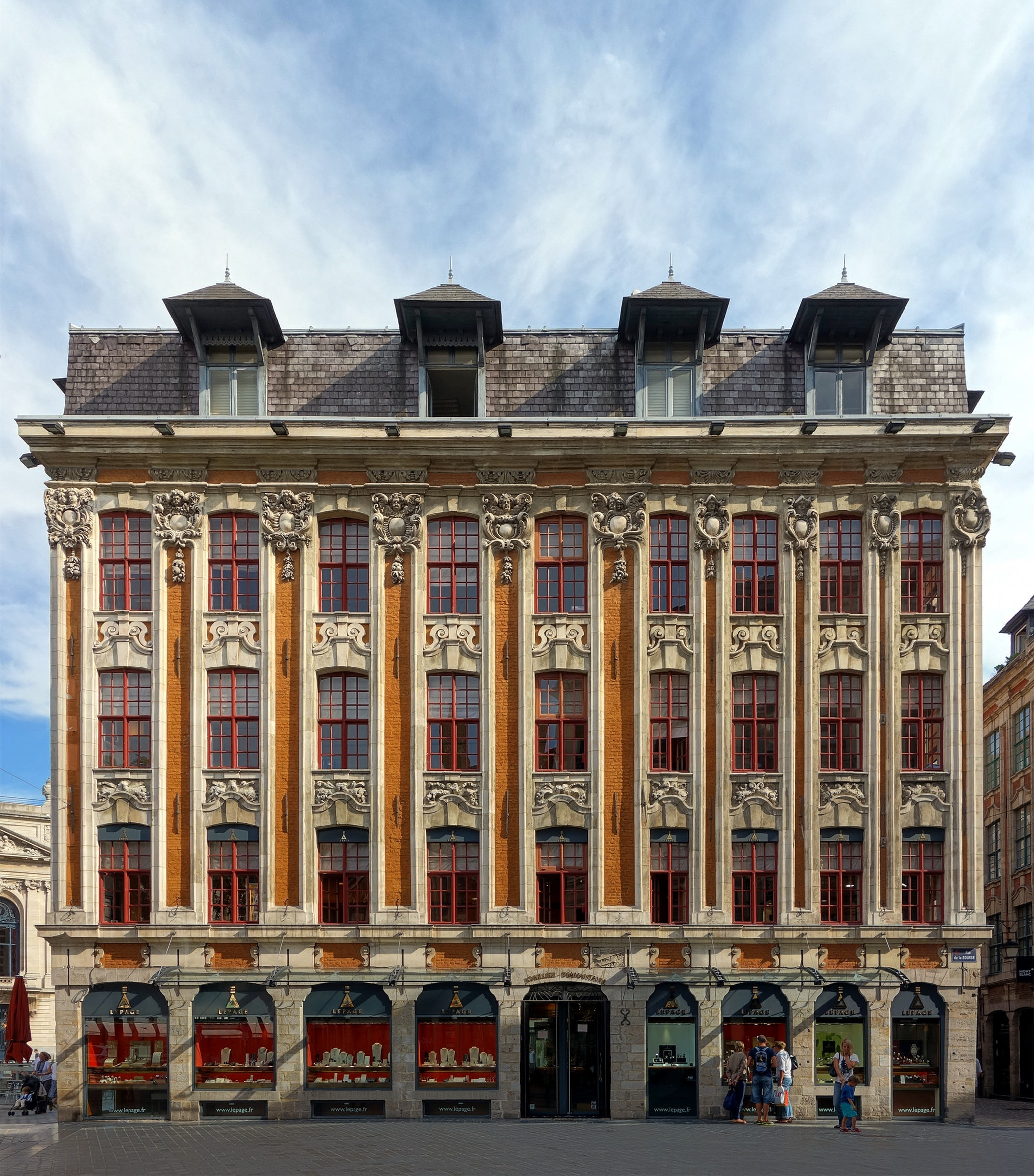
Petit côté nord-ouest du rang de Beauregard, de style « franco-lillois » constitué par la répétition de la « travée lilloise ».

Après la prise de la ville par Louis XIV en 1667, Lille devient française. Le roi charge alors les architectes, aussi bien des locaux que des envoyés, de fortifier, d'agrandir et d'embellir les villes conquises des Flandres, et notamment Lille qui devient la capitale de la province de Flandre française. Vauban agrandit et fortifie la ville, et construit la citadelle. Dans la ville elle-même, une nouvelle série de bâtiments est caractérisée par l’influence du style français mêlé avec les traditions locales. C'est la naissance d'un style de synthèse riche et original, parfois appelé « style franco-lillois », caractérisé par une certaine régularité classique, associée à la richesse décorative et à la polychromie des matériaux combinés (grès gris pour les arcades des rez-de-chaussée, craie blanche très sculptée et brique rouge pour l'élévation des étages) qui caractérisaient l'architecture flamande locale de la période précédente, qui sert de source d'inspiration. Ce style va dominer pendant plus d'un siècle et sera ensuite largement repris et réinterprété durant les siècles suivants, constituant ainsi la véritable identité architecturale lilloise. Il se manifeste sous une forme quelque peu militaire dans les maisons de la rue Royale, construites dans le nouveau quartier faisant face à la citadelle, et d'une manière bien plus raffinée dans la vieille ville rénovée, comme la Grand-Place et les rues adjacentes qui sont presque entièrement reconstruites sous Louis XIV. Les rangs construits en 1687 par Anselme Carpentier, architecte lillois, dans la rue du Palais Rihour et le sud de la Grand-Place, sont exemplaires de ce style, on peut y voir la répétition de la « travée lilloise » qui sera déclinée de mille façons jusqu'au XXe siècle. Un des plus beaux exemples est le rang de Beauregard, érigé la même année, place de l'Opéra, par Simon Vollant et Julien Destrée, également des architectes lillois, le premier étant par ailleurs le maître d’œuvre des bâtiments de la citadelle et du nouveau quartier Saint-André en collaboration avec Vauban, tandis que le second avait déjà dessiné la Vieille Bourse juste à côté avant la conquête française,.

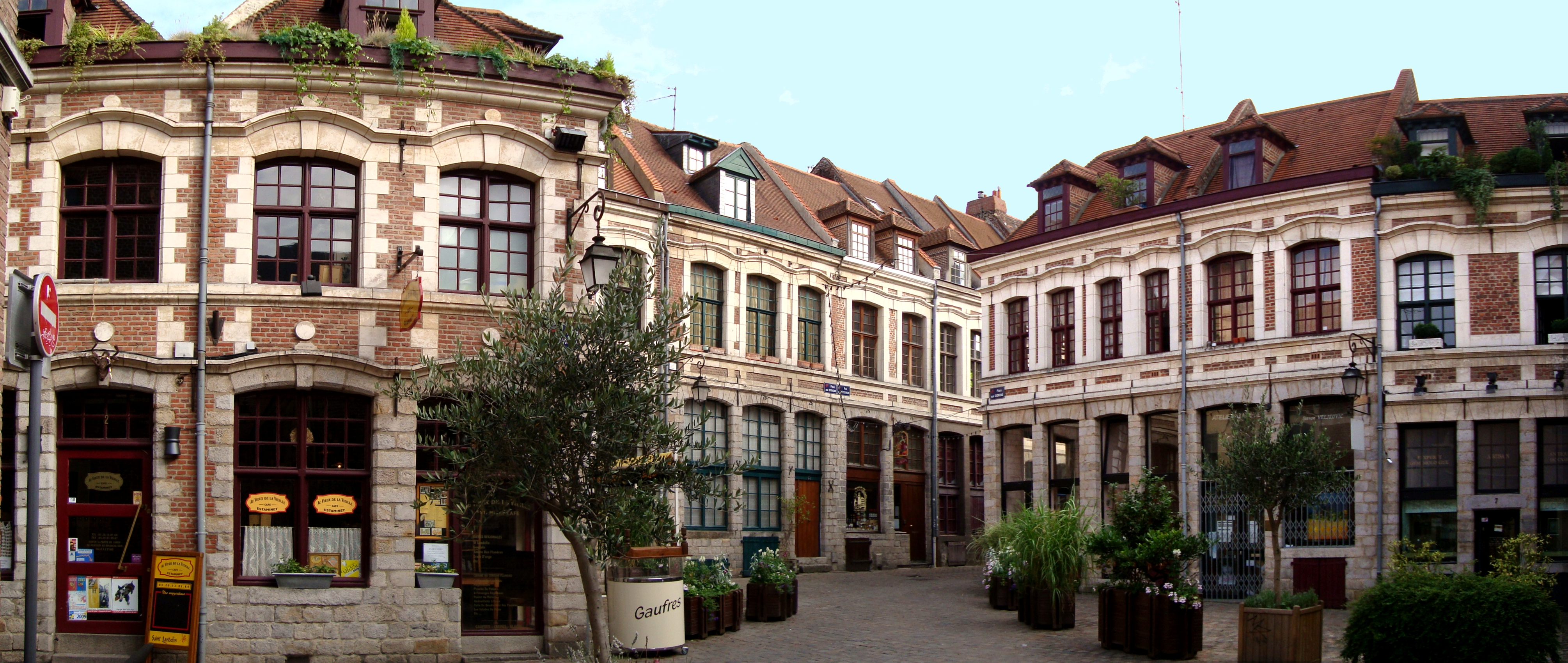
La place aux Oignons.

Lille est encore pris d’une fièvre de construction et se rénove profondément tout au long du XVIIIe siècle. Cependant le style évolue à cette époque. Le classicisme français devient plus dominant et la riche décoration baroque s'efface peu à peu au profit d'une élégante sobriété, mais un style typiquement lillois demeure. Parmi les constructions de cette époque, il nous reste des rangs de maisons, parfois presque complets, comme à la place aux Oignons, rue du Pont Neuf, rue de la Grande Chaussée, et de nombreux hôtels particuliers où s’exprime une nouvelle génération de jeunes architectes tels que Michel-Joseph Lequeux. C’est lui qui dessinera notamment les plans de plusieurs hôtels particuliers de style néoclassique, comme l’hôtel d'Avelin érigé en 1777, rue Saint-Jacques, et l’hôtel Petipas de Walle construit en 1779, rue de l'Hôpital-Militaire.
La seconde moitié du XIXe siècle, qui voit s'accélérer l’industrialisation et l’extension de la ville, ouvre une nouvelle époque de construction largement inspirée du modèle parisien. Le percement de grands boulevards s’accompagne de la construction d’immeubles imposants plus ou moins ostentatoires, de style néo-Renaissance/néoclassique caractéristique du Second Empire et de la Troisième république, comme la préfecture à partir de 1865, l'Institut industriel du Nord à partir de 1873, le Palais des Beaux-Arts à partir de 1885, le Théâtre Sébastopol en 1903 et le nouvel Opéra à partir de 1907, mais aussi des monuments néogothiques, comme les facultés catholiques à partir de 1879, ou éclectique, sorte de mélange de références antiques et régionalistes en brique pour l’université publique et le nouveau quartier latin à partir de 1890. L’influence haussmannienne est également sensible, comme dans les immeubles de la nouvelle rue Faidherbe, percée en 1870, ou de la place Simon Vollant, autour de la Porte de Paris, ou encore Place de la République et boulevard de la Liberté. Dans cet océan d’architecture bourgeoise, la maison Coilliot, bel exemple d’art nouveau construit par Hector Guimard en 1898, apporte une touche de modernisme dont on trouve également des marques dans certaines maisons d’habitation, notamment rue de Châteaudun, rue Gounod, rue Saint-Étienne ou rue du Vert-Bois avec la maison de l’architecte Horace Pouillet.

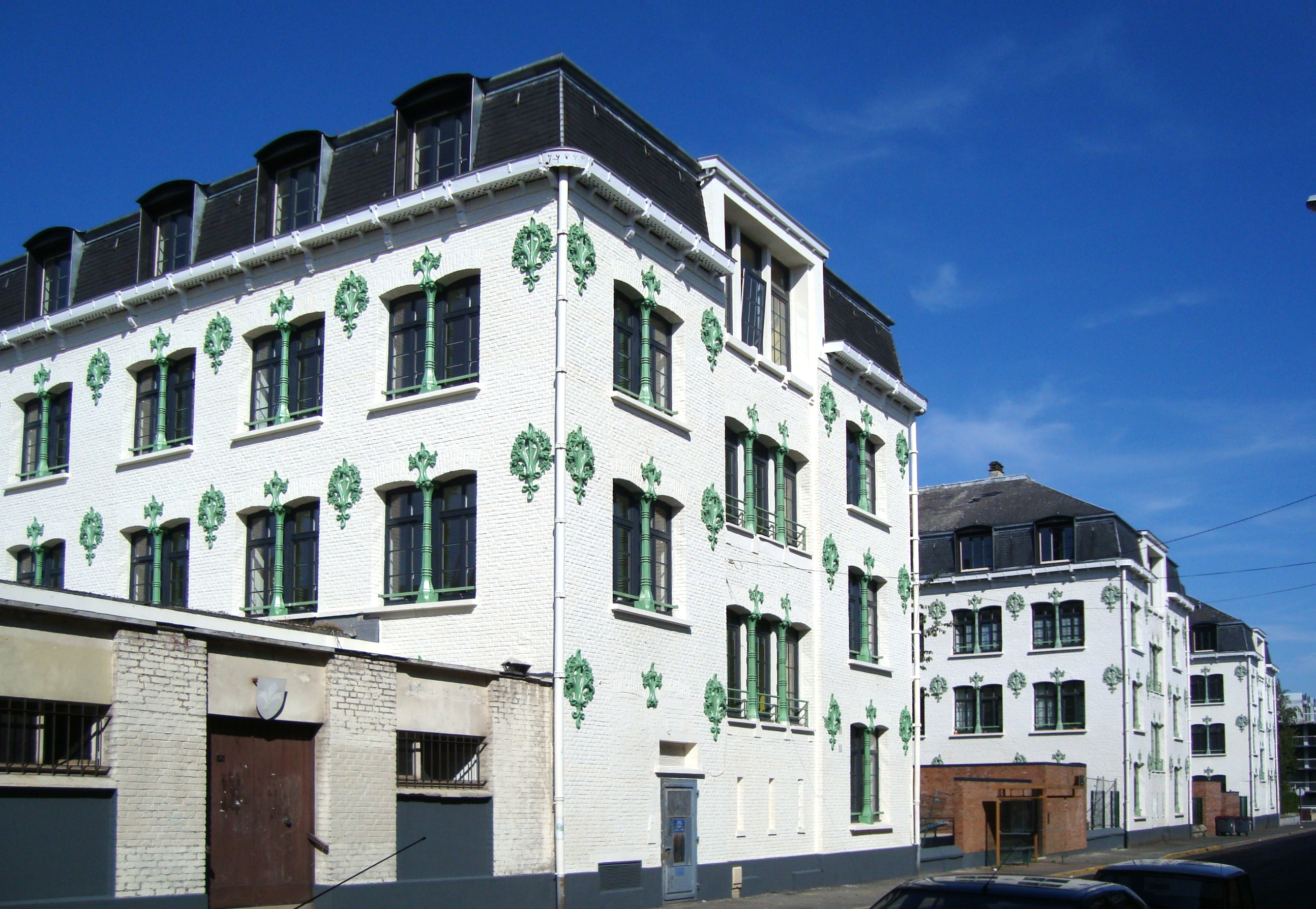
La cité philanthropique.

C’est à partir de cette époque que se développe aussi l’architecture industrielle dans les nouveaux espaces investis par la ville après l'absorption des communes limitrophes. Des immenses usines qui s’étendent à cette époque, il reste quelques témoignages, pour la plupart à la suite de reconversions récentes en immeubles de bureaux, d’habitation, d’enseignement ou de loisir, en particulier dans le quartier de Moulins. Il reste également de nombreuses traces de l’habitat ouvrier, quelques courées mais aussi une dernière maison de bois du milieu du XIXe siècle dans le quartier de Wazemmes, et la Cité philanthropique construite en 1860, rue Gantois, par l'architecte Émile Vandenbergh, l'un des plus prolifiques et originaux de la période.

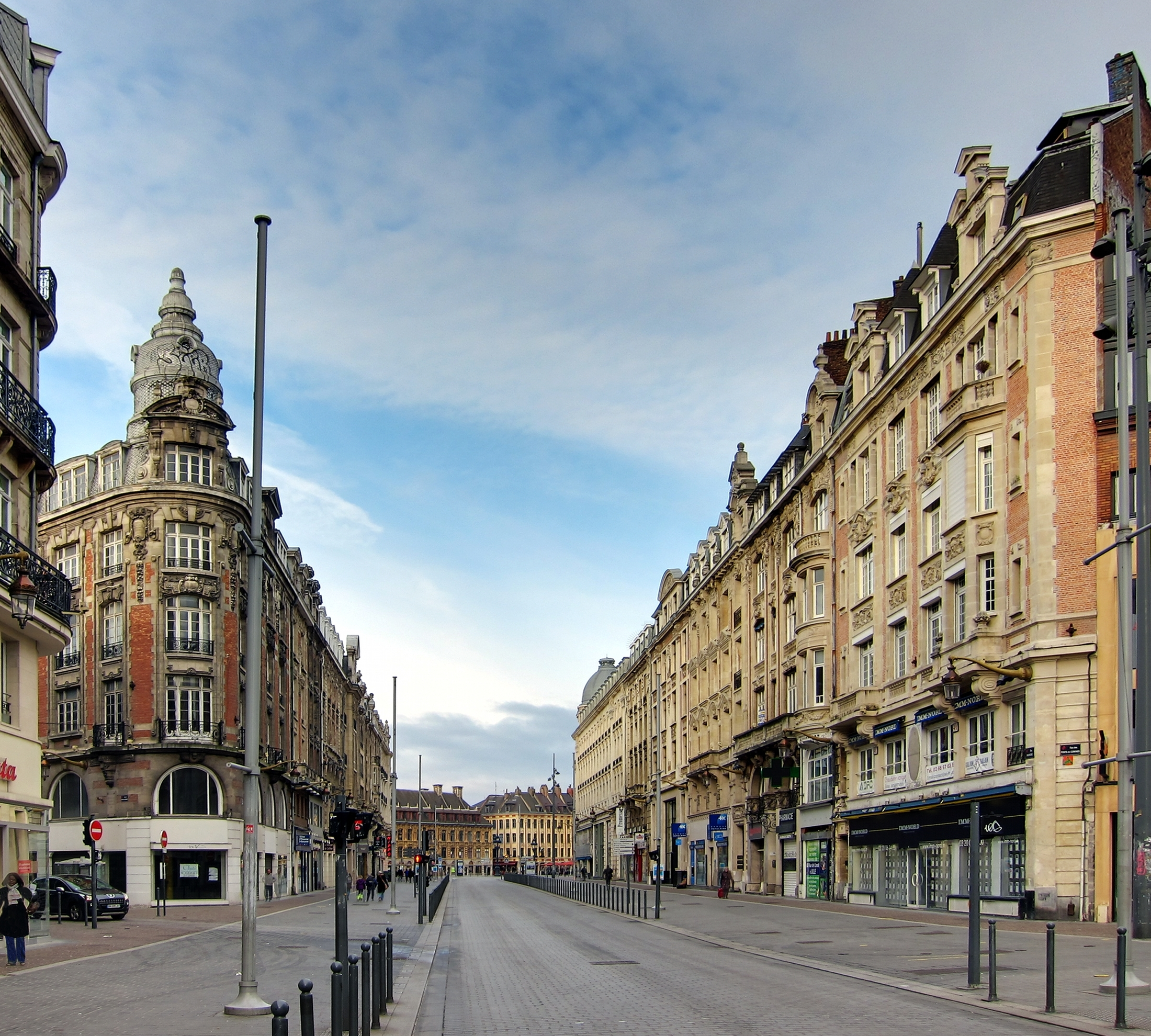
La rue Faidherbe avec ses immeubles néo-lillois au format haussmannien.

Au début du XXe siècle s’épanouit notamment le « style néo-lillois », qui fait une nouvelle synthèse entre les caractéristiques du style flamand et surtout franco-lillois du XVIIe siècle (travée lilloise en brique et pierre) avec les formes architecturales plus monumentales du style parisien. L'architecte Louis Marie Cordonnier, qui avait déjà beaucoup contribué à l'architecture néo-flamande à la fin du XIXe siècle dans la région, est le chef de file de ce style qui marque fortement la ville et plus largement l’agglomération. Le plus bel exemple est la chambre de commerce inaugurée en 1921, face au rang de Beauregard dont elle reprend les travées. Ce style apparu avant la Première Guerre mondiale a surtout été intensivement déployé lors des reconstructions après la guerre, comme les immeubles de gabarit haussmannien reconstruits dans la rue Faidherbe en harmonie avec la place de l'Opéra. Dans l'entre-deux-guerres sont également construits parallèlement de nombreux bâtiments de style Art déco, avec un mélange de brique et de béton armé, qui reprennent également les caractéristiques du style néo-flamand et surtout néo-lillois. L'exemple le plus frappant de cette architecture originale et identitaire est le beffroi du nouvel hôtel de ville (1924-1932). Ce mélange se retrouve dans un grand nombre de bâtiments, qu’il s’agisse d’immeubles de bureaux, comme celui de la Voix du Nord construit en 1934 avec un pignon à gradins flamand, d’habitats collectifs, comme la cité jardin des 400 maisons de Salengro, rue du Faubourg d’Arras, édifiée en 1932, ou d’habitats individuels dans de nombreuses rues de la ville. Cette influence néo-lilloise parvient même encore à s'exprimer de manière très simplifiée dans quelques bâtiments purement modernes, comme la cité hospitalière régionale (1934-1958) et la tour de la cité administrative.
Les reconstructions de la Seconde Guerre mondiale sont souvent considérées comme moins heureuses, en particulier dans les années 1970 avec, par exemple, le nouveau palais de justice dans le Vieux-Lille, et ce n’est qu’à partir des années 1990 qu’une architecture audacieuse retrouve sa place, en particulier lors de l’édification du quartier d’Euralille pour lequel des architectes novateurs sont sollicités, comme Rem Koolhaas pour la construction du Grand Palais, Jean Nouvel pour le centre commercial Euralille ou Christian de Portzamparc pour la tour du Crédit Lyonnais.

#### Patrimoine religieux
Comme le patrimoine civil, les édifices religieux de la ville au Moyen Âge, hormis l'église Saint-Maurice, ont tous disparu. La collégiale Saint-Pierre, qui a été la grande église de Lille pendant plus de sept siècles, a été complètement détruite en 1794 à la suite des dommages causés par le siège autrichien de 1792. Il n’en reste plus aujourd’hui que les vestiges d’une crypte enfouie sous le palais de justice. Ainsi, le plus ancien sanctuaire lillois est une modeste chapelle, la chapelle Notre-Dame-de-Réconciliation, érigée au XIIIe siècle.

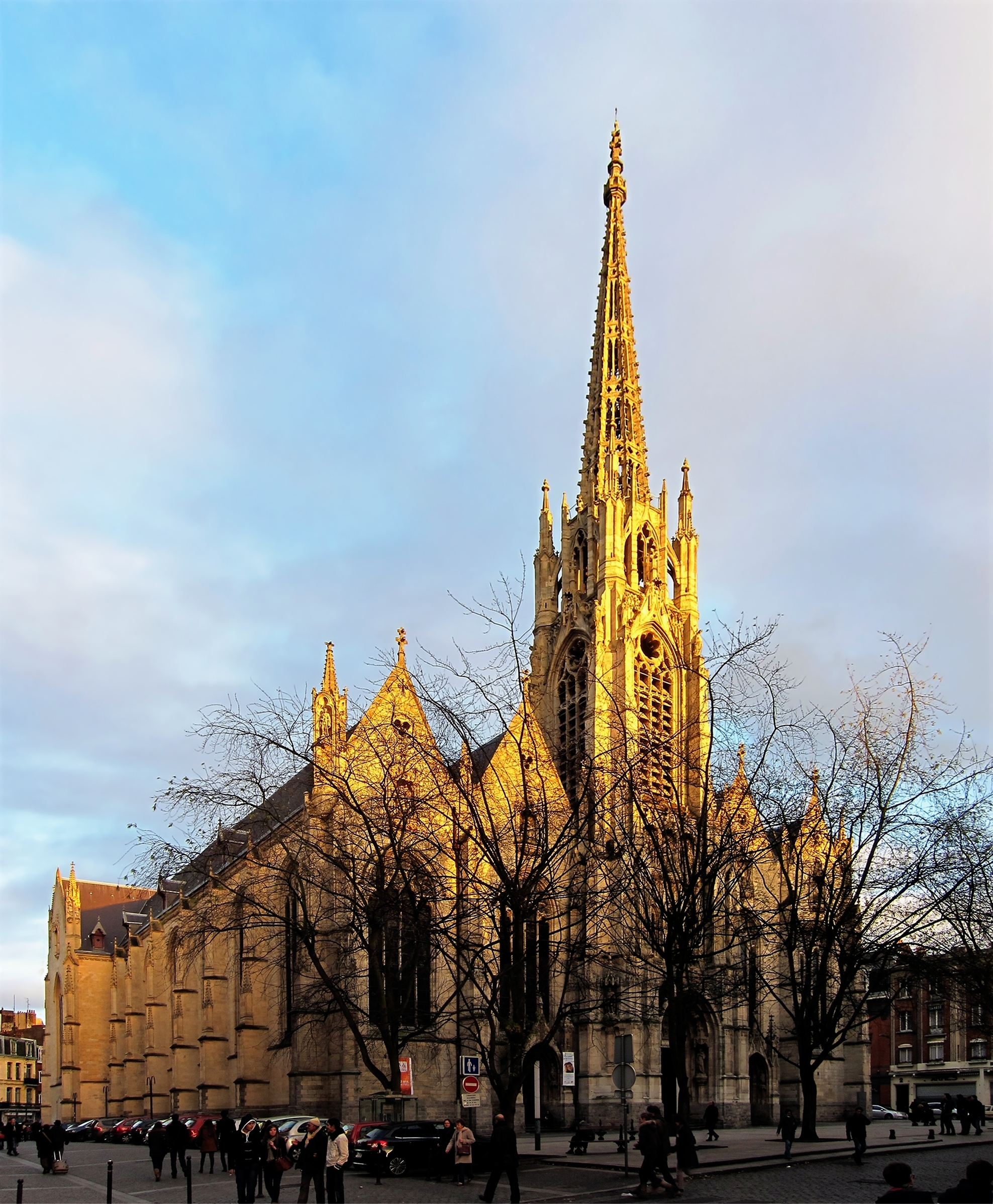
L'église Saint-Maurice.

Des six autres églises que comptait Lille à la fin du XIIIe siècle, reste toutefois le nom, adopté par de nouveaux édifices au fil des reconstructions successives.
Le plus ancien est donc l’église Saint-Maurice, Hallekerke typique de l'architecture religieuse flamande, de style gothique et néogothique à cinq vaisseaux. Située dans le Centre, les premiers éléments de sa construction remontent au début du XIVe siècle, mais elle a été profondément remaniée au XVIIe siècle puis au XIXe siècle. Elle renferme de nombreux tableaux des XVIIe siècle et XVIIIe siècle.
Vient ensuite l’église Sainte-Catherine, église-halle de style gothique flamboyant à trois vaisseaux dont la nef centrale est précédée d'une tour carrée. Située dans le Vieux-Lille, elle a été érigée à la fin du XVe siècle. Plusieurs fois réaménagée, son mobilier date pour l’essentiel du XIXe siècle à l’exception de quelques tableaux.

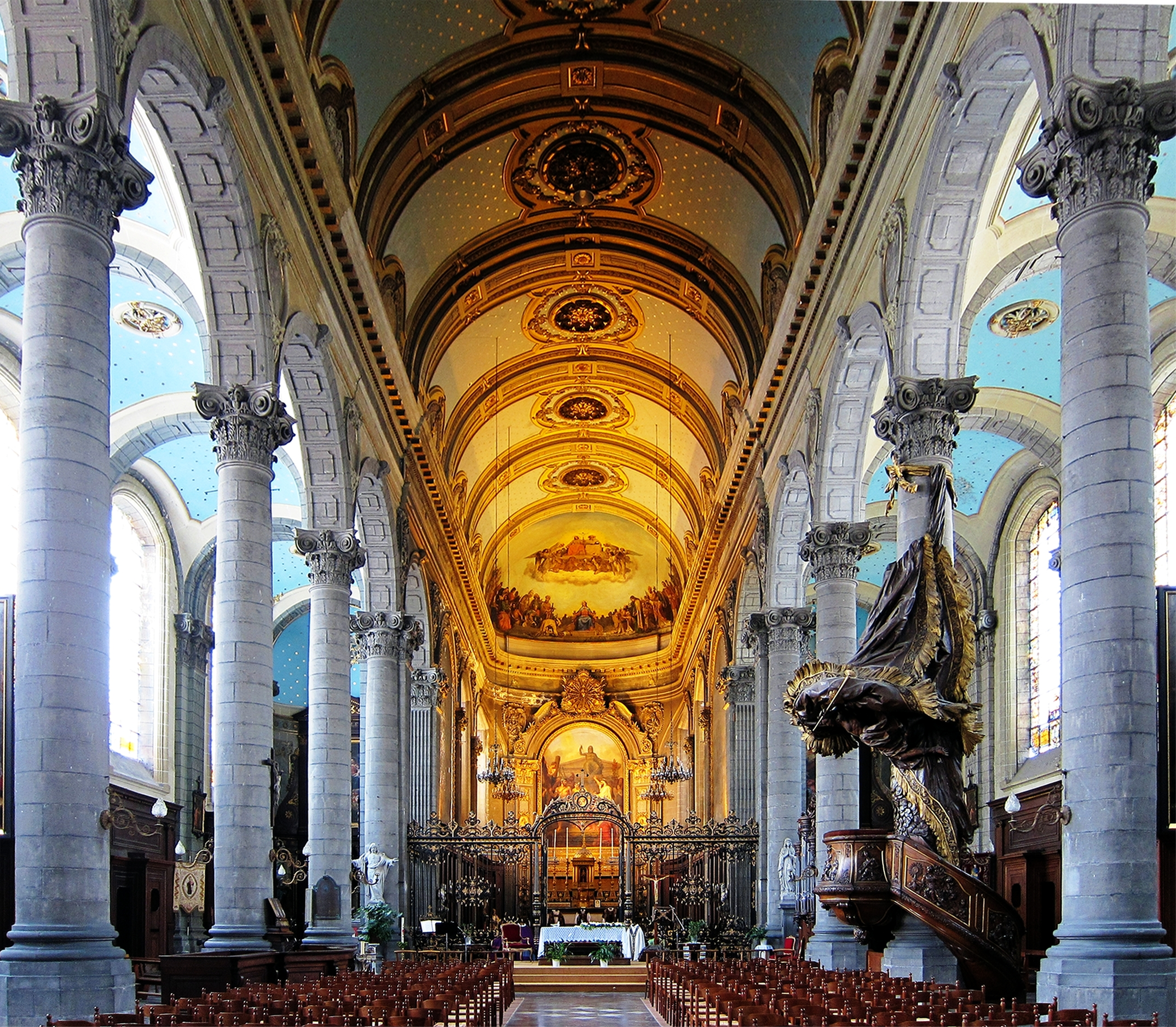
La nef de l'église Saint-André.

À la différence des deux précédentes, l’église Saint-André n’est pas une reconstruction en lieu et place du sanctuaire d’origine. Initialement chapelle des Carmes Déchaussés, elle a été rebaptisée de son nom lorsqu’il a été détruit à la suite des dommages causés par le siège de 1708. L’actuelle église Saint-André, de style baroque, a pour l’essentiel été construite au cours du XVIIIe siècle sur les plans de l’architecte Thomas-Joseph Gombert. Elle renferme plusieurs tableaux des XVIIe et XVIIIe siècles et surtout une magnifique chaire à prêcher en bois de chêne taillé du XVIIIe siècle.
L’histoire de l’église Saint-Étienne est similaire à celle de l’église Saint-André. Initialement chapelle du collège des Jésuites, elle ne prend son nom actuel qu’en 1796 après la destruction de l’église d’origine lors du siège autrichien de 1792. Elle-même détruite en 1740 par un incendie, elle est reconstruite à partir de 1743. De style baroque également, c’est l’une des plus grandes églises jésuites de France. Elle renferme une remarquable chaire en bois sculpté de François Rude et plusieurs tableaux de XVIIe au XIXe siècle.

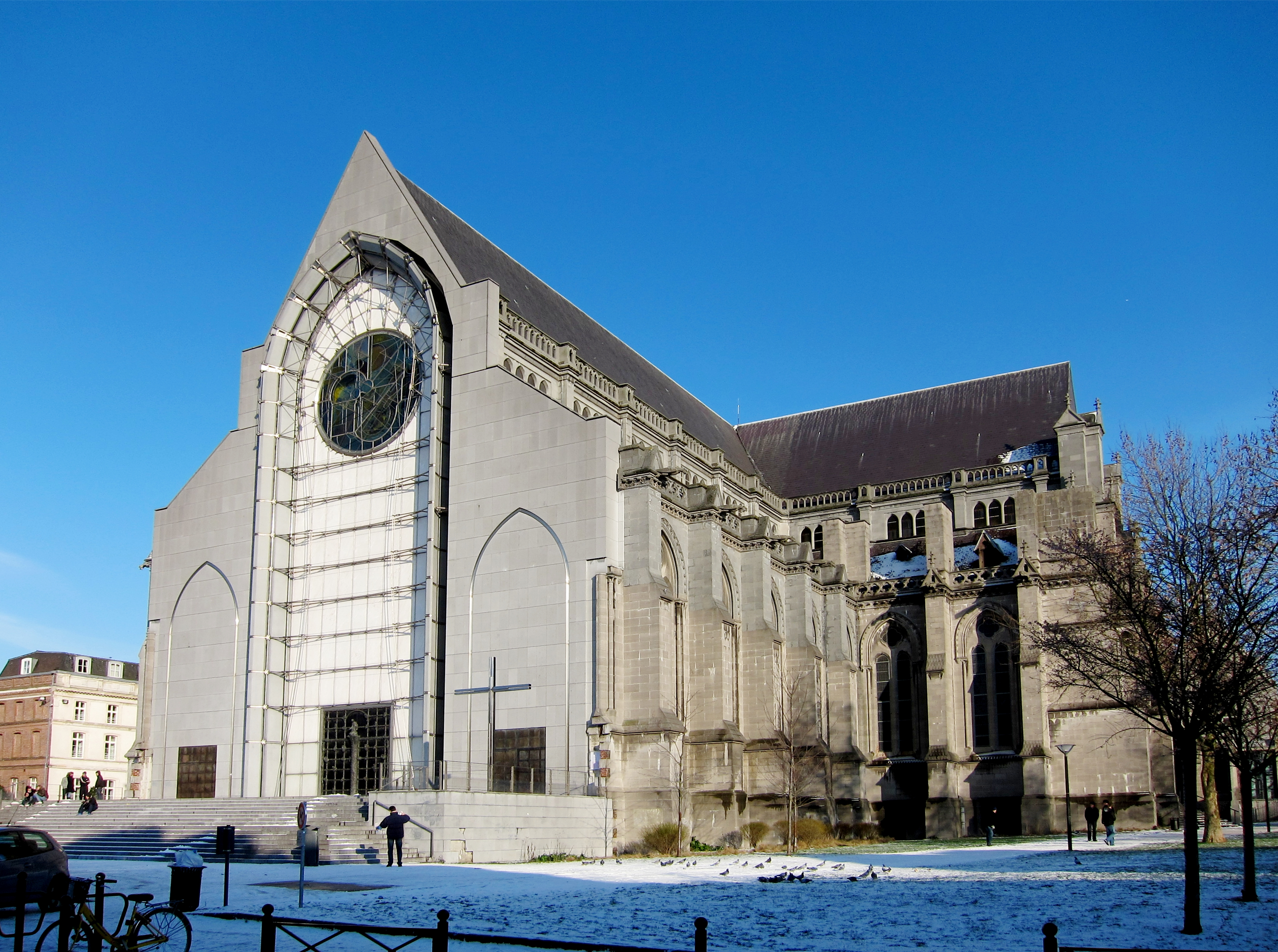
La cathédrale Notre-Dame-de-la-Treille.

Enfin, l’église Sainte-Marie-Madeleine est désaffectée au culte depuis 1989 et a été transformée en lieu d'expositions. Elle avait été construite à la fin du XVIIe siècle pour remplacer l’édifice d’origine détruit lors de l’édification de nouvelles fortifications par Vauban. Surmontée d’un dôme, elle présente un mélange curieux de styles renaissance et baroque.
Toutes les autres églises de Lille sont d’origine récente, à commencer par la cathédrale Notre-Dame-de-la-Treille, dont la construction débute en 1854, selon le projet grandiose d'une grande cathédrale néogothique, pour s’achever de façon bien plus modeste en 1999, près de 150 ans plus tard. Il en résulte un édifice composite, pour partie temple néogothique à la gloire de l’industrie, pour partie hymne à la technologie moderne. Les nombreuses mosaïques sont à cet égard particulièrement remarquables. Par ailleurs, la cathédrale héberge depuis 2008 le Grand Orgue du studio 104 de la Maison de la Radio, qui compte parmi les plus grandes orgues de France. Dotée d’une crypte de 2 500 m2, elle accueille également le centre d'art sacré contemporain qui présente des œuvres sur le thème de la Passion.
L'autre grand édifice néogothique de Lille est l'église du Sacré-Cœur (1875-1898), de Jules Batigny. Cette église plus achevée est construite sur un angle du croisement de la rue Nationale et de la rue Solférino, la haute flèche servant de point de repère sur deux des principaux axes des nouveaux quartiers de la ville de l'époque.

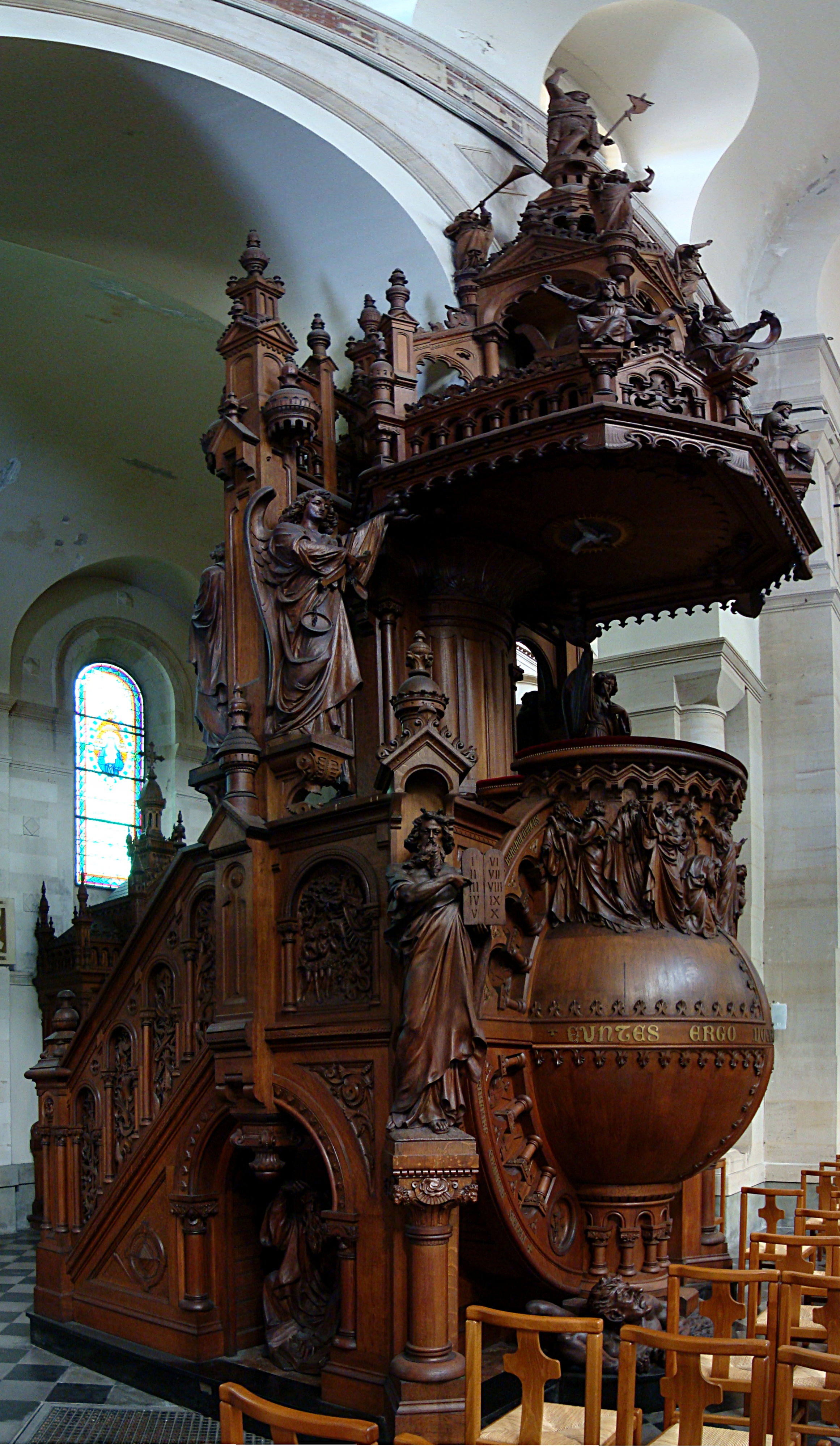
La chaire de l'église Saint-Sauveur.

Cette époque est aussi marquée par la construction d'églises de style éclectique, avec notamment le mélange romano-byzantin. C'est le cas de l'Église Saint-Michel (1869- 1874), conçue elle aussi comme un point de repère, sur la place Philippe le Bon dans la perspective de la rue d'Artois et de la rue Nicolas Leblanc. On peut citer aussi l’église Saint-Sauveur (1898-1902), l’édifice d’origine ayant été détruit par un incendie en 1896. Elle recèle un exceptionnel mobilier en chêne, dont une chaire monumentale particulièrement travaillée. Figure également l'Église Saint-Martin d'Esquermes de style Néoroman
Mais le patrimoine religieux à Lille, ce sont aussi les hospices. Marques de l'attention charitable très tôt portée aux pauvres, ce sont eux qui témoignent du passé médiéval de la ville.

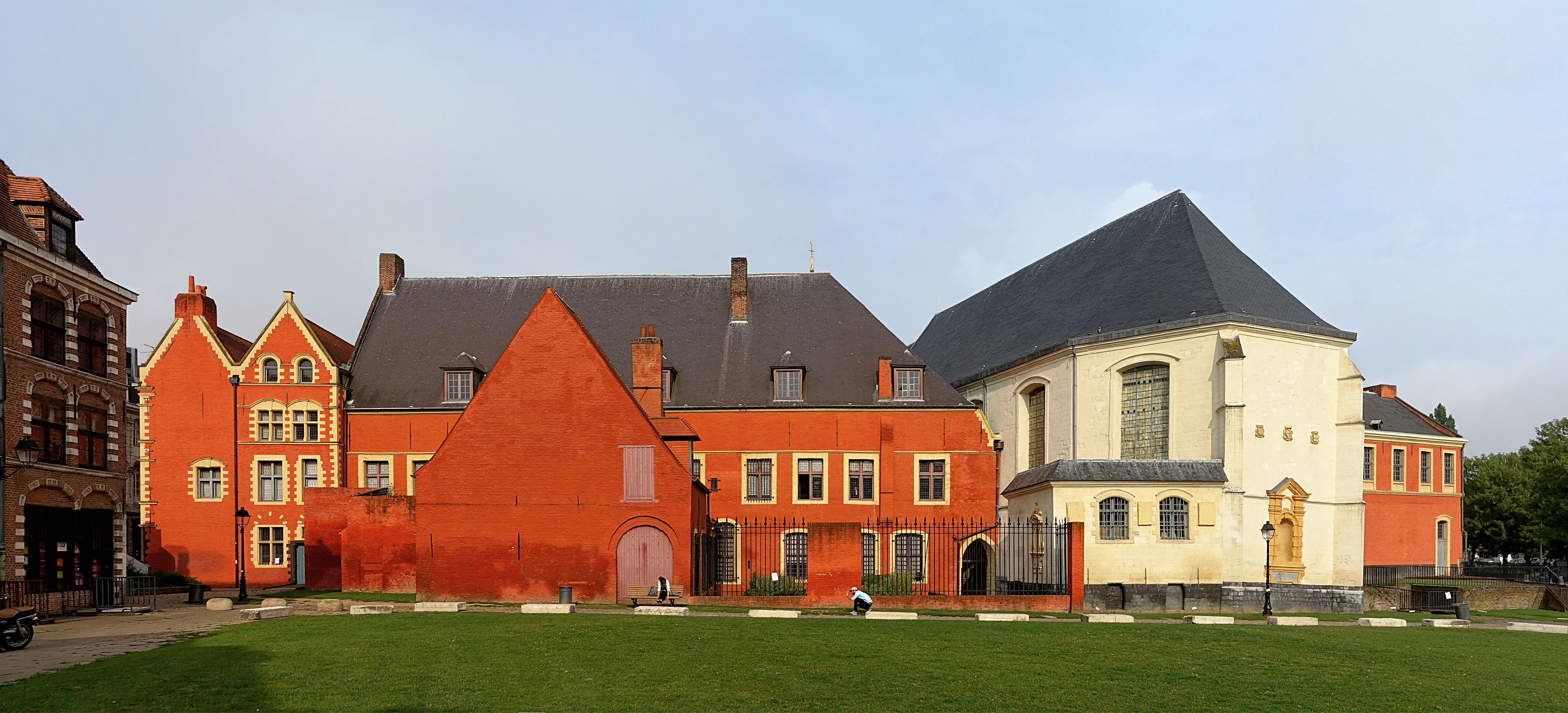
L'Hospice Comtesse.

Le plus connu, l'Hospice Comtesse, a été fondé en 1236 par Jeanne de Constantinople, comtesse de Flandre. Plusieurs fois la proie des flammes, il reste peu de chose de la construction d'origine. La salle des malades, du XVe siècle, est la partie la plus ancienne, la chapelle ayant été reconstruite au XVIIe siècle et les bâtiments conventuels au XVIIIe siècle. Dans le bâtiment conventuel, on peut encore visiter la cuisine et son arrière-cuisine, la salle à manger, les appartements de la prieure.
Un autre hospice, l'hospice Gantois, fondé en 1462 par Jean de la Cambe, riche bourgeois lillois, peut également être visité. En activité jusqu'en 1995, pendant plus de 500 ans sans interruption, il comprend notamment une chapelle, une salle des malades et des bâtiments de service organisés autour de quatre cours plantées de jardinets. Repris en 2001 par une société d'investissement, il a été reconverti en hôtel de luxe et a rouvert ses portes en 2003.
Mais les nombreux couvents qu'abritait la ville ont pour la plupart disparu. L'un des plus imposants, le couvent des Minimes, situé quai de Wault, a lui aussi été reconverti en hôtel de luxe au début des années 1990. C'est finalement une construction des années 1960, le couvent des dominicains bâti sur les plans de l'architecte Pierre Pinsard dans le quartier Saint-Maurice Pellevoisin, premier couvent classé « Patrimoine du XXe siècle », qui incarne l'architecture conventuelle lilloise aujourd'hui.
Lille comporte également plusieurs mosquées et synagogues dont la grande mosquée Al Imane qui se situe dans le quartier de Lille - Sud , et la synagogue de Lille dans Lille centre .

#### Patrimoine militaire

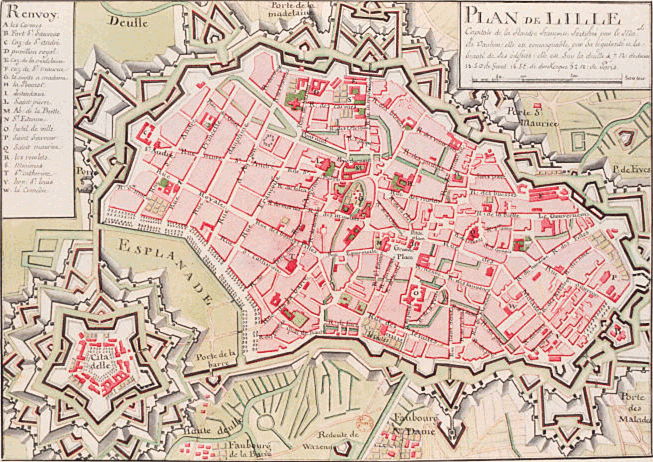
Plan de Lille fortifiée au début du XVIIIe siècle.

La citadelle de Lille est le principal ouvrage militaire de la ville. Surnommée la « Reine des citadelles » par Vauban lui-même, c'est la première des citadelles qu'il a conçues. Nommé gouverneur de la citadelle en 1668 puis de Lille en 1684, Vauban y a passé la plus grande partie de sa vie. La construction, sous la direction du maître maçon Simon Vollant, débute en 1668 pour s'achever en 1671. Édifiée sur des terrains marécageux en bordure de la Deûle, elle se présente sous la forme d’un pentagone régulier avec cinq bastions royaux disposés aux angles. À l'intérieur, les bâtiments s'organisent autour de la place d'armes et comprennent des logements destinés aux soldats, à l’état-major et au gouverneur, des poudrières, des prisons, un arsenal, une chapelle, des magasins pour les vivres, un barbier, une boulangerie et un moulin. Constamment militarisée depuis sa construction, elle est dans un état de conservation exceptionnel.

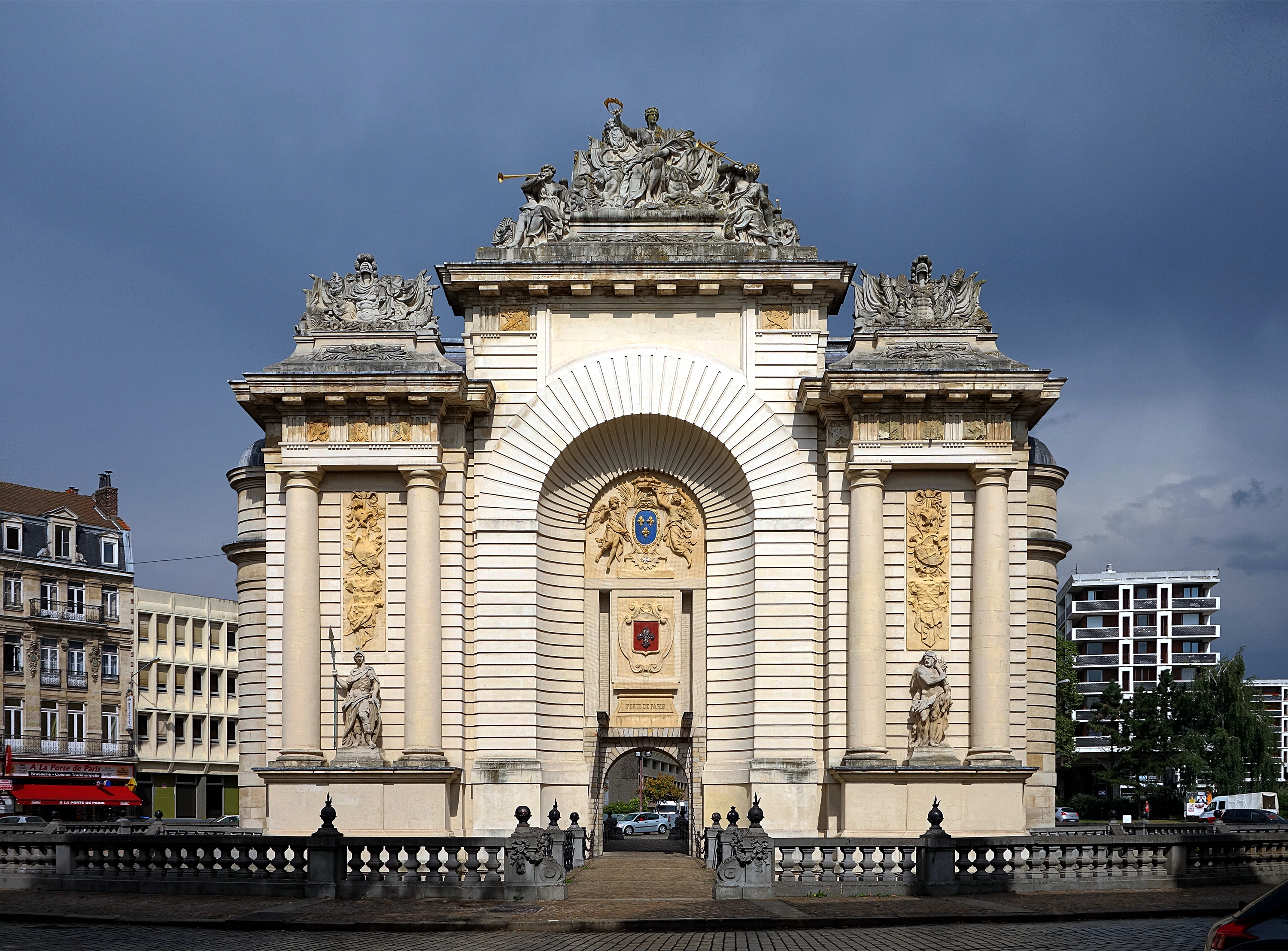
La porte de Paris.

La citadelle s'inscrit dans un système complexe de défense qui entourait la ville. Des remparts qui la ceinturaient du Moyen Âge jusqu'au début du XXe siècle subsistent :
- la Noble Tour, qui abrite aujourd'hui le mémorial de la déportation, dernière trace des 65 tours médiévales qui entouraient la ville (début XVe siècle) ;
- la porte de Gand et la porte de Roubaix, vestiges de l’ancienne enceinte espagnole édifiée à partir de 1621 (début XVIIe siècle) ;
- la porte de Paris, construite en l'honneur de Louis XIV après la conquête de la ville (fin du XVIIe siècle) ;
- des pans de fortifications noyés dans la verdure à l'extrémité de l'avenue du Peuple-Belge ;
- la porte de Dunkerque, édifiée à la suite du dernier agrandissement de la ville fortifiée de 1858 (seconde moitié du XIXe siècle).

De nombreux édifices militaires ont par ailleurs été reconvertis. C'est le cas notamment de l'ancien corps de garde de la garnison de la ville qui abrite désormais le théâtre du Nord, de la caserne Souham, dont une partie des bâtiments d'origine est aujourd'hui occupée par le CNRS, de l'ancien « magasin au bled des châtellenies de Lille, Douai et Orchies », affecté à l'Armée au début du XIXe siècle et reconverti en logements d'habitation au début des années 2000 ou encore de l'hôpital militaire, abandonné par l’Armée en 1998 et racheté en 1999 par le Ministère de l’Intérieur en vue d’y installer les annexes de la préfecture du Nord.

#### Patrimoine environnemental

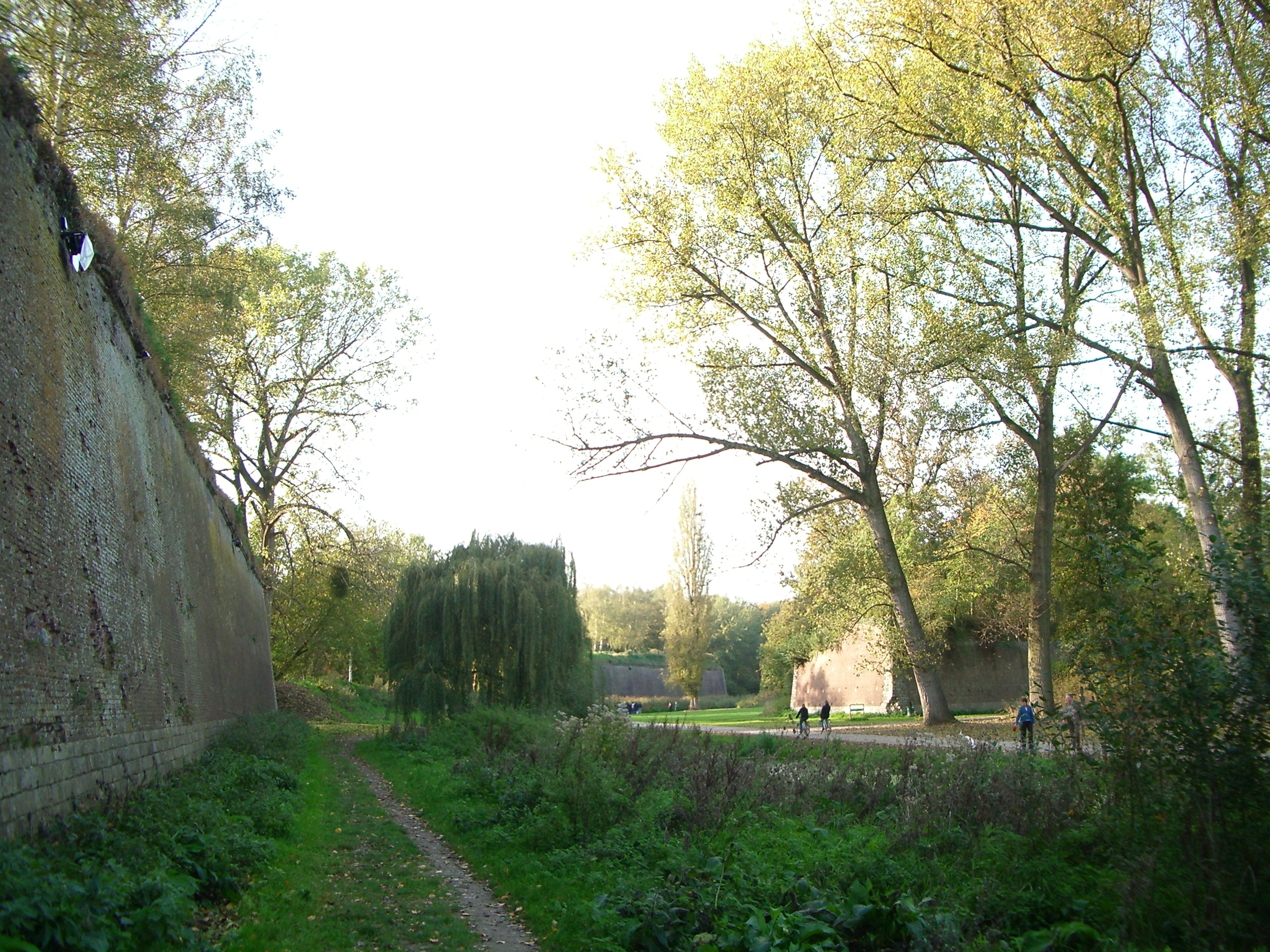
La voie des combattants dans le parc de la citadelle.

Le principal espace vert de Lille est constitué par le « Bois de Boulogne » qui jouxte la citadelle, le zoo et un parc d'attraction pour les enfants. D'une superficie de 70 hectares, il longe les berges du canal de la Haute-Deûle. Terrain militaire constitué de talus, de fossés, de glacis et de chemins couverts après la construction de la citadelle, il a été aménagé en parc de loisirs à partir de 1880. Le zoo, dont l'accès est gratuit pour les Lillois, serait le plus visité de France. Créé en 1950, il présente environ 300 animaux appartenant à plus de 70 espèces sur un espace de 3,5 hectares. Ces espaces vont faire l'objet d'une extension de dix hectares ; les travaux d'aménagement ont été engagés en 2010.
Situé en face du Bois de Boulogne, de l'autre côté d'un bras canalisé de la Deûle et accessible par une passerelle, le jardin Vauban a été créé en 1863 par l'architecte paysagiste Jean-Pierre Barillet-Deschamps. Jardin à l'anglaise d'une superficie de 3,5 hectares, il comprend une variété d'essences, un jardin d'arboriculture fruitière, des parterres fleuris, des allées de promenade, un plan d'eau qui accueille des canards, des poules d’eau et des cygnes et une grotte artificielle. On y trouve également un théâtre de marionnettes.

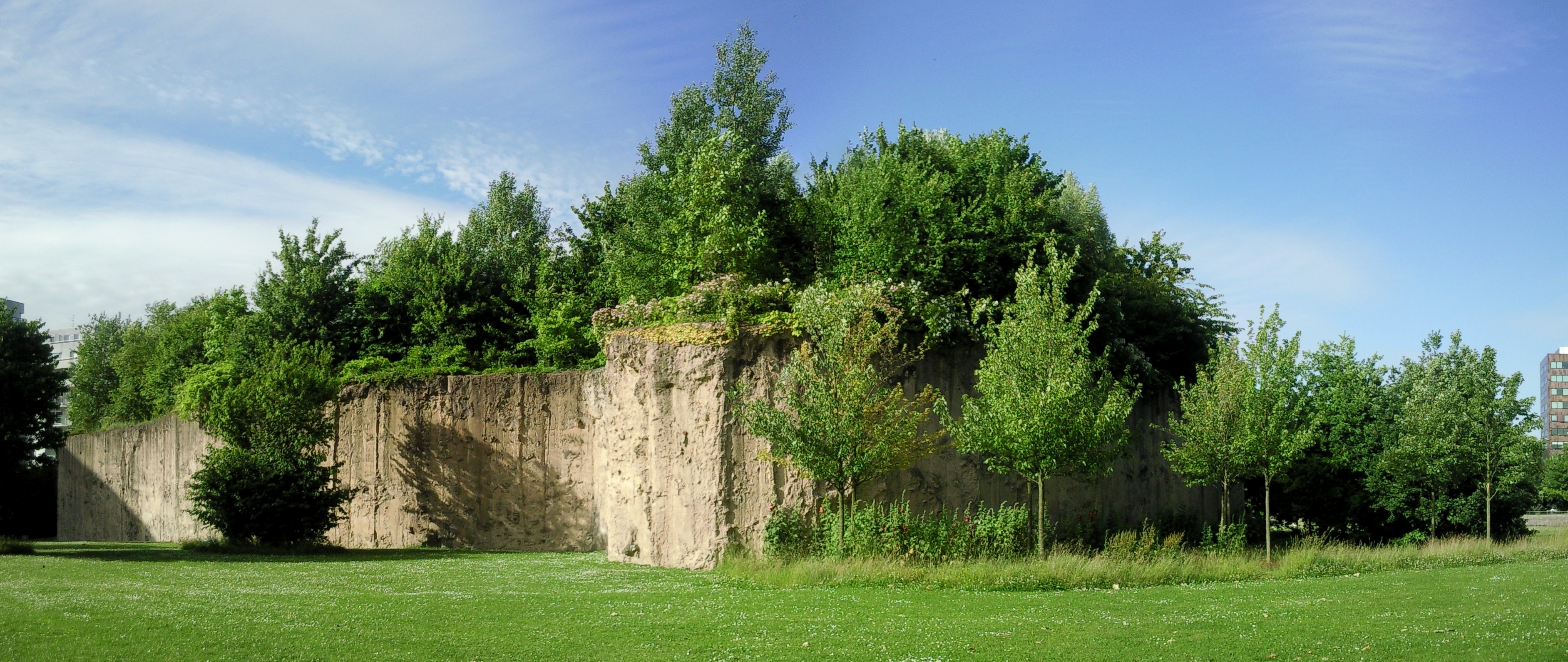
L'île Derborence dans le Parc Matisse.

Dans le quartier d'Euralille, le Parc Matisse, d'une superficie de huit hectares, a été aménagé entre 1996 et 2003. Il comporte quatre espaces distincts : une vaste pelouse, dite grande prairie du boulingrin (de l’anglais bowling green), l’île Derborence, forêt inaccessible de 2,5 hectares perchée sur un socle de sept mètres de haut planté d’essences originaires de régions de l’hémisphère nord (Japon, Amérique du Nord, Chine), le bois des transparences, planté de pyrophytes, de bruyère et de bambous, et le jardin en creux, aménagé dans les fossés des anciennes fortifications. De l'autre côté du périphérique, le parc Matisse est prolongé par le jardin des géants, jardin d'environ deux hectares composé de 45 000 végétaux qui a été inauguré en juin 2009.
À l'opposé du parc Matisse par rapport au centre commercial, de part et d'autre du périphérique, le parc des Dondaines, d'une superficie de 4,5 hectares, a été aménagé dans les années 1970 sur l'emplacement d'un important bidonville. Restructuré récemment, il a été amputé d'un côté pour accueillir le casino et son hôtel de luxe et agrandi d'un autre.
Au nord, la plaine de la Poterne et la plaine Winston Churchill suivent l'ancien tracé des remparts. La première, d'une superficie de huit hectares, est occupée par des jardins familiaux et par une Réserve naturelle régionale, le Jardin écologique du Vieux-Lille. La seconde, d'une superficie de six hectares, a été aménagée en 1993, lors des travaux de la ligne de TGV.
Au sud, le jardin des plantes a été créé par l'architecte Jean Dubuisson sur une parcelle de près de 11 hectares à l'emplacement des anciennes fortifications. Inauguré en 1948, son tracé est inspiré des jardins à la française. Il présente en particulier une importante collection de dahlias, une roseraie disposée autour d'une grande pièce d'eau, une orangerie et une serre équatoriale. C'est aussi là que se trouvent les serres de production de la ville. Il bénéficie d'un partenariat avec le jardin botanique de la faculté de pharmacie, jardin de deux hectares créé en 1970 qui appartient au réseau « jardins botaniques de France et des pays francophones ». Ce dernier présente plus d'un millier d’espèces végétales réparties en trois zones : un arboretum, une serre tempérée et une école de botanique.
Lille a été élue « Capitale française de la biodiversité 2012 » dans la catégorie des villes de plus de 100 000 habitants (3e édition dont le thème était « Biodiversité et citoyenneté »), pour son travail de renaturation et de mise en place d'une trame verte et bleue. Ce prix est décerné par Natureparif, agence régionale pour la nature et la biodiversité.

### Patrimoine culturel
Lille, en tant que ville principale de l'une des principales aires urbaines de France dispose d'une vie culturelle riche et diversifiée : des musées, de nombreuses salles de spectacle et de concerts, une vie associative dynamique (distribution annuelle du guide du Chti) et de nombreux événements (Lille 3000, Braderie de Lille, festival Séries Mania etc.)

#### Musées
Le Palais des beaux-arts de Lille est l'un des plus grands[réf. souhaitée] musées des Beaux-Arts de France. Rénové et étendu dans le courant des années 1990, il dispose de 12 000 m2 de surface d'exposition. Il y présente en particulier une très riche collection d'œuvres peintes du XVe siècle au début du XXe siècle. Il contient également un cabinet de dessins, une galerie de sculptures, une collection de céramiques, une quinzaine de plans en relief de villes fortifiées du nord de la France et de Belgique et une collection numismatique.

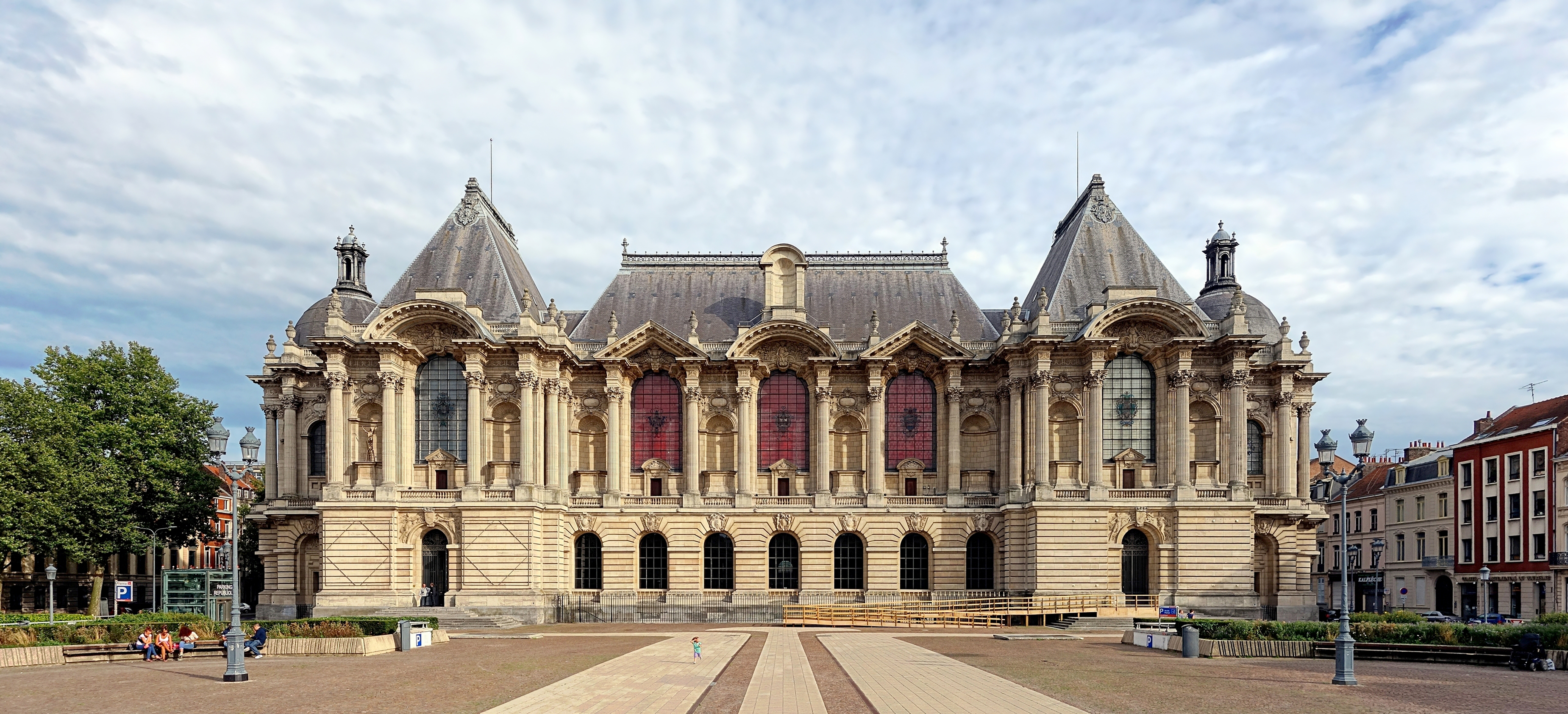
Le Palais des beaux-arts.

Situé rue de la Monnaie, dans le Vieux-Lille, l'Hospice Comtesse abrite également un musée consacré à la vie dans les Flandres du Moyen Âge à la Révolution. Il présente une collection de peintures, principalement flamandes, et de nombreux meubles et objets d'époque (céramiques, orfèvrerie lilloise, tapisseries, etc.).
Installé dans un ancien couvent, rue des Canonniers, le musée des canonniers retrace l'histoire militaire de la ville et en particulier celle de ses nombreux sièges. Le musée présente des objets militaires mais aussi des témoignages de la vie quotidienne des canonniers sédentaires de la ville.
Fondé en 1816, le Muséum d'histoire naturelle de Lille présente quatre grandes collections : zoologique, géologique, industrielle et ethnographique. Il présente également en moyenne deux expositions temporaires par an.
La Maison natale de Charles de Gaulle, située rue Princesse, a été transformée en musée en 1983. Il comporte deux parties séparées par une cour-jardin : le logis familial et la « Fabrique d'histoire ». La première permet au visiteur de se situer à l'époque de la naissance de Charles de Gaulle ; la seconde, installée dans l'ancienne fabrique de tulle de son grand-père maternel, est aménagée en centre culturel.
À côté de ces collections permanentes, Lille possède plusieurs lieux d'expositions temporaires, comme le Tri Postal, le Palais Rameau, l'église Sainte-Marie-Madeleine, les Maisons Folies de Wazemmes et de Moulins ou, tout récemment, la Gare Saint-Sauveur.

#### Bibliothèques

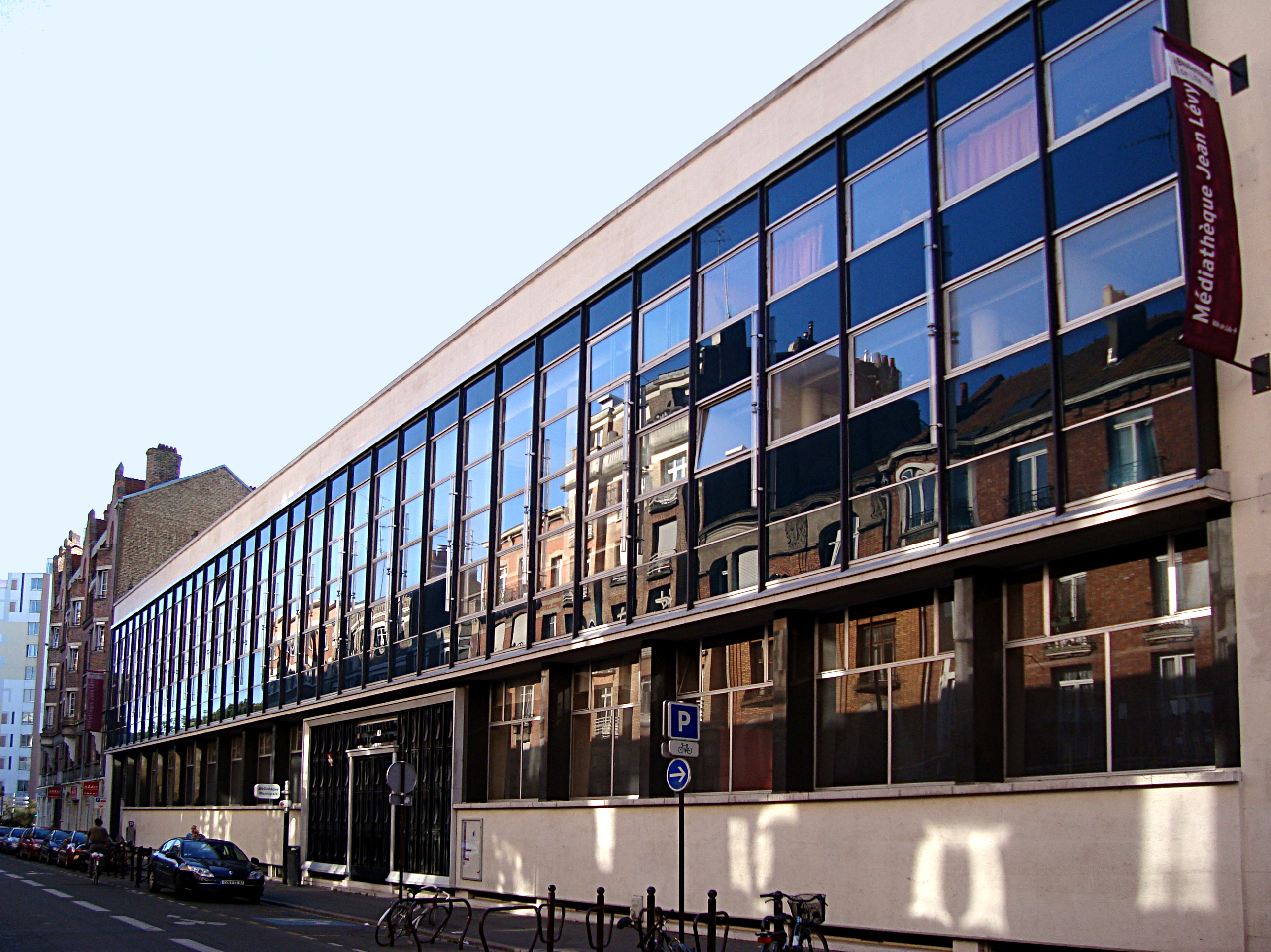
La médiathèque Jean-Lévy.

La médiathèque Jean-Lévy est le principal établissement du réseau de bibliothèques de Lille. Inaugurée en 1965 et rénovée en 2006-2007, c'est tout à la fois une bibliothèque de lecture publique et de prêt, une bibliothèque d'étude (650 000 documents imprimés et 11 000 titres périodiques sont accessibles sur place) et une bibliothèque de conservation (manuscrits, incunables, livres anciens, photographies, estampes, affiches, etc.) Le fonds est notamment l'héritier de la bibliothèque du chapitre de la collégiale Saint-Pierre constituée à partir du XIVe siècle. Il se caractérise aussi par des collections particulières comme le fonds musical, le fonds japonais et chinois légué par Léon de Rosny, les fonds de biographies et portraits, d'étiquettes de fil, d'images pieuses et de chansons de carnaval.
Le réseau de la bibliothèque municipale est complété par neuf bibliothèques de quartier dont la première a été ouverte en 1971. La dernière a été créée au 205 bis, rue du Faubourg-de-Roubaix, dans le quartier de Saint-Maurice Pellevoisin.
Les archives municipales sont par ailleurs accessibles à l'hôtel de ville, où une salle de lecture est mise à disposition. Elle possède un fonds qui s'étend du XIIIe siècle à nos jours et qui comprend en particulier des actes de catholicité et d'état-civil, des comptes rendus de conseils municipaux, des plans et cartes, des permis de construire.
Le Centre d'arts plastiques et visuels de la ville de Lille détient également un fonds spécialisé en arts plastiques, histoire de l'art, peinture, sculpture, dessin, arts graphiques, photographies et nouveaux médias. Ce fonds documentaire met à disposition plus de 3 000 ouvrages (monographies d’artistes du XIVe siècle à nos jours, écrits sur l’art, catalogues d’expositions, etc.), des revues (revues spécialisées et magazines de l’actualité artistique) et des DVD (cinéma d’animation, documentaires, vidéo art, etc.)

#### Théâtres et salles de spectacle

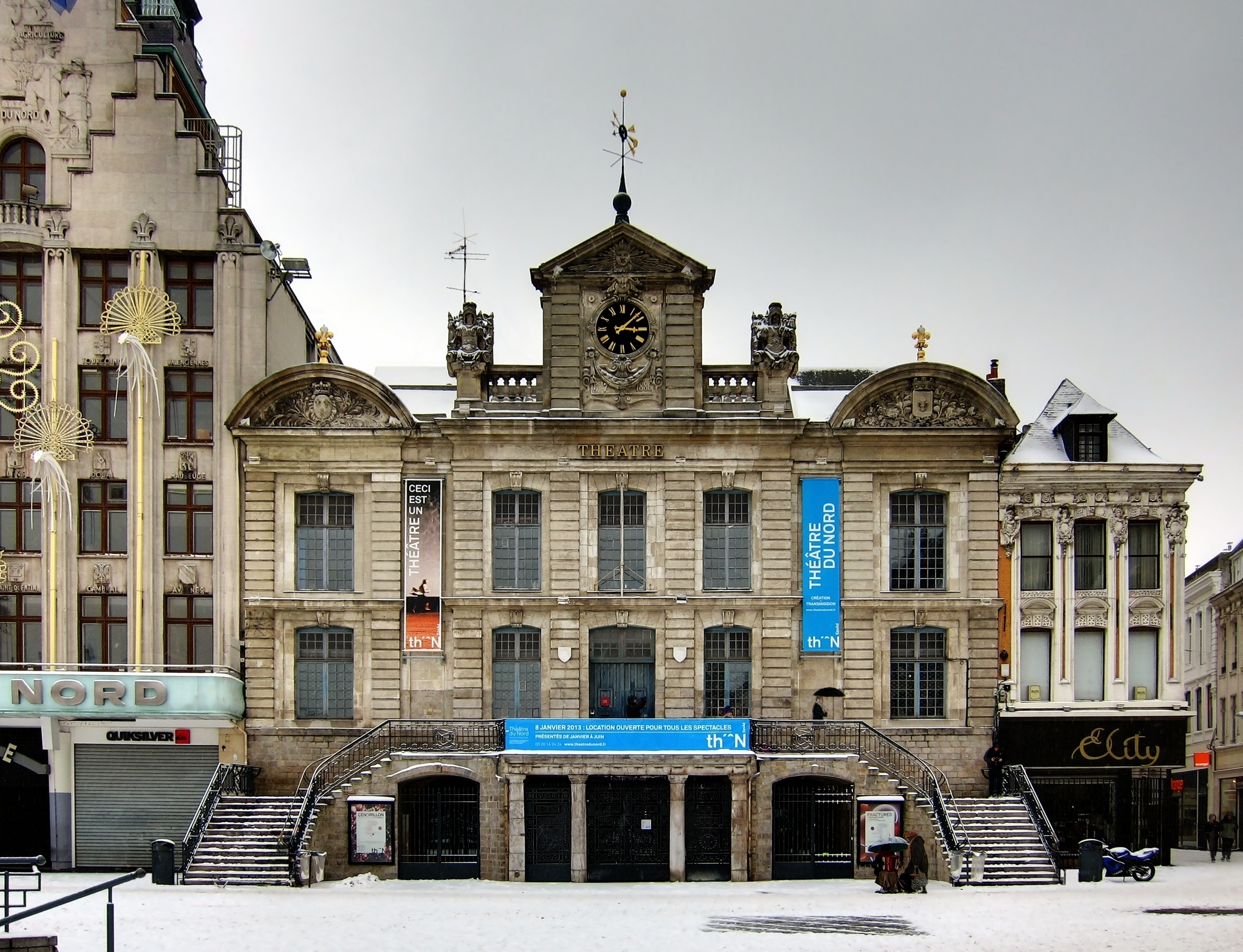
Le théâtre du Nord installé dans l'ancien Grand'Garde.

Le premier théâtre lillois, la Comédie, a été inauguré en 1702. Il possédait une troupe permanente et donnait quatre représentations hebdomadaires. En 1741, Voltaire y assistera à la première de Mahomet. Jugé insuffisant, un édifice plus vaste, la nouvelle comédie, est construit sur les plans de l'architecte lillois Michel-Joseph Lequeux. Inauguré en 1787, il est détruit par un incendie en 1903.
Aujourd'hui, le Théâtre du Nord, centre dramatique national situé sur la Grand'Place, est installé dans un édifice érigé en 1717 qui servait alors de corps de garde pour la garnison de la ville. Réaménagé en 1989, il comprend une grande salle, la salle Roger Salengro, d'environ 460 places, une petite salle d'une centaine de places et une salle de répétition. Issu de l'équipe de « la Salamandre » de Gildas Bourdet, le théâtre du Nord a ensuite été dirigé par Daniel Mesguich de 1991 à 1998 puis par Stuart Seide.

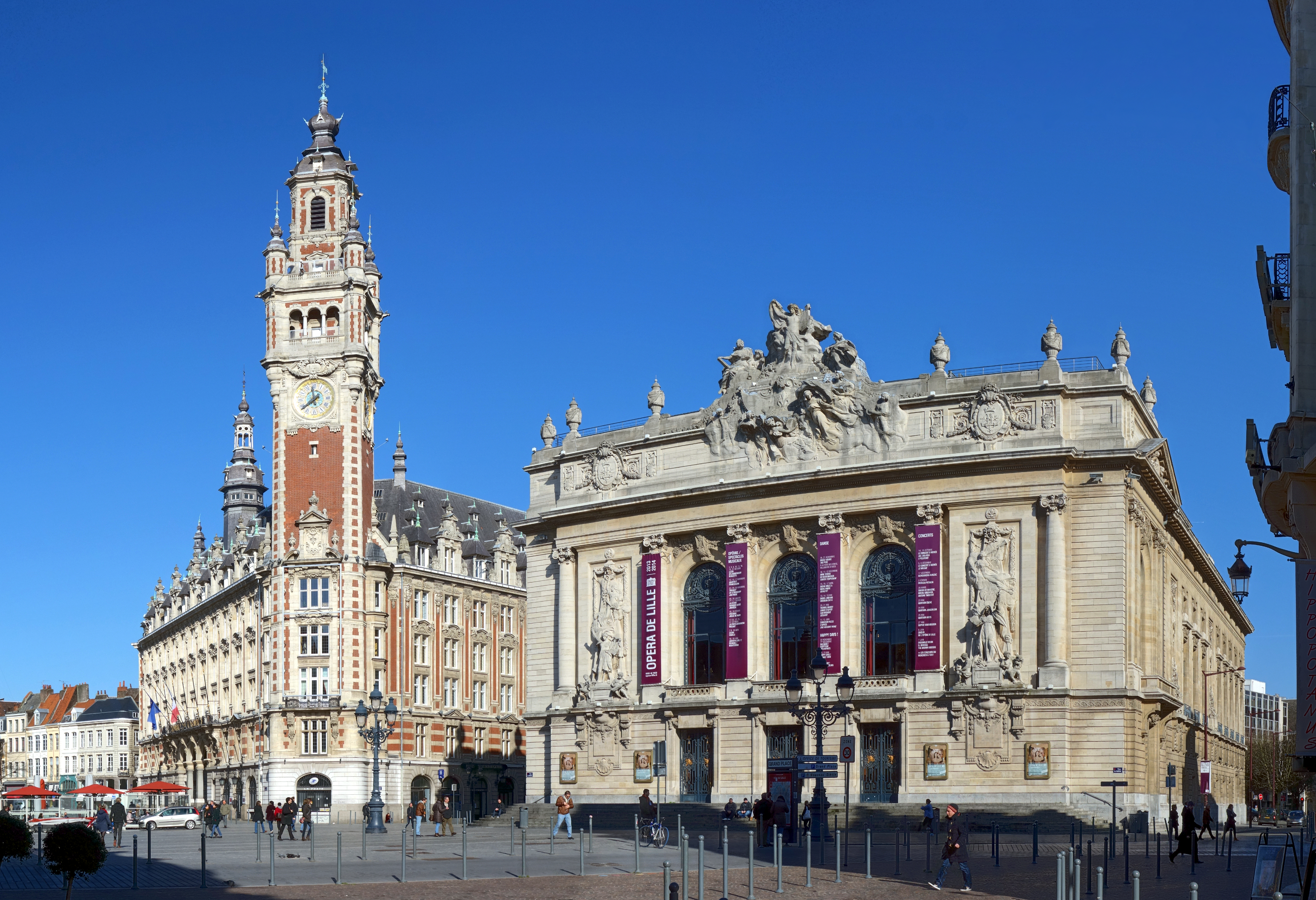
L'Opéra de Lille, à côté de la chambre de commerce. Les deux bâtiments, de styles très différents mais harmonieusement accordés, sont du même architecte : Louis Marie Cordonnier.

Construit à la veille de la Première Guerre mondiale, après l'incendie de la nouvelle comédie, l'Opéra de Lille a été profondément rénové et modernisé entre 1998 et 2004. Doté d'une salle à l'italienne, il comprend six loges d'avant-scène et quatre niveaux de galeries et propose 1 138 places. Il présente chaque année une quinzaine de spectacles du répertoire lyrique, de danse et de musique. Il accueille également des artistes en résidence, dont le chœur de l'Opéra de Lille, qui participent à la programmation.
Construit en 1903 et restauré en 1997 et 1998, le Théâtre Sébastopol est la seconde grande scène de Lille avec 1 450 places qui lui permettent notamment d'accueillir des spectacles populaires, de théâtre ou d'opérette mais aussi de variété.
Plus récemment, en 2004, le théâtre Le Prato s'est installé dans la Filature, ancienne usine textile située dans le quartier de Moulin. Dirigée par Gilles Defacque, la troupe propose des one-man-show burlesques, mais également des pièces de théâtre plus complexes ainsi que des spectacles de cabarets et de variétés auxquels participent de nombreux artistes extérieurs.
Le jeune public dispose aussi de lieux qui lui sont consacrés avec Le Grand Bleu, centre dramatique national pour l'enfance et la jeunesse qui propose des spectacles de théâtre, de danse, de cirque, de marionnettes, de hip-hop, etc., et Le P'tit Jacques, un théâtre de marionnettes.
Lille possède également une école de théâtre, l'École professionnelle supérieure d'art dramatique (EPSAD), créée en 2003, installée dans le quartier des Bois-Blancs et une école de cirque, le Centre régional des arts du cirque, situé à Lomme.
Lille compte par ailleurs de nombreuses salles de spectacle privées telles que le Zénith de Lille (7 000 places) ou encore l'Aéronef et le Biplan, acteurs de la scène rock lilloise.

#### Musique

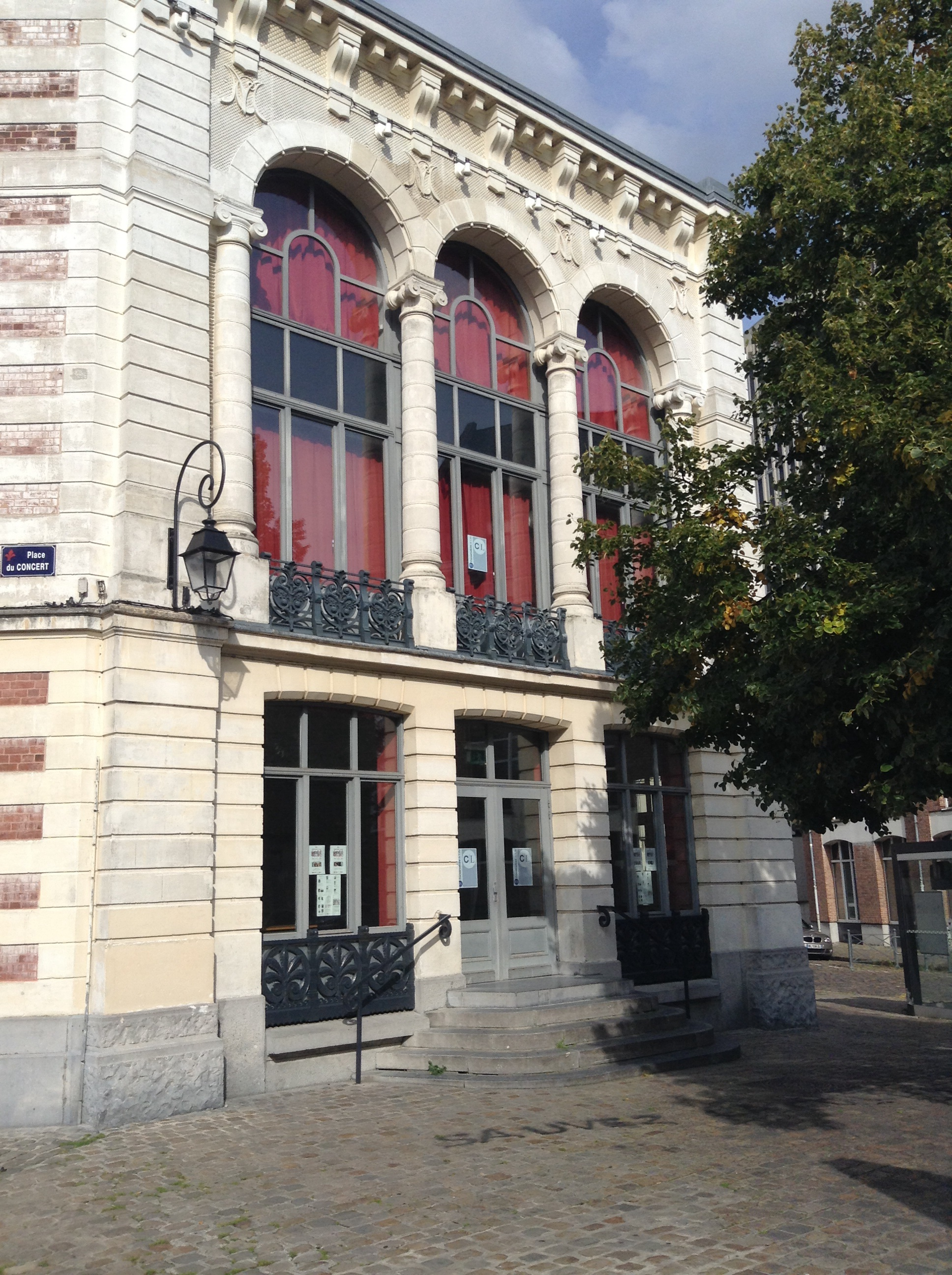
Le Conservatoire de Lille, rue Colas.

C'est au cours du XVIIIe siècle que le goût pour la musique connait une forte expansion à Lille. Elle est notamment marquée par la création de la Société du Concert par le duc de Boufflers en 1726, puis, à sa suite, par de nombreuses autres sociétés de concert.
Le Conservatoire de Lille est l'héritier de l'Académie de musique de Lille créée en 1803. Il a obtenu le label Conservatoire à rayonnement régional en 2006. Animé par une équipe de 120 enseignants, il accueille plus de 2 000 élèves et étudiants auxquels il dispense des cours de musique, de danse et d'art dramatique. Doté d'un auditorium de 400 places, il donne des concerts tous les jeudis.

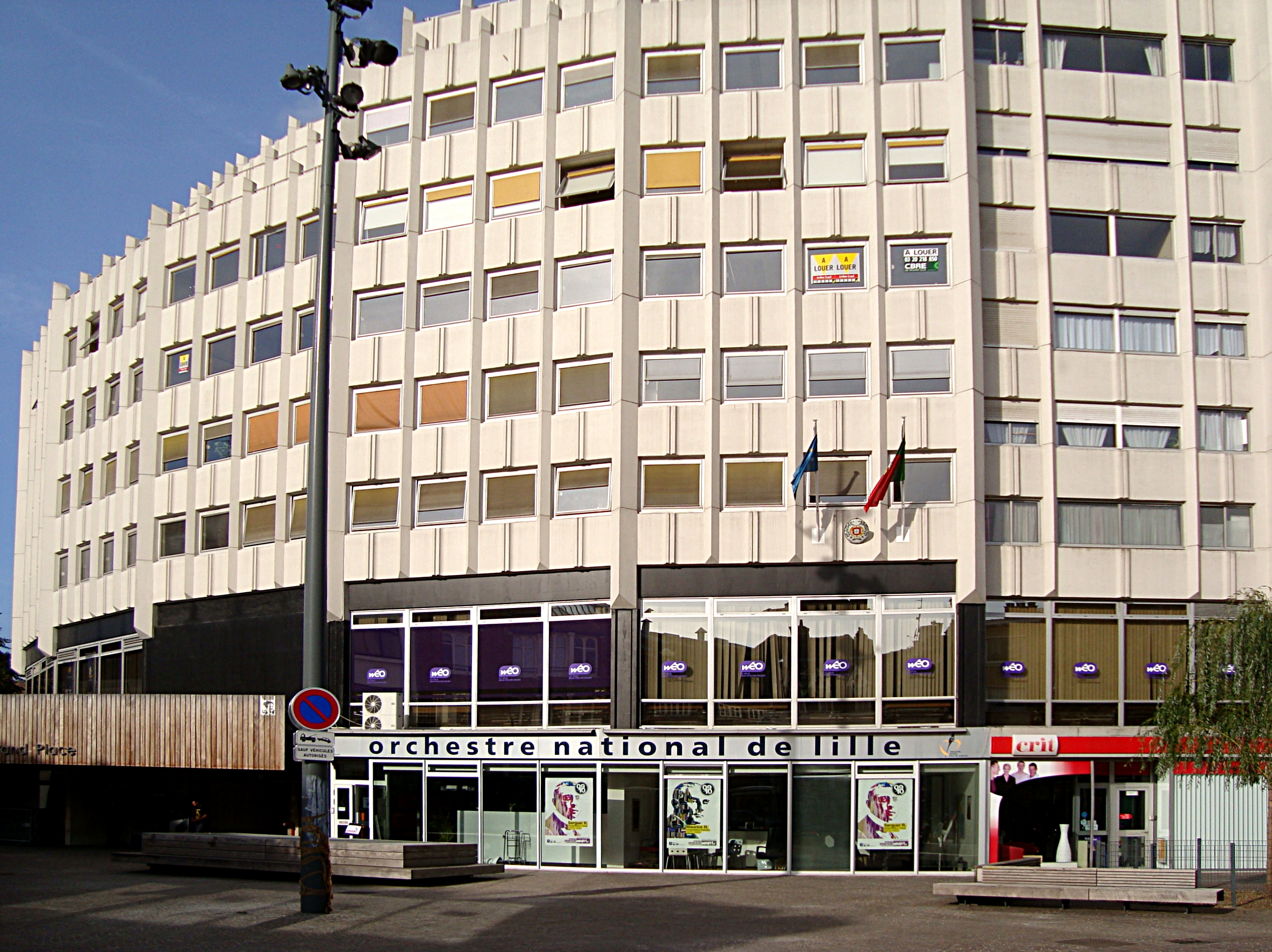
Les locaux de l'Orchestre National de Lille.

Issu de l'ancien orchestre de l’ORTF Nord Pas-de-Calais, l'orchestre philharmonique de Lille, devenu Orchestre national de Lille en 1980, a été créé en 1976 avec l'aide de la région par son directeur et chef d'orchestre principal, Jean-Claude Casadesus. L'orchestre compte près d'une centaine de musiciens et est logé dans les bâtiments du Nouveau-Siècle à Lille, où il dispose d'un auditorium de 2 000 places. L'orchestre donne environ 120 concerts par an, dans toute la région, mais aussi en tournées nationales et internationales. Il est notamment l'auteur d'une importante discographie.
Dans un tout autre registre, une musique populaire typiquement lilloise voit le jour au début du XVIIIe siècle avec les chansons burlesques patoisantes de François Cottignies. Cette veine se développe considérablement au cours du XIXe siècle, de très nombreuses chansons étant composées, imprimées et vendues, soit par des sociétés amicales à l'occasion du carnaval, soit au bénéfice du Parti ouvrier lors des élections ou de mouvements de grève. Elle donnera naissance à une tradition de chansons ch'ti qui est restée vivace jusqu'au milieu du XXe siècle, parmi lesquelles le P'tit Quinquin d'Alexandre Desrousseaux, véritable hymne de la ville sonné toutes les heures par le carillon du beffroi de la chambre de commerce, reste la plus connue.
Enfin, la scène rock lilloise présente une certaine diversité, parfois héritière de la verve parodique de la musique populaire traditionnelle, avec des groupes comme Buzz, Skip the use, qui a atteint une notoriété nationale, Gronibard, Hynner, Les Blaireaux, Les Fils de Sammy, Loudblast, The Bilbocks, Curry & Coco, Stocks, The Duke factory ou Unswabbed.

#### Cinéma

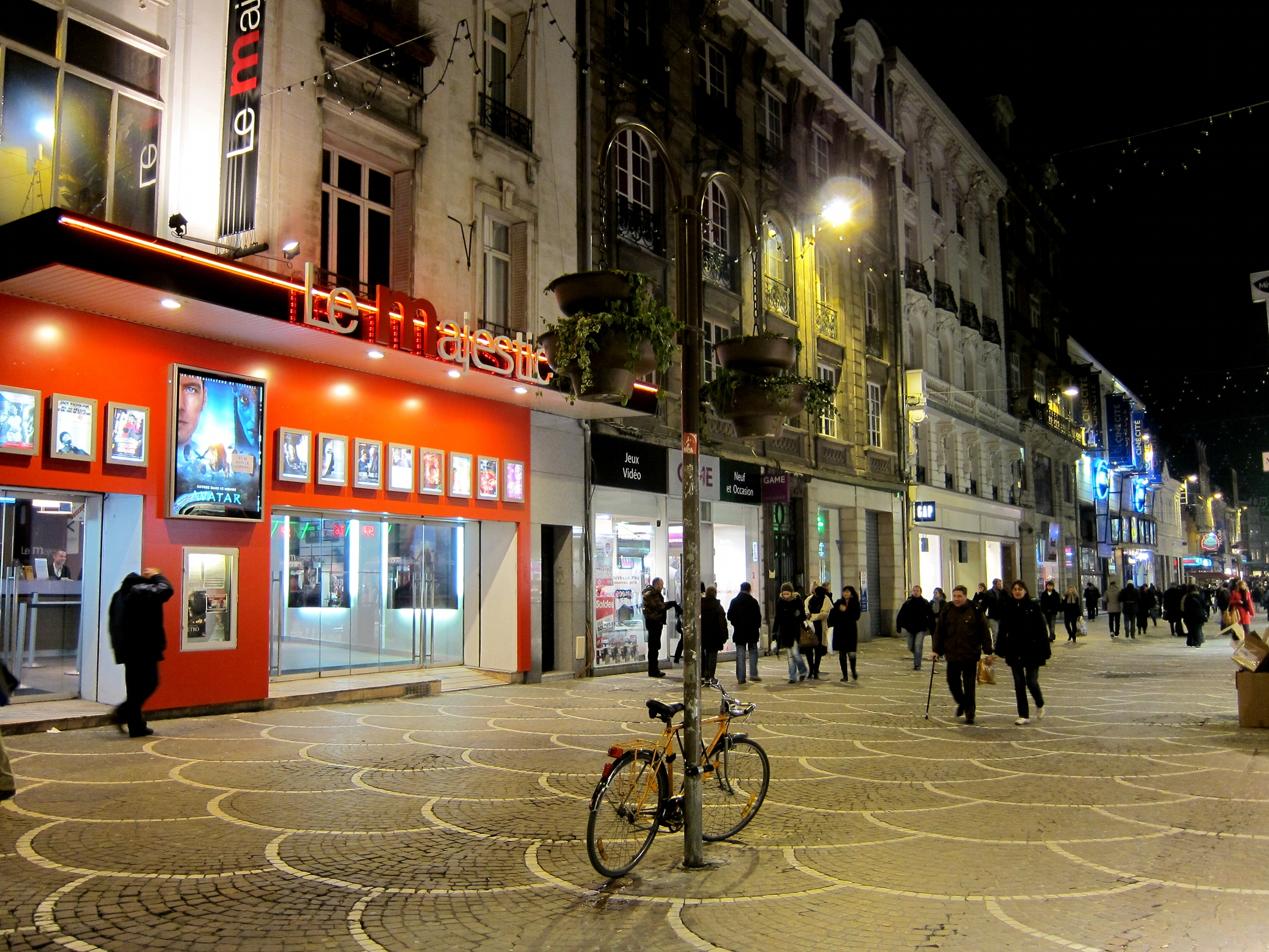
Le Majestic, rue de Béthune.

Lille compte de nombreuses salles de cinéma en particulier dans le centre, avec un complexe, l'UGC Ciné Cité (14 salles) situé rue de Béthune, et deux cinémas d'art et essai, le Majestic (6 salles classées), situé dans la même rue, et le Métropole (quatre salles classées), situé rue des Ponts-de-Comines. Le plus grand multiplexe de France, le Kinépolis « Château du cinéma » (23 salles et 7 286 sièges), est par ailleurs installé à Lomme.
Plus original, L'Hybride est un cinéma bar qui propose une programmation traditionnelle mais aussi des films expérimentaux, des courts métrages et des films d'animation. Il peut être réservé pour l'organisation d'évènements publics ou privés.
Le quartier de Moulins abrite quant à lui le cinéma associatif L'Univers, lieu de diffusion unique dans la région Nord-Pas-de-Calais. Ancien cinéma art et essai, L'Univers a été acheté par la ville de Lille en 1995 et remis en activité fin 1999 à l’initiative d'un collectif d'associations qui assure aujourd'hui la programmation et le fonctionnement du cinéma. En moyenne, plus de 150 manifestations y sont organisées annuellement.
La région, et tout particulièrement la métropole lilloise, est également un lieu d'accueil important de tournage de films et de téléfilms. L'Aveu de Costa-Gavras en 1970, Le Corps de mon ennemi de Henri Verneuil en 1976, La Femme flic de Yves Boisset en 1979, La Vie rêvée des anges d'Érick Zonca en 1998, Entre ses mains d'Anne Fontaine en 2005, Bienvenue chez les Ch'tis de Dany Boon en 2007 ou encore La Vie d'Adèle d'Abdellatif Kechiche en 2012 (Palme d'or du Festival de Cannes 2013) ont été pour partie tournés à Lille.
Depuis quelques années[Quand ?], les tournages dans la région se sont beaucoup développés. C'est notamment le résultat d'une politique régionale volontariste, le Centre régional de ressources audiovisuelles (CRRAV) disposant d'un fonds de soutien à la production de plus de 2,5 millions d'euros par an, troisième budget de France après ceux de Paris et Lyon. Lille compte ainsi une vingtaine de sociétés de production.
Le festival international Séries Mania consacré aux séries télévisées se déroule chaque année depuis 2018, au printemps. Plusieurs cinémas de la ville sont utilisés pour les multiples projections.

#### Casino
Depuis 2010 et l'ouverture du Casino de Lille, la ville dispose également d'un établissement de jeux. Celui-ci est situé dans un complexe comprenant, entre autres, un hôtel, le casino, plusieurs restaurants et bars ainsi qu'une salle de théâtre et de spectacle.

#### Gastronomie

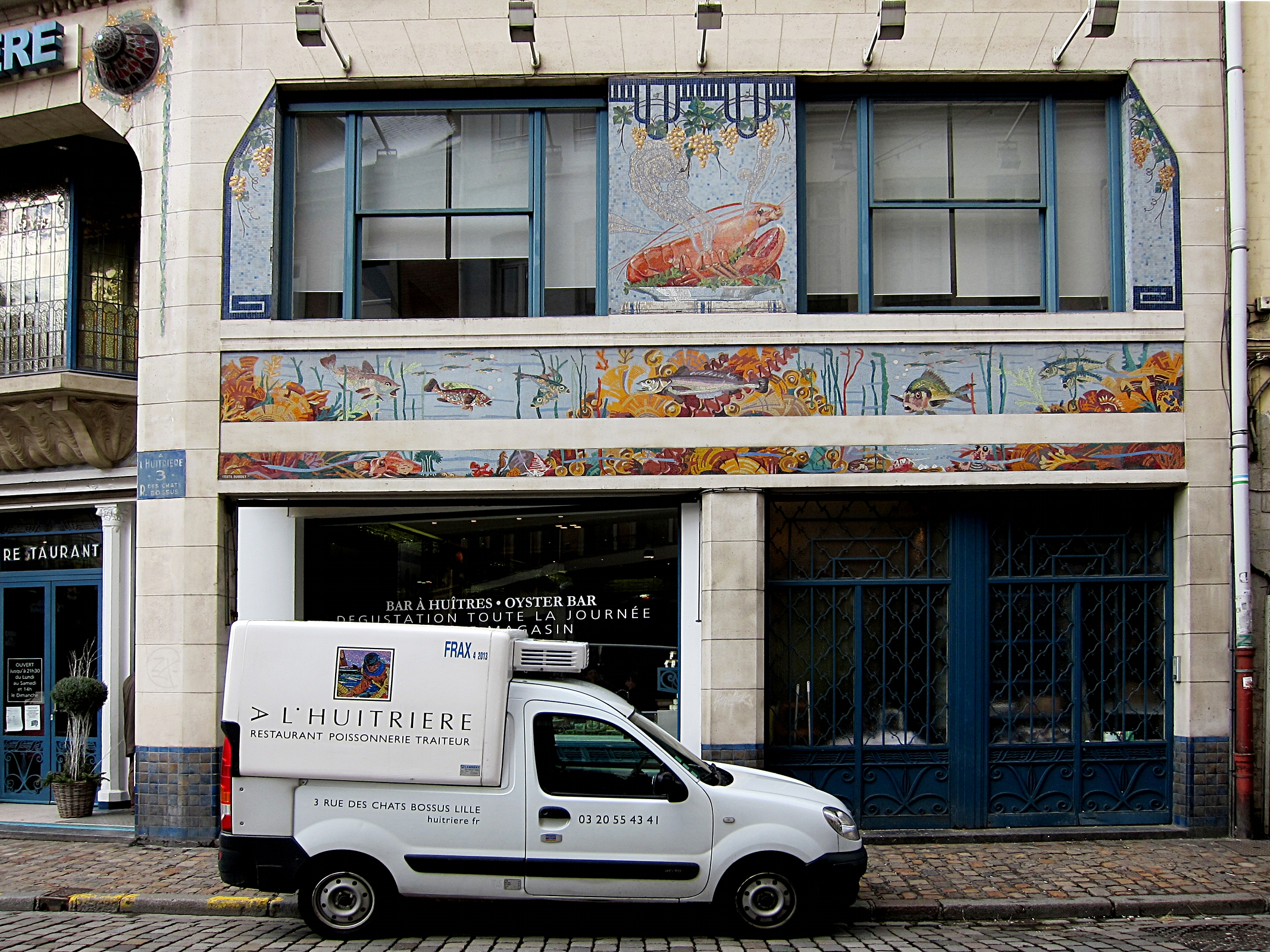
La façade art-déco du restaurant L'Huitrière

La gastronomie lilloise présente des influences picardes mais relève aussi des traditions flamandes, en particulier avec la cuisine à la bière.
Autrefois important centre brassicole avec de nombreuses marques locales présentes dans ses cafés (telles que Pelforth, Pélican, Semeuse, Excelsior ou Coq Hardi), Lille et ses environs n'accueillent quasiment plus de brasseries sur son territoire. Des brasseries artisanales existent toujours ou ont été créées dans les environs de Lille mais la consommation de leurs productions est marginale. La culture de la bière reste néanmoins fortement ancrée dans les mœurs lilloises.
Ainsi, trois plats régionaux accompagnent et, parfois, utilisent la bière :
- la carbonade flamande, ragoût de bœuf mijoté à la bière, souvent agrémenté de pain d'épices ;
- le potjevleesch, terrine de quatre viandes blanches prises en gelée ;
- le waterzoï, pot-au-feu de volaille ou de poisson à la crème et aux petits légumes.
- le welsh, plat à base de cheddar et de bière

Le petit salé lillois, équivalent du potjevleesch réalisé uniquement à base de maigre de jambon, et les moules-frites, plat obligé de la grande braderie de Lille, font également partie du patrimoine culinaire de la ville.

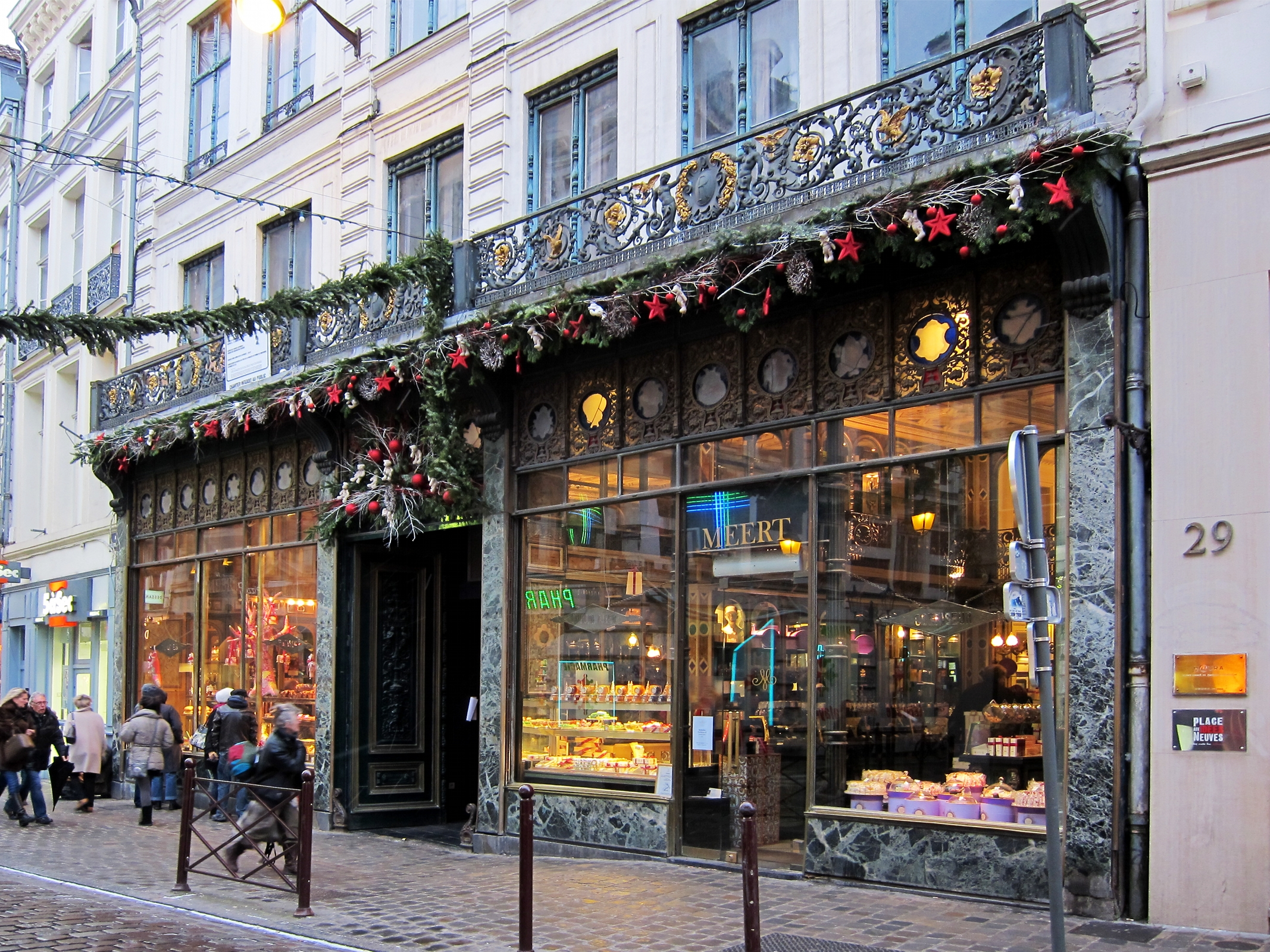
La pâtisserie Méert, où Madame de Gaulle mère aimait, dit-on, acheter ses gaufres lilloises.

De nombreuses sucreries sont réalisées à base de cassonade (vergeoise), qu'il s'agisse de la tarte au sucre, des gaufres fourrées ou des babeluttes de Lille.
Comme dans le reste de la région, la consommation de café est très importante tout au long de la journée. Il existe toujours diverses marques locales ainsi que de petites entreprises de torréfaction à Lille et dans ses environs.
La liqueur traditionnelle est le genièvre, autrefois massivement consommé dans les estaminets. Il est aujourd'hui encore distillé dans les villes voisines de Loos et de Wambrechies. Le genièvre était parfois mélangé au café, donnant alors une bistouille.
En corollaire à la résurgence de la culture régionale et à la mise en valeur du patrimoine historique local depuis une vingtaine d'années, de nombreux restaurants régionaux et estaminets ont ouvert leurs portes. Mais à côté de ces établissements qui proposent des spécialités régionales, Lille compte aussi quelques grandes tables qui, sans en faire une capitale gastronomique, contribuent à élargir l'étendue de la gastronomie locale.

### Personnalités liées à la commune

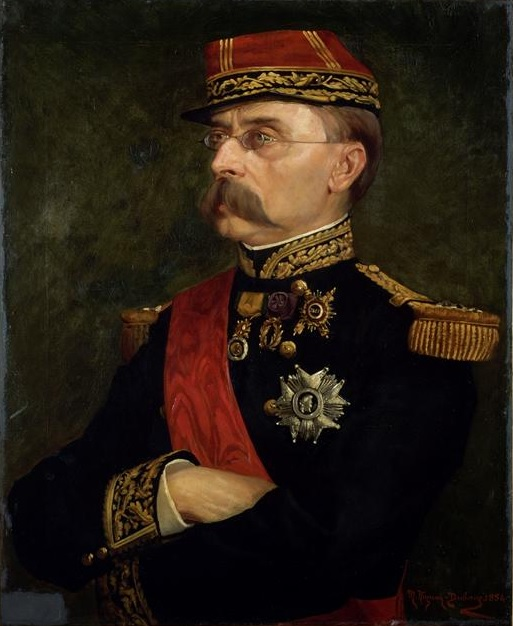
Le général Louis Faidherbe.

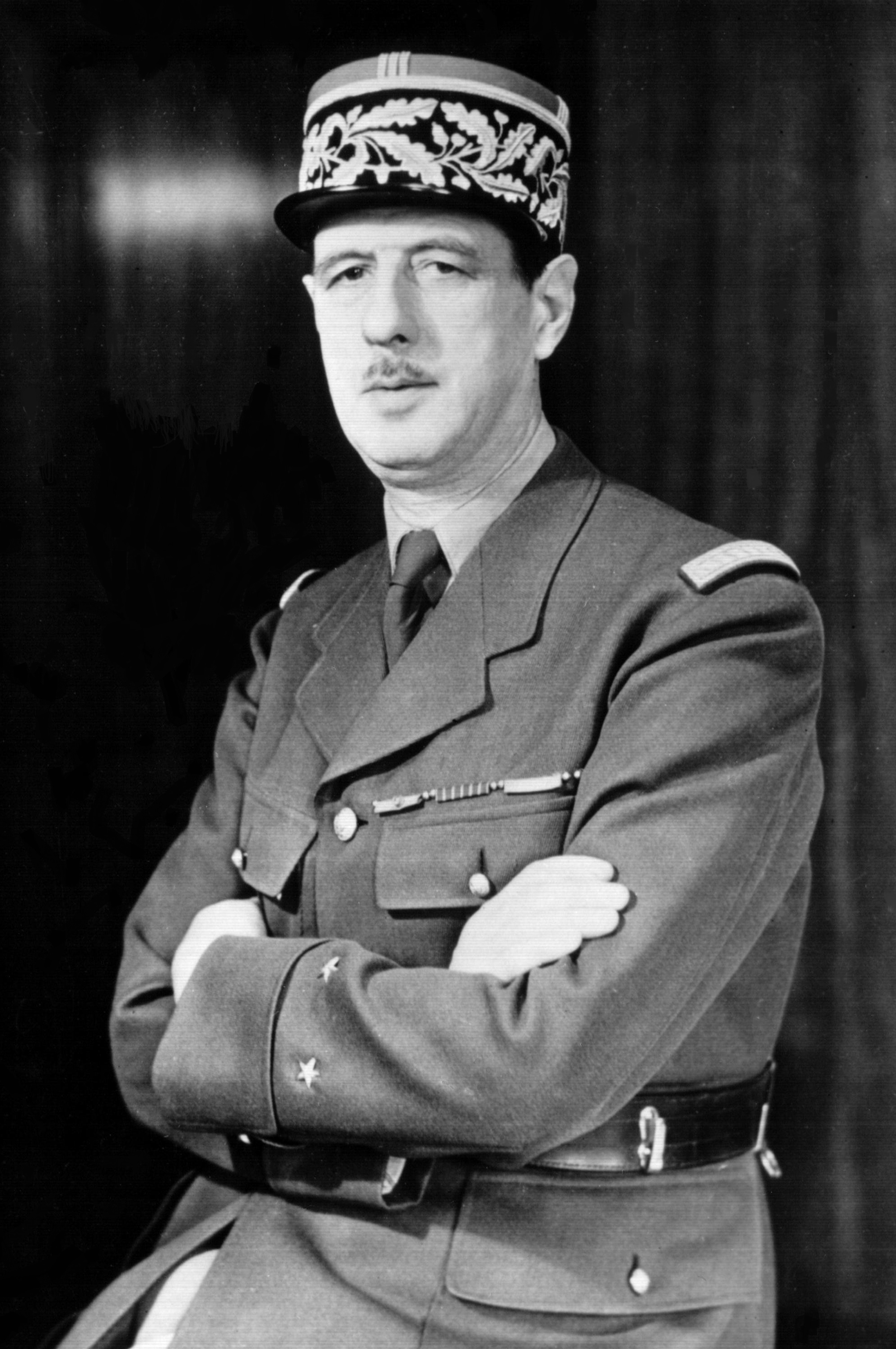
Le général Charles de Gaulle durant la Seconde Guerre mondiale.

Lille a vu naître et grandir plusieurs hommes politiques et gouvernants. C'est le cas du général Louis Faidherbe, administrateur du Sénégal, et de Charles de Gaulle dont la maison natale, située dans le Vieux-Lille, est aujourd'hui un musée. Le Cardinal Liénart a été évêque de Lille pendant 40 ans.
C'est à Lille que sont nés les peintres Wallerant Vaillant, Jean-Baptiste Monnoyer, Carolus Duran, Emile Bernard, François Fauck. Ainsi que les sculpteurs Agathon Léonard, Villanis, René Leleu, Emile Morlaix, Gérard Choain, le musicien Édouard Lalo, le poète Albert Samain et le réalisateur Julien Duvivier.
Lille a également accueilli de nombreux artistes, qu'il s'agisse de peintres, comme Jan Van Eyck, Jacques Daret, Louis Joseph Watteau, François Watteau plus récemment Janusz Stega ou Jean-Noël Vandaele, de musiciens comme Pierre Degeyter, compositeur de la musique de L'Internationale, ou d'écrivains comme Marguerite Yourcenar. Le sculpteur Henri Soubricas a réalisé de nombreux monuments aux morts et le célèbre grenadier de Lambersart.
Au cours du XXe siècle, l'acteur spécialisé dans le doublage Pascal Renwick, l'acteur Philippe Noiret, l'écrivain Alain Decaux, l'humoriste Maxime, les footballeurs Didier Six, Gaël Kakuta et Raphaël Varane, comme le reporter et écologiste Nicolas Hulot, sont originaires de Lille. Enfin, l'architecte et urbaniste Jean Pattou, à l'origine de la fresque monumentale inaugurée en 2000 à l'intérieur de la gare de métro de Lille-Europe, est décédé à Lille en 2023. 

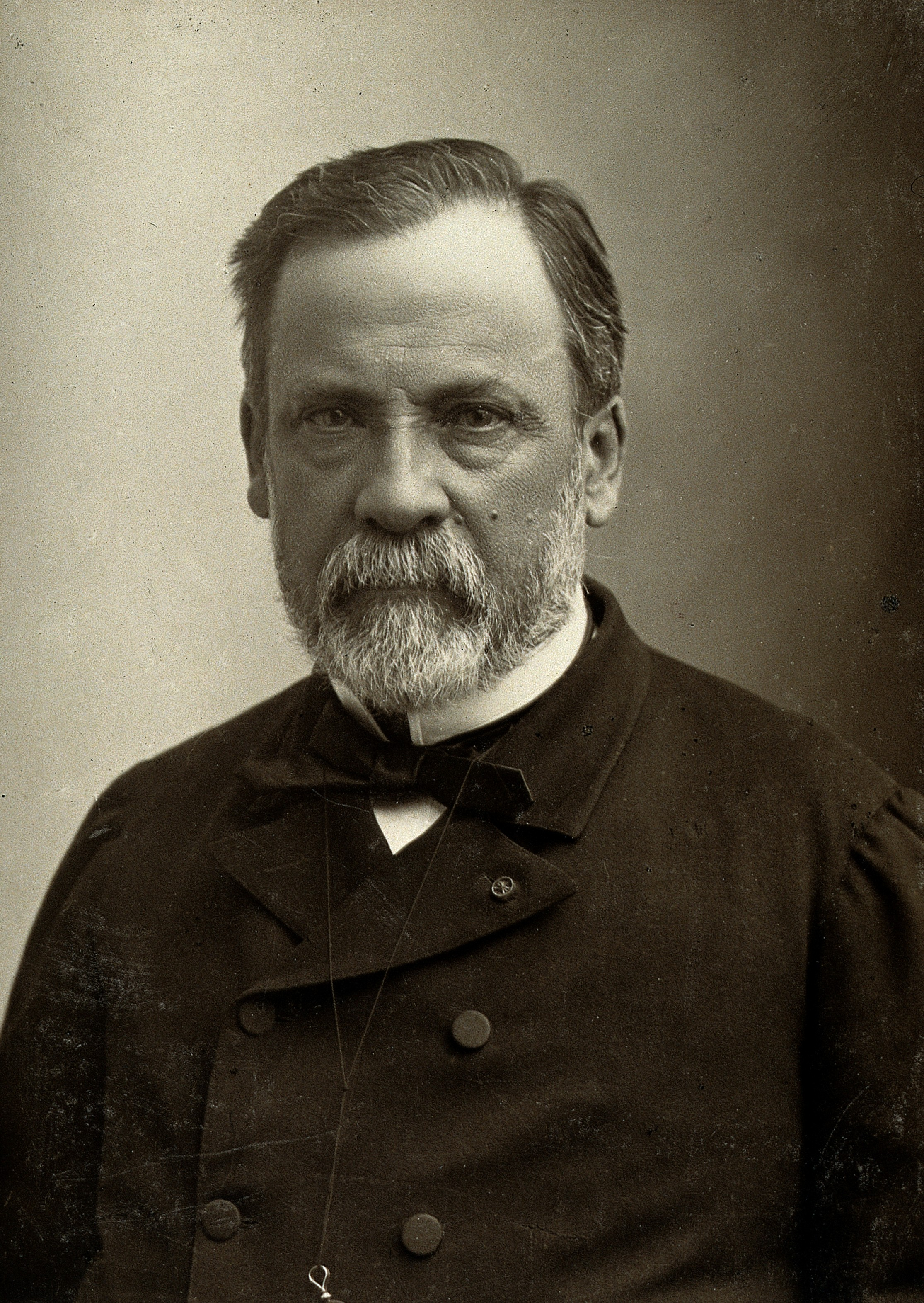
Louis Pasteur

Parmi les scientifiques, le savant Louis Pasteur a été nommé professeur de chimie et fut le premier doyen de la faculté des sciences de la ville de 1854 à 1857. C'est à cette période, que travaillant à la demande des brasseurs de bière de la région, Pasteur fit, à Lille, des observations fondamentales sur les fermentations alcooliques qui donneront naissance à la microbiologie et à la découverte du rôle des germes dans les infections. Il fonda l'Institut Pasteur de Lille en 1894, pour remédier à une épidémie de diphtérie. Albert Calmette, premier directeur de l'Institut Pasteur de Lille, et Camille Guérin y entamèrent en 1901, leurs recherches sur la tuberculose, aboutissant à la mise au point du vaccin BCG (Bacille de Calmette et Guérin) en 1921. 

C'est aussi à Lille que les mathématiciens Albert Ribaucour et Jean Dieudonné sont nés.

### Héraldique
| Grandes Armes de Lille d'après Robert Louis | Grandes Armes de Lille d'après Robert Louis. |

| Armes de Lille | Les armes de Lille se blasonnent ainsi : De gueules à la fleur de lys florencée d'argent. Le blason de Lille date de 1199. Il porte alors une fleur de lys à cinq feuilles ou pétales. La fleur de lys à trois branches apparaît en 1235 sur la charte de Jeanne de Flandre. Ces armes figureraient la ville, lilia en latin signifiant lys, florencé pour rappeler l'iris d'eau qui poussait dans les marais qui entouraient la ville. Son dessin actuel date de 1926. |

| Armes impériales de Lille | Lille a connu d'autres blasons. En 1811, Napoléon Ier a donné à la ville de Lille des armes impériales : coupé d'azur et de gueules, l'azur au drapeau en lance d'argent orlé d'or ; la gueule à la ville fortifiée et bombardée, le tout d'argent au chef cousu des bonnes villes. De tels écus sont encore visibles au niveau du dôme de la Poste située place de la République et sur la façade de la préfecture (fronton de l'aile nord). |

| Armes de Lille sous la 3e République | Sous la 3e République, les abeilles (symbole impérial) seront remplacées par des étoiles. En 1901, le maire de Lille, Gustave Delory, rétablira finalement le blason initial. |

### Iconographie
- Bibliothèque numérique de la Bibliothèque municipale de Lille qui propose plusieurs milliers d’images issues des fonds iconographiques et photographiques de la ville